# История Древней Месопотамии
Исто́рия Дре́вней Месопота́мии — история Месопотамии в эпоху Древности, время существования одноимённой цивилизации.
Возникновение цивилизации в Древней Месопотамии связывается с периодами Урук и Джемдет-Наср (середина 4-го — начало 3-го тысячелетия до н. э.), появление первых государств — с раннединастическим временем (XXVIII—XXIV века до н. э.). Создателями цивилизации традиционно считаются шумеры, на языке которых сделаны древнейшие надписи. Первые государства представляли собой отдельные городские общины (города-государства или «номы»): Урук, Ур, Киш, Лагаш и другие.
Во второй половине 3-го тысячелетия до н. э. Месопотамия была объединена под властью первых деспотий — Аккада и III династии Ура. Аккад стал первым централизованным государством Месопотамии и крупнейшей державой своего времени. В аккадский период на ведущие позиции вышел аккадский язык, в то время как шумерская культура пережила спад. С падением Аккада страна распалась на отдельные государства, подчинённые чужеземцам-кутиям. Среди государств того времени выделяется Лагаш II династии, контролировавший значительную часть Шумера. После изгнания кутиев Месопотамия объединилась под властью Царства III династии Ура (также Шумеро-Аккадское царство); это было время последнего расцвета шумерской культуры. В конце XX века царство пало, а его осколки в дальнейшем были захвачены племенами амореев.
В начале 2-го тысячелетия до н. э. Месопотамия была объединена под властью аморейского государства Вавилон, достигшего пика могущества в правление Хаммурапи (Вавилонское царство) и впоследствии завоёванная касситами. В Северной Месопотамии доминировало аморейское царство Шамши-Адада I, после его распада — Мари, Эшнунна и Ашшур, впоследствии превратившийся в Ассирийское царство. В середине 2-го тысячелетия до н. э. там же преобладало арийско-хурритское государство Митанни, одна из сильнейших держав Передней Азии. Ассирия и касситская Вавилония оставались ведущими государствами Месопотамии до конца 2-го тысячелетия до н. э.; их жители говорили на разных диалектах аккадского языка. Оба царства пришли в упадок в условиях коллапса бронзового века, сопровождавшегося расселением арамеев и родственных им халдеев.
В начале 1-го тысячетелетия Ассирия восстановила могущество и, образовав унию с Вавилонией, объединила всю Месопотамию. Подчинив все крупные государства в прилегающей части цивилизованного мира, Ассирия превратилась в первую «мировую империю» человечества (Ассирийская военная держава VIII—VII века до н. э.), павшую в результате изнурительных войн, внутренних усобиц и экономического кризиса. В результате раздела Ассирийской державы коренная её территория вошла в состав Мидии, а южная часть Месопотамии стала основой халдейского Нововавилонского царства (VII—VI век до н. э.). Население Месопотамии в то время массово арамеизируется, арамейский язык и родственный ему халдейский вытесняют аккадский из разговорной речи; соседи именуют вавилонян халдеями; в Северной Месопотамии преобладает арамееязычное население, предки современных ассирийцев. В 539 году до н. э. Вавилон был взят Киром II Великим, а его владения вошли в состав Державы Ахеменидов. Падение Вавилона означало конец политической самостоятельности Древней Месопотамии, территория которой в последующее время входила в состав разных государств (Александра Македонского, Селевкидов, Парфии и др.); окончательное угасание культуры Древней Месопотамии относится к сасанидскому периоду.

## Предыстория

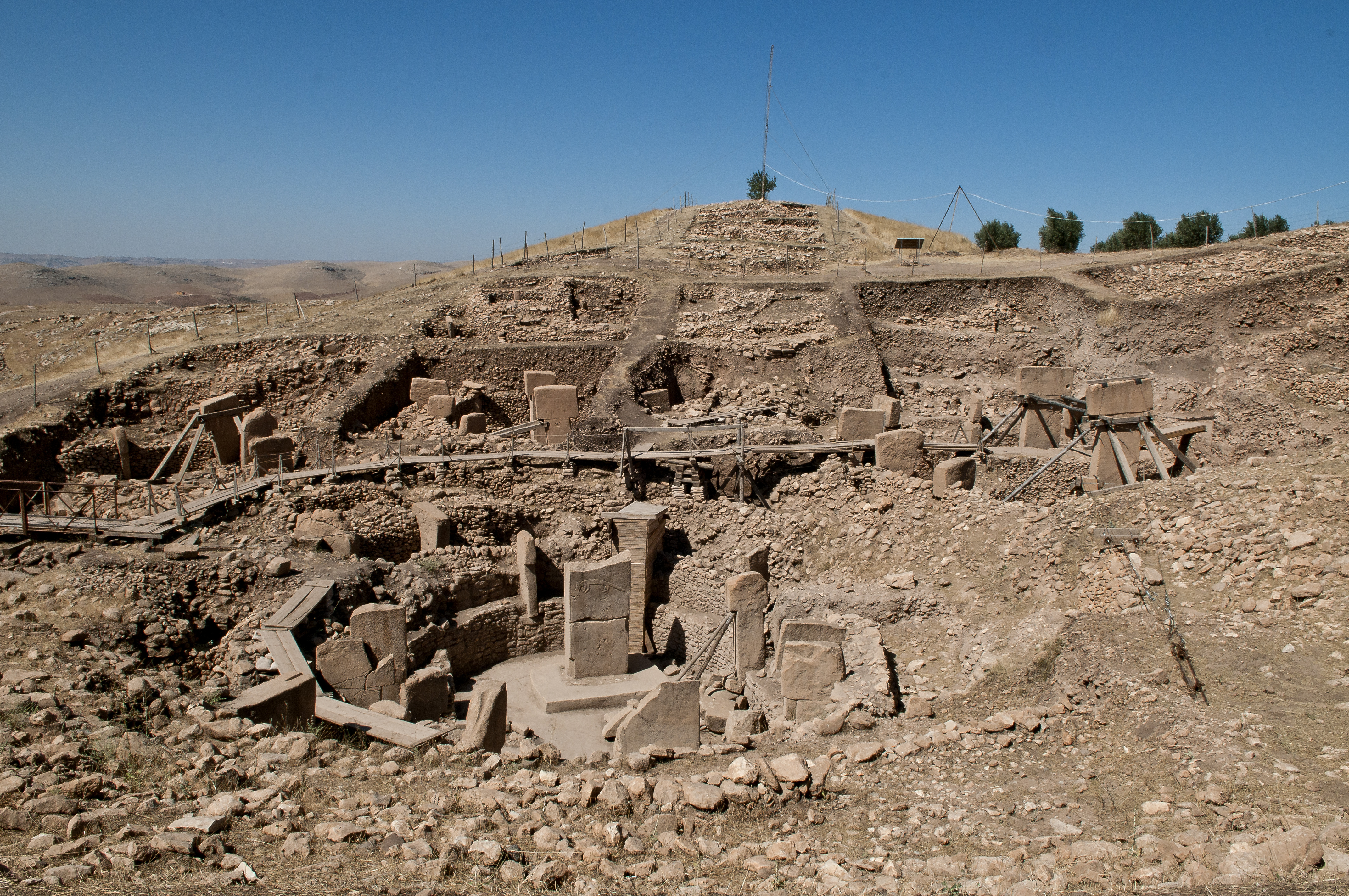
«Месопотамский Стоунхендж» Гёбекли-тепе. Эпоха докерамического неолита, 8-е тысячелетие до н. э.

Истоки цивилизации Древней Месопотамии связаны с процессом неолитизации в зоне Тавро-Загросской дуги («холмистые фланги» Плодородного Полумесяца): в условиях благоприятных климатических изменений в 9—7-м тысячелетиях до н. э. там возник ряд поселений докерамического неолита (Мурейбет, Джерф-эль-Ахмар, Гёбекли-тепе, Чаёню-тепеси и др.) с прогрессивной материальной культурой (мегалиты, церемониальные постройки, циклопические стены, системы стока и др.). С наступлением фазы глобального похолодания эти культуры пришли в упадок и сменились традициями керамического неолита (Телль-Сотто—Умм Дабагия, Халаф, Хассуна—Самарра; 7—6-м тысячелетиями до н. э.); несмотря на частичный регресс, эти общества продолжили технологическое развитие, освоив изготовление керамики, культуру льна, шестирядного ячменя и др. Изобретение самаррскими общинами ирригации позволило им начать колонизацию аридной области Южной Месопотамии — очень плодородной, но не имевшей постоянного населения; в результате этого процесса возникли убейдские поселения.
Базируясь на высокопродуктивном ирригационном земледелии, энеолитические общины Убейда (6-е — начало 4-го тысячелетия до н. э.) вышли на передовые позиции в Месопотамском регионе и оказали мощное влияние на соседние области. В убейдскую эпоху возникли поселения на месте древнейших городов Шумера (Ур, Урук, Лагаш и др.); крупнейшим из них был Эре́ду́ — первая, согласно шумерским легендам, столица «царственности» после прибытия людей с райского острова Ди́льмун. Эреду мог быть одним из протогородов — центров формировавшихся территориальных общин (или «номов»); такие структуры складывались вокруг крупных святилищ — ранних храмов, а местный жреческий персонал мог обладать не только культовыми, но и административными функциями. Убейд традиционно воспринимается как «фундамент» будущей шумерской цивилизации, однако его этническая основа неизвестна.

## Начало раннего бронзового века. Протописьменный период

### Урукская эпоха

Урукская культура: коренная территория и основные направления колонизации

Урукский период (середина 4-го тысячелетия до н. э.) — время возникновения цивилизации (урбанистической революции) в Южной Месопотамии, что в трудах начала XX века связывалось с гипотетическим приходом шуме́ров. Древнейшие образцы письменности отражают особенности шумерского языка; по этой причине цивилизация Древней Месопотамии на ранних этапах часто именуется шумерской или Шумером. В настоящее время считается, что месопотамская цивилизация возникла на местной основе, а предки шумеров могли быть среди древнейшего аборигенного населения. С появлением письменности урукский период совпадает с началом протописьменного периода в истории Месопотамии.
Материальная культура. С урукской эпохой связывается наступление бронзового века в Месопотамии, точнее — период ранней бронзы (середина 4-го — 3-е тысячелетие до н. э.). Урук представляет новую археологическую культуру, сменившую Убейд; с этим переходом связан ряд инноваций в материальной культуре: введение гончарного круга (и опосредованно — колеса), стандартизация глиняной посуды, распространение обычной для Месопотамии скорченной позы умерших, появление оружия в захоронениях. Основой экономики было ирригационное земледелие; формируются древнейшие системы оросительных каналов.
Урбанистическая революция. Наступление урукской эпохи происходило на фоне дальнейшего иссушения климата, когда условия жизни в Южной Месопотамии приблизились к экстремальным. Материальная культура свидетельствует о росте социальной напряжённости. Жители деревень массово переселялись в протогорода, превращавшиеся в первые города — центры ранних территориальных общин («номов»). В городах формировались политические институты, велось монументальное строительство, появлялось сложное изобразительное искусство и т. д. Ведущая административная роль могла принадлежать храмам: в урукское время отмечено их бурное развитие. Рост богатства храмов отражал укрепление позиций жречества, вероятно сочетавшего культовые и административные функции: древнейшие известные титулы шумерских правителей (эн, энси) — жреческого происхождения. С храмами также часто соотносятся находки дорогостоящих изделий, что указывает на выделение особых ремесленников, специализировавшихся на изготовлении предметов роскоши. Помимо храмов, административные функции могли сохранять и гипотетические общинные институты (народное собрание, совет старейшин), сдерживавшие обособление правящей элиты: свидетельства последней в урукской Южной Месопотамии ненадёжны. Социальные катаклизмы могли породить массовый отток населения за пределы Южной Месопотамии — феномен, известный как шумерская или урукская колонизация (экспансия); сам облик основывавшихся колоний (Хабуба-Кабира, Джебель-Аруда и др.) указывает на организованность этого процесса.

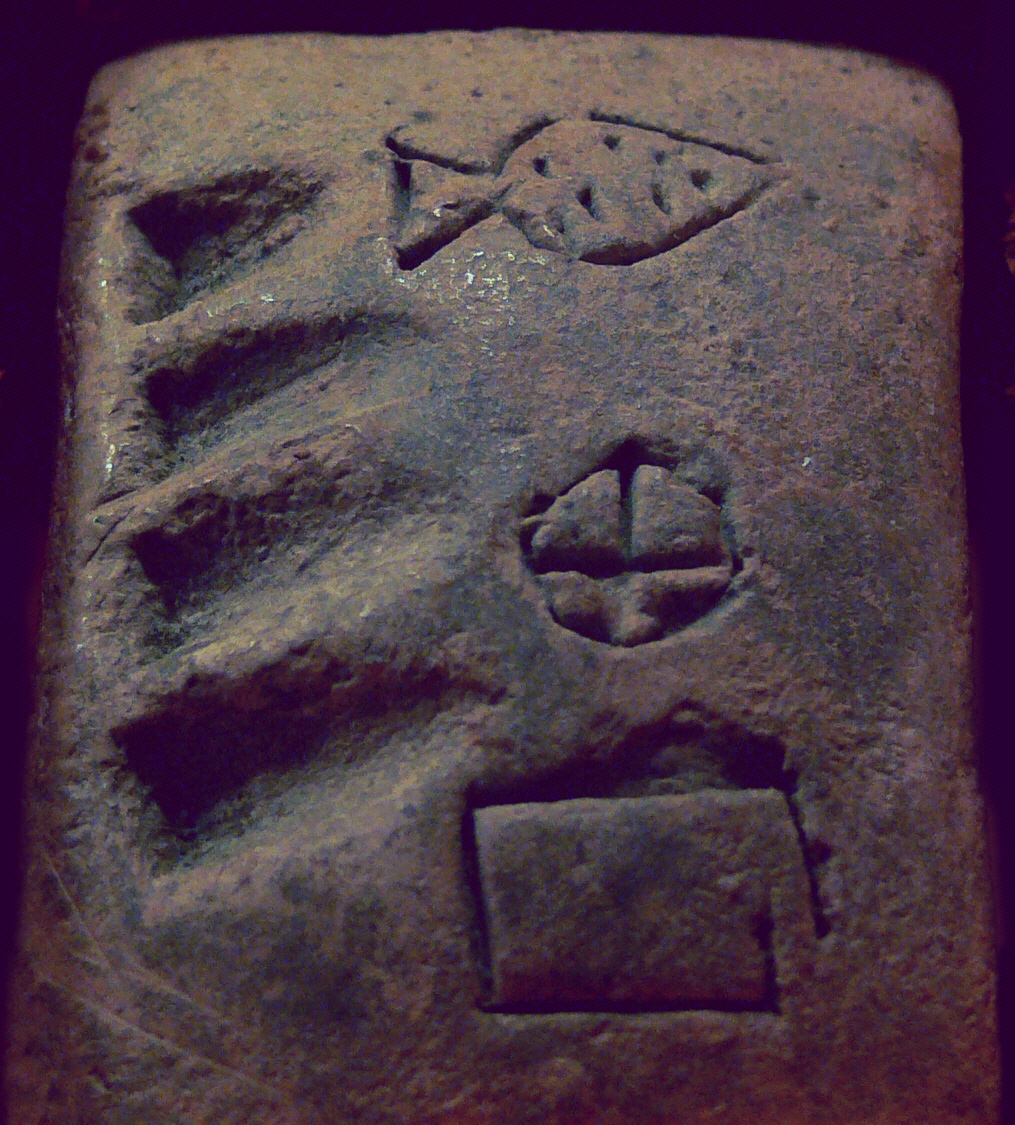
Табличка учёта из Эанны со знаками древнейшего пиктографического письма. Фаза Урук IV, Пергамский музей

Древнейший город — Урук. Типовой и крупнейший археологический памятник эпохи — городище Варка (исторический Урук). Урук иногда называют первым городом в мире; в традиционном виде он сформировался из слияния нескольких предшествующих поселений, основным из которых в урукский период была Эа́нна — столица формировавшейся территориальной общины («нома») и важный культовый центр. Храмовое строительство в Варке достигло значительного масштаба, о чём свидетельствует храмовый комплекс Эанны, включая монументальный Белый храм. Развитие и усложнение храмового хозяйства требовало совершенствования традиционных систем учёта из архаичных печатей и токенов: в Эанне впервые стали использоваться пиктограммы на глиняных табличках (IV слой Варки) — прообраз древнейшей месопотамской письменности. Эволюционировали и традиционные знаки собственности — в Варке обнаружены первые цилиндрические печати. Из Эанны также происходят яркие образцы сложного изобразительного искусства — каменные вазы, рельефы и др.
Период Гавры в Северной Месопотамии. Урукская эпоха в Северной Месопотамии часто обозначается как период Гавры. Для этого времени отмечаются схожие с югом процессы социально-экономической трансформации; однако их содержание и движущие силы неясны. Местные общины практически не занимались ирригационным земледелием, а храмы там, вероятно, не обладали таким влиянием как на юге. Исследованы древнейшие города и протогорода севера (Телль-Брак, Тепе-Гавра и др), а также храмы и многофункциональные общественные здания. Сравнительное богатство местных погребений (украшения из золота и драгоценных камней) указывает на обособление местных элит, а единичные антропоморфные изображения — на выделение неких эфемерных лидеров.

### Период Джемдет-Наср
Период Джемдет-Наср (конец 4-го — начало 3-го тысячелетия до н. э.) продолжал урбанистическую революцию в Южной Месопотамии. Дальнейшей прогресс в экономике отражался в развитии ирригационной сети, расширении межрегиональных торговых связей, совершенствовании ремесла и его стандартизации на обширной территории Юга. Доминирующей культурой Южной Месопотамии оставалась шумерская: архаические письменные источники того времени связывают с шумерским языком. Развитие храмовых хозяйств привело к появлению первых архивов табличек учёта, выполненных архаической клинописью. С храмами было связано выделение лидеров местных территориальных общин (так называемые вожди-жрецы): в рассматриваемое время появились их первые изображения. Выделение элиты сопровождалось завоевательными походами в соседние страны, прежде всего в горную страну — Элам: древнейший иероглиф, обозначавший раба трактуется как «человек гор, чужак». Возникли первые династии шумерских правителей, смутные воспоминания о которых могли отразиться в легендах о «допотопных» царях, последовательно правивших в отдельных городах Юга. Централизация территориальных общин привела к формированию системы «номов» — будущих городов-государств Шумера. В указанное время уже могли существовать «номы» с центрами в (прото-)городах: Эшнунна, Сиппар, Джемдет-Наср и Телль-Укайр (совместно), Киш, Абу-Салабих, Ниппур, Шуруппак, Урук, Ур, Адаб, Умма, Ларак, Лагаш и Акшак. К концу периода Джемдет-Наср относятся следы масштабного наводнения, воспоминания о котором частично легли в основу мифа о Потопе. Совпавшие с этим изменения в материальной культуре в начале XX века интерпретировались как свидетельства вторжения нового населения — восточных семитов (предков акка́дцев); однако обстоятельства и время появления последних в Месопотамии остаются неясными.

## Раннединастический период. Первые государства

### Шумерские города-государства

Города Южной Месопотамии раннединастического времени. Указаны современные очертания русел рек

Раннединастический период (сокращённо — РД, XXVIII—XXIV века до н. э.) — время существования первых государств Месопотамии и первых её достоверных правителей, объединённых в древнейшие династии. Первые государства возникли на юге Месопотамии — в областях Шуме́р и Акка́д (шум. «Киэ́нги» и «Киу́ри»); по форме это были архаичные города-государства. Важнейшую роль в Шумере играли: Уру́к, Ур, а также Ла́га́ш (располагался обособленно), в Аккаде — Киш. Письменные источники того времени написаны на шумерском языке (старошумерский диалект); по этой причине раннединастические государства Месопотамии часто называют шумерскими, а саму цивилизацию — Шумером. Собственно шумеры доминировали лишь в одноимённой области; в Аккаде они сосуществовали с восточными семитами (предками аккадцев), а о распространении шумерского языка за пределами Южной Месопотамии надёжных сведений нет. Основными центрами письменности были храмы; каждый город-государство имел свой пантеон богов, возглавляемый богом-покровителем столицы. Существовал также общешумерский пантеон во главе с богом ветра Энлилем (культовый центр — священный Ни́ппур); также повсеместно почитались: Ан, Энки, Инанна, Нанна (Зуэн) и др. Города-государства часто воевали между собой; периодически какое-то из них добивалось гегемонии в Шумере или Аккаде (гораздо реже — в обеих областях); однако единого государства в раннединастической Месопотамии не сложилось. В зависимости от политической ситуации выделяются три этапа раннединастического периода — РД I, РД II и РД III (включая два подэтапа — РД IIIa и РД IIIb).
Система управления. Каждое государство состояло из главного города, нескольких второстепенных центров и прилегающей сельскохозяйственной округи. Верховную власть осуществлял наследственный правитель с титулом эн, э́нси или луга́ль; его полномочия ограничивали совет старейшин и народное собрание. Правитель был культовым главой государства (выполнял функции верховного жреца, участвовал в обряде «священного брака»), организатором общественных мероприятий и предводителем войска. Правители выделялись из среды жречества или военных вождей; опорой их власти были храмовые институты и профессиональное войско (дружина, храмовое войско). Собственно царями были лишь носители титула лугаль (=аккад. шаррум, царь), который предполагал расширенные полномочия и санкционировался народным собранием (обычно во время войны). Сравнительно рано этот титул закрепили за собой правители Киша (область Аккад); напротив, в области Шумер получили распространение аристократические/олигархические режимы, контролировавшие действия энси. В обоих случаях укрепление позиций знати происходило за счёт ослабления демократических институтов (народного собрания). Важнейшими общественным институтом оставался храм, сочетавший административные, экономические, социальные и культовые функции; постепенное сращивание храма и дворца привело к формированию системы царско-храмовых хозяйств — важнейшей опоры центральной власти. Города-государства постоянно боролись за влияние; гегемон области Шумер носил титул «лугаль Страны» (давался в Ниппуре), гегемон Аккада должен был стать «лугалем Киша» (аккад. «царь множеств»). Основой ударной силой шумерского войска была тяжеловооружённая пехота, строившаяся фалангой; знать сражалась на архаичных колесницах.

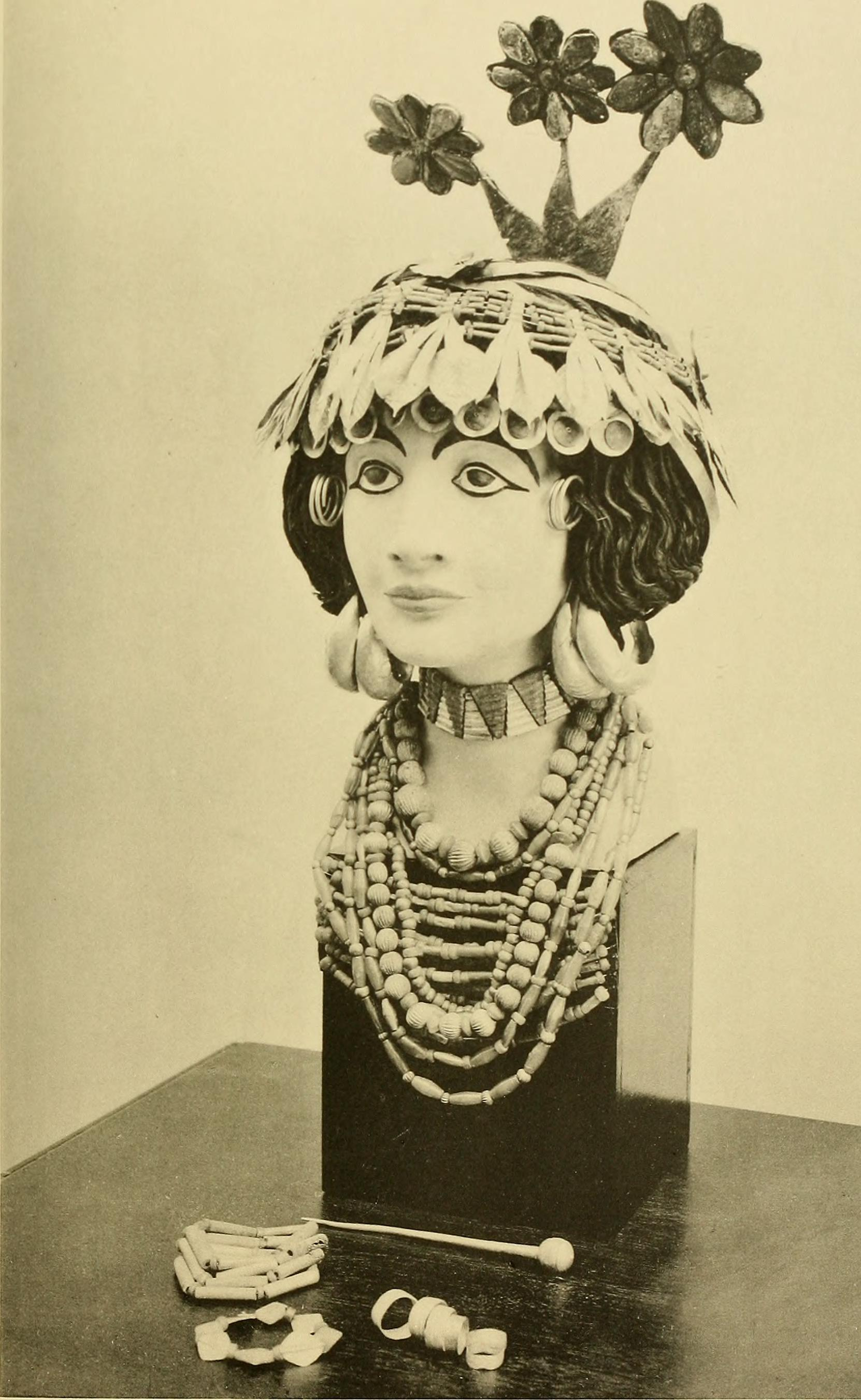
Украшения царицы или жрицы Пуаби, сделанные из золота и драгоценных камней. Царский некрополь I династии Ура

Экономика и земельные отношения. Основу экономики составляло ирригационное земледелие; было развито скотоводство (крупный и мелкий рогатый скот), ремесло и торговля. Храмы и дворцы поддерживали обширные обменные связи; торговля находилась в руках агентов-тамка́ров (шум. дамгар); особенно высокого уровня достигло ремесло (ср. находки из Царского некрополя Ура). Земля формально считалась собственностью местного божества; фактически она делилась на общинную и храмовую, и в пределах государства могла продаваться, покупаться и сдаваться в аренду. Общинный сектор практически не отражён в письменных источниках; вероятно, он включал большинство земель государства, а непосредственное распоряжение им осуществляли большесемейные «дома». Храмам принадлежали крупные земельные владения, обрабатываемые зависимыми работниками; храмовые наделы делились на «жреческие» (доход с них шёл в организацию культовых церемоний), «поля-кормления» (раздавались храмовому персоналу) и «поля возделывания» (сдавались в аренду). Крупнейшими землевладельцами были правители, которые скупали общинные земли и стремились подчинить себе храмовые хозяйства; постепенно это привело к формированию систем царско-храмовых (или государственно-храмовых) хозяйств.
Общество. Каждый город-государство представлял собой территориальную общину — уру́ (шум. условно «город»), принадлежность к которой служила основой для самоидентификации и отражалась в самоназвании («люди города Ура», «люди города Киша» и т. д.); отчётливое деление по этническому или языковому признаку отсутствовало. Городская община состояла из «домов» (шум. э) — большесемейных общин, возглавляемых главами родов (патриархами); к «домам» также относились дворец («дом правителя») и храм («дом бога»). Храмовая номенклатура (жрецы, жрицы) составляла обособленную часть городской общины, тесно связанную с правителем. Население делилось на три основные категории: свободные, полусвободные и рабы. Высший слой свободного населения представляли главы «домов», наиболее знатные из которых образовывали родовую аристократию (представленную в совете знати/старейшин). Большинство свободного населения составляли младшие члены «домов», которые могли находиться в патриархальной зависимости от глав семейств; рядовое свободное мужское население обычно обозначалось термином гу́руш (шум. «молодой мужчина, мо́лодец»), участвовало в народном собрании (шум. унке́н) и ополчении; иногда под гурушами подразумевались все работоспособные мужчины вообще (в том числе зависимые работники храмов). Полусвободное население происходило из разорившихся и обездоленных общинников, которые, жертвуя частью прав, переходили под покровительство дворца, храма или большесемейного «дома»; полусвободные составляли основную массу работников храмовых хозяйств. Низший слой составляли рабы (изначально — пленники-чужеземцы): прежде всего рабыни (шум. нге́ме), реже — рабы-мужчины (шум. эред). В раннединастической Месопотамии активно шёл процесс социального расслоения, для смягчения последствий которого правители иногда «восстанавливали справедливость» (пример — древнейшие в мире «Законы Уруинимги́ны»).

### Политическая история
Шумерские города-государства выросли из территориальных общин («номов») протописьменного периода. В начале раннединастического периода в Южной Месопотамии существовали государства: Ур (включая город Эреду), Урук, Лагаш (включая города: Лагаш, Нгирсу, Нина/Сирара и гавань Гуаба), Ларса (включая города Куталлу и Бад-тибира), Ниппур, Умма, Шуруппак, Киш (включая город Хурсанг-калама), государство с центром в городище Абу-Салабих (вероятно — исторический Эреш или Кеш), условно — Куту (городища Джемдет-Наср и Телль-Укайр; сам Куту упоминается позже), Сиппар, Адаб, Ларак, Эшнунна (включая город Тутуб), Акшак и др. За пределами Шумера и Аккада уже тогда могли существовать государства: Дер, Ашшур, Ниневия. Выделяют три этапа раннединастического периода: РД I, II и III (включая РД IIIa и РД IIIb).
Первый этап раннединастического периода (РД I, XXVIII—XXVII века до н. э.) — время первых достоверно известных правителей и первых историчных династий Месопотамии. Письменные источники крайне скудны и малопонятны (преимущественно логограммы архаичной клинописи), данные политической истории — полулегендарны. В литературной традиции с этим временем соотносится доминирование в Шумере и Аккаде государства Киш (общинный бог — Забаба), куда «царственность» была ниспослана после мифического Потопа. Основателем I династии Киша считался герой Эта́на, летавший на небо на спине гигантского орла, чтобы получить там «траву рождения» (см. «Миф об Этане»). Уже в РД I правители Киша носили закреплённый титул «лугаль», предполагавший выраженные черты царской власти; от предпоследнего правителя I династии Энмебараге́си дошла древнейшая царская надпись из Месопотамии. Владычество Киша сопровождалось принуждением жителей покорённых общин к ирригационным работам в пользу этого государства; совершались грабительские походы в соседние страны, прежде всего в Элам. В урукской письменной традиции на время РД I может приходиться правление древнейших представителей местной I династии, в том числе полулегендарных Энмерка́ра и Лугальба́нды. Сказания о них описывают отношения с далёкой страной Араттой, откуда в Шумер поставлялся камень лазурит. Археологический материал свидетельствует о подъёме в РД I города Ур (так называемый «период архаического Ура»); с этапом РД I также связывается основание городской общины Мари в Северной Месопотамии. В конце РД I правитель Урука Гильгамеш поразил кишского царя А́ггу; доминирование Киша в Шумере закончилось, «царственность» перешла к Уруку.
Второй этап раннединастического периода (РД II, XXVII—XXVI века до н. э.) — традиционно связывается с доминированием («царственностью») в Шумере государства Урук (общинные боги — Ан, Инанна и Уту), где правил полулегендарный Ги́льгаме́ш (шум. Би́льгамес) и его потомки (I династия Урука). Письменные источники РД II плохо читаются; надёжных данных о политической истории нет. В археологии главным маркером РД II считается особая форма цилиндрических печатей («стиль Фара», изображали банкетные сцены), однако и эти свидетельства редки. С этапом РД II связывается возведение «стены Гильгамеша» в Уруке и основание новых городов, в числе которых: Дильбат, Куара (Кисига), Кисурра и Марад. Согласно стандартной формуле «Царского списка», Урук был повержен оружием и «царственность» перешла в Ур.

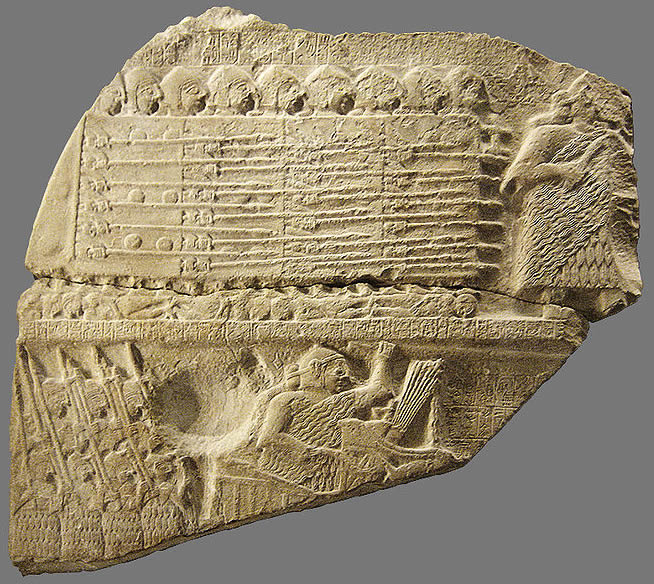
Шумерское войско. Верхний ярус — правитель Эанатум во главе щитоносной фаланги; нижний ярус — он же на колеснице во главе отрядов копейщиков. Фрагмент «Стелы коршунов» из Нгирсу, Лувр

Третий этап раннединастического периода (РД III, XXVI—XXIV века до н. э.) — характеризуется ожесточённой борьбой государств за гегемонию над Шумером и Аккадом и яркими свидетельствами социального расслоения. Источники сравнительно многочисленны и понятны (распространялось слоговое письмо), однако из-за нестабильной политической ситуации последовательность событий часто неясна. Основные корпусы источников обуславливает выделение двух частей этапа — РД IIIa/период Фара (тексты архива из Шуруппака, совр. Телль-Фара) и РД IIIb (тексты досаргоновского Лагаша). С третьим этапом РД связывается возникновение городов-государств Казаллу и Вавилон.
Период РД IIIa (период Фара́) — соотносится с данными архива Шуруппака (совр. Телль-Фара), Царским некрополем Ура и архивом Абу-Салабиха. Доминирующей силой в Шумере была I династия Ура, о чём свидетельствуют гробницы Царского некрополя («великие шахты смерти») с коллективными захоронениями «свиты» и богатыми дарами. Наивысшего могущества династия достигла в правление лугаля Месанепа́ды (ок. 2563—2524 годов до н. э.), который дополнил свою гегемонию в Шумере титулом «лугаль Киша» (означал гегемонию в Аккаде). В самом Аккаде ситуация была крайне нестабильной: после падения I династии Киша там в разное время доминировали: династия Авана (из Элама), I династия Ура, вероятно династия Мари, II династия Киша, династия Акшака. Титул «лугаль Киша» носил также некий Месилим из Дера; по крайней мере при этом царе в сферу влияния Аккада входили государства на Нижнем Тигре — Умма и Лагаш. В XXV веке до н. э. I династия Ура потерпела поражение от лагашского энси Эанатума и утратила доминирующую роль в Южной Месопотамии.
Период РД IIIb — соотносятся с данными письменных источников из Нгирсу (столица государства Лагаш) и архивом Эблы (Сирия). В начале периода доминирующей силой в Шумере и Аккаде был Лагаш; впоследствии политическая нестабильность нарастала, на гегемонию одновременно претендовали Ур-Урук, Лагаш, Адаб и Киш; в конце периода большинство государств Южной Месопотамии объединилось под верховной властью Лугальзагеси, правителя Уммы и Урука. Государство Лагаш долгое время не играло существенной роли в коренной части Шумера; оно располагалось обособленно и в период Фара признавало гегемонию сильнейших правителей региона (Месанепады, Месилима). Возвышение Лагаша связано с воцарением I династии Лагаша (основатель — Ур-Нанше), которая добилась независимости и развернула активную внешнюю политику. Злейшим врагом государства была Умма, с которой велись регулярные войны из-за плодородной равнины Гуэден; жестокое поражение Умме нанёс энси Эана́ту́м (ок. 2450—2425 годов до н. э.), увековечивший эту победу на «Стеле коршунов». При Эанатуме Лагаш достиг пика могущества: поразив I династию Ура, он захватил важнейшие города Шумера (упомянуты Ур, Урук, Ларса и др.) и главный центр Аккада — Киш. Однако это объединение было эфемерным: несмотря на последующее признание преемников Эанатума в Ниппуре, многие указанные города обрели независимость или попали под власть других государств. В условиях политического хаоса гегемония в Шумере доставалась удачливым полководцам, зачастую из далёких или малозначимых государств: в Ниппуре получил признание некий Хатаниш из династии Хамази; современником Эанатума мог быть полулегендарный Лугальанемунду́ (правитель Адаба), якобы покоривший земли от Шумера до Средиземного моря. В Аккаде продолжали бороться за гегемонию Киш и Акшак, периодически признававшие верховенство владык Шумера и Лагаша. В какой-то момент полулегендарная царица Куба́ба основала новую династию в Кише, которую «Царский список» разделяет на две (III и IV), но исследователи рассматривают как единую. В коренной части Шумера у власти закрепилась II династия Урука, основатель которой Эншакуша́на отторг у Лагаша Ур и некоторые другие города Шумера, разгромил Киш и ряд других северных городов, включая Аккаде (упомянут впервые). Эншакушана ввёл систему датировочных формул, а для обозначения своей гегемонии в Шумере он впервые стал использовать титул «лугаль Киэнги» (то есть «Шумера» — первое упоминание этого названия). В рассматриваемый период Ур и Урук могли быть объединены в одно государство: местные правители носили один и тот же набор титулов (включая «эн Урука» и «лугаль Ура»), а II династия Урука и II династия Ура могли быть тождественны. Преемник Эншакушаны Лугалькингенешду́ду распространил гегемонию на Аккад (получил титул «лугаль Киша») и заключил союз с лагашским энси Энтеме́ной (условно 2360—2340 годы до н. э.). В самом Лагаше обострение социальных противоречий привело к смещению энси Лугальа́нды и избранию Уруинимги́ны (или Урукагины, около 2319—2311 годов до н. э.), который провёл ряд реформ с целью «восстановления справедливости» (Законы Уруинимгины). К этому времени ведущая роль в регионе перешла к крупному объединению городов-государств во главе c Лугальзагеси.
Конец раннединастического периода связан с объединением государств Шумера и Аккада под верховной властью Лугальзагеси и последующим завоеванием их Аккадским царством. Около 2336 года до н. э. власть в государстве Умма (общинный бог — Шара) получил «волхв» Лугальзаге́си (ок. 2336—2311 годов до н. э.); при неясных обстоятельствах он также был признан в Уруке, став там представителем новой династии. Предполагается, что Лугальзагеси возглавлял некую конфедерацию городов-государств, в которых энси признавали Лугальзагеси верховным правителем. Это объединение охватило земли Шумера и, нанеся поражение кишскому царю Ур-Забабе, включило Аккад. Лугальзагеси также вёл войну с Лагашем, где продолжал править Уруинимгина; война привела к разорению Лагаша, утрате части его территории и переносу столицы на юг — в город Эни́нмар. В Аккаде между тем вспыхнуло восстание низов, во главе которого встал некий чашеносец кишского царя Ур-Забабы, принявший претенциозное имя Саргон («истинный царь»). Он закрепился в городке Аккаде́ и, опираясь на поддержку широких масс, смог подчинить Киш, а затем в череде битв разбить Лугальзагеси и его союзников. Уничтожив остатки государства Лагаш, Саргон Древний впервые в истории объединил Шумер и Аккад в рамках одного государства — Аккадской державы.

## Первые деспотии

### Аккадский период

Аккадское царство в максимальных границах

Аккадское царство (ок. 2316—2137 годов до н. э.) возникло на севере Южной Месопотамии и на пике могущества охватило всю Месопотамию и ряд соседних областей (Элам, часть Восточного Средиземноморья и др.). Столицей был город Акка́д (Аккаде́) (местонахождение не установлено), давший название самому царству, окрестной области и местному населению. Верховным богом был Аба («бог-отец», вероятно ипостась Адада), особо почиталась богиня Ануннит (воинственная ипостась Иштар); сохранялось почитание старых (шумерских) божеств, большинство из которых получило аккадские имена: Эллиль (шум. Энлиль), Эа (шум. Энки), Ану (шум. Ан), Иштар (шум. Инанна) и др. Правящая династия была восточносемитского (аккадского) происхождения; основу населения составляли аккадцы и шумеры. Важнейшим языком государства был аккадский (в форме староаккадского диалекта; впервые стал доминирующим в Месопотамии); наряду с ним продолжал использоваться шумерский. Аккад — первое централизованное государство в истории Месопотамии, первая местная деспотия и первая месопотамская держава, объединившая многочисленные города-государства этой страны. Она была крупнейшим государством мира своего времени; на пике могущества её правитель носил титул «царь четырёх стран света» (то есть «Вселенной»). Государственность Аккада послужила «эталоном» для последующих ближневосточных держав (Шумеро-Аккадского царства, Вавилонии, Ассирии и др.), а цари Аккаде стали героями ближневосточных легенд. Время существования Аккадского царства составляет Аккадский период истории Древней Месопотамии.
Политическая история. До XXIV века до н. э. Аккаде был незначительным городом в области Киури (Аккад), вероятно — в пределах государства Сиппар. Около 2316 года до н. э. там закрепился предводитель масштабного восстания в Киури, восточный семит, который принял имя «Саргон» (от аккад. Šarrum-kēn, букв.: «Царь истинен»; настоящее имя неизвестно) и титул «лугаль/царь Аккаде»; так было положено начало царству и династии Аккаде. Опираясь на поддержку народных масс (прежде всего восточных семитов) Сарго́н Древний (2316—2261 год до н. э.) смог подчинить весь север Южной Месопотамии (область Киури/Аккад) и принять титул местных, северных гегемонов («лугаль Киша»/«царь множеств»); после этого он разгромил государства Шумера (Киэнги) и принял титул южных гегемонов («лугаль Страны»). Таким образом юг и север Южной Месопотамии впервые были объединены. Последующими походами Саргон подчинил земли Северной Месопотамии (государство Мари, страну Субарту и др.) и поставил в зависимость Элам. Аккад превратился в могущественную ближневосточную державу. Саргон и его потомки (Саргониды) совершали захватнические походы в соседние земли, организовывали экспедиции за ценными ресурсами (камень, лес, металлы), поддерживали морскую торговлю с южными странами (Дильмун, Маган, Мелухха). Между тем, государственность Аккада долго оставалась непрочной: покорённые города и области стремились вернуть независимость, социальные противоречия порождали крупные восстания. Бо́льшая часть правления сыновей Саргона — Ри́муша (2261—2252 год до н. э.) и Мани́штушу (2252—2237 год до н. э.) — прошла в подавлении крупных мятежей; лишь в царствование Нарам-Суэ́на (2236—2200 годы до н. э.) внутреннее положение было стабилизировано, государственность укрепилась и приобрела черты деспотии. Правление Нарам-Суэна — пик аккадского могущества; было совершено множество походов — на запад (уничтожена Эбла), на север (в страну Субарту), на восток (в Элам и земли луллубеев); предприняты торговые экспедиции в дальние земли — в Маган и к рубежам Мелуххи. Беспрецедентное могущество Аккада отразилось в титуле Нарам-Суэна: «царь четырёх стран света» (то есть «Вселенной»), однако уже к концу правления этого царя на фоне глобальной засухи появились свидетельства дезинтеграции экономики и вторжений горных племён кутиев (гутиев). Правление Шаркалиша́рри (2200—2176 год до н. э.) прошло в трудной борьбе с кутиями и подавлении мятежей; после смерти этого царя государство стремительно пришло в упадок.

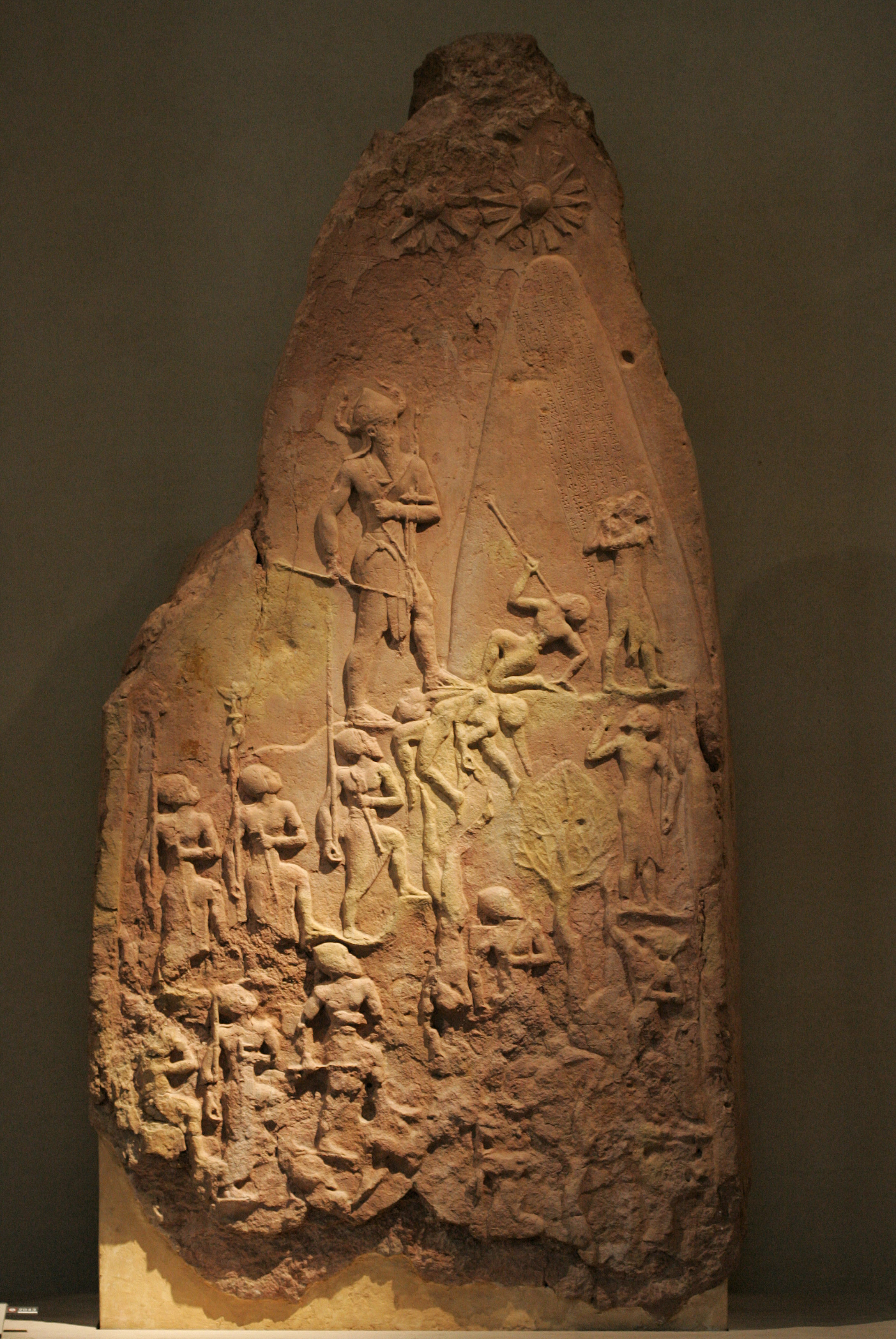
Стела царя Нарам-Суэна, изображающая его победу на луллубеями; Лувр

Система управления. Во главе государства стоял царь (ша́ррум, аккад. šarrum), власть которого опиралась на бюрократический аппарат и войско (основа — лёгкая пехота). Территория царства делилась на области (бывшие города-государства), возглавляемые правителями-энси. В правление Саргона энси набирались из местной знати при условии лояльности Аккаде; Нарам-Суэн перешёл к прямому назначению энси из членов царской семьи или центрального бюрократического аппарата. Аккадские цари носили набор титулов — правителей столичной области («лугаль Агаде»), гегемонов Севера («лугаль Киша»/«царь множеств») и Юга («лугаль Страны»); при Нарам-Суэне все они были заменены всеобъемлющим титулом — «царь четырёх стран света» (то есть «Вселенной»). Первоначально власть Саргона пользовалась прочной поддержкой широких масс, однако впоследствии цари Аккаде предпринимали меры к её укреплению: массово скупали общинные земли, одаривали храмы и жречество, назначали жрецами своих родственников, практиковали заложничество в отношении местной знати (для поддержания лояльности). Из-за прежней незначительности город Аккаде не имел сильной олигархической элиты, что способствовало установлению неограниченной царской власти. При Нарам-Суэне власть царя приобрела деспотические черты, а личность царя — прижизненное обожествление. Таким образом, система управления Аккада эволюционировала от объединения раннединастических («номовых») институтов (при Саргоне) до организации в форме древневосточной деспотии (при Нарам-Суэне).
Экономика и общество. Основу аккадской экономики составляло ирригационное земледелие, а за пределами Южной Месопотамии и Сузианы — богарное земледелие и скотоводство. Развивалась межрегиональная торговля — сухопутная, речная, морская (каботажная); доступ к ресурсам обуславливал расцвет ремесла. Земля находилась в собственности территориальных общин (формально — местных богов); существовали разные виды хозяйства: общинное, храмовое, царское. По сравнению с предыдущим периодом роль храмовых хозяйств уменьшилась, а царских — значительно возросла: Саргониды активно скупали общинные земли, формируя обширный фонд земель — опору центральной власти. Основу аккадского общества составляли свободные жители, объединявшиеся в патриархальные большесемейные общины — «дома» (аккад. би́тум, шум. э). Особую категорию составляли полусвободные работники храмовых и дворцовых хозяйств, обозначаемых традиционных термином гу́руш (шум. ĝuruš: «мо́лодцы», аккад. eṭlu); незначительную долю аккадского общества составляли рабы (ва́рдум аккад. wardum). Основное население жило в городах, окружённых сельскохозяйственной округой.
Упадок и гибель Аккадского царства. После смерти Шаркалишарри Аккад вступил в период анархии («кто был царём, кто не был царём?»), потерял большинство территорий, сжался до небольших размеров и попал под влияние соседей. К концу XXII века до н. э. столица была разрушена кутиями и царство прекратило существование.

### Владычество кутиев. II династия Лагаша. V династия Урука

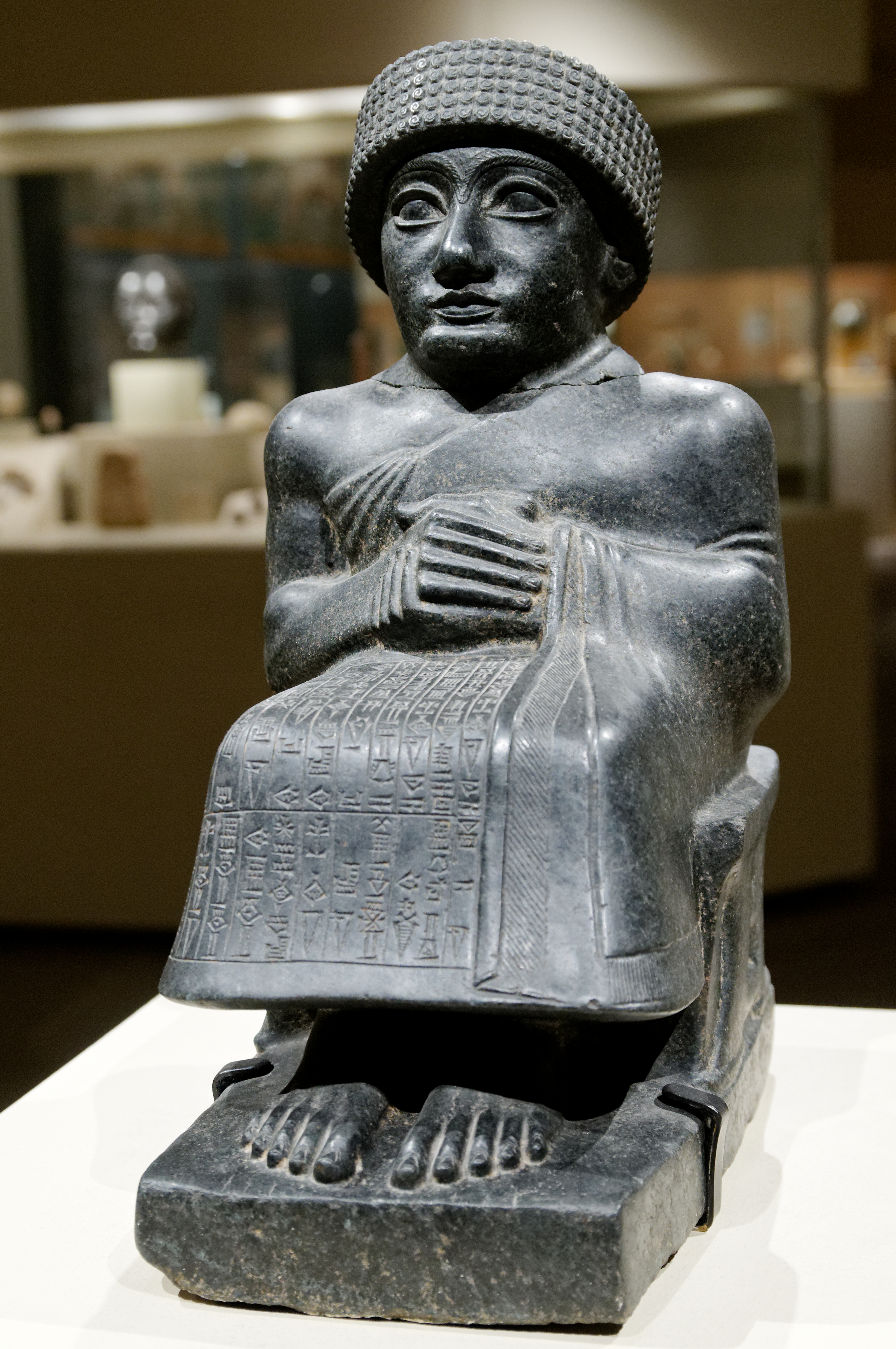
Статуя Гудеа, правителя Лагаша; Метрополитен-музей

Ку́тии (гу́тии) — горные племена Загроса неясной языковой принадлежности; существуют версии об их индоевропейском (прототохарском) и восточнокавказском происхождении. На рубеже XXIII—XXII веков до н. э., пользуясь ослаблением Аккадского царства, кутии овладели Месопотамией и на столетие установили господство над ней.
Система управления. Кутии, вероятно, представляли собой племенной союз, возглавляемый вождём, избиравшимся на ограниченный срок; уровень общественного развития был сравнительно низок. Коренная территория кутиев располагалась в области Аррапхи, откуда они осуществляли контроль; непосредственное управление и сбор дани производили лояльные шумерские и аккадские энси (представители местной аристократии). При кутиях произошёл откат к раннединастическим традициям управления: власть местных правителей ослабла, а роль совета старейшин, храмов и народного собрания — возросла. Господство кутиев оставило крайне негативную память в Месопотамии; письменные источники демонстрируют исключительную для того времени ненависть к чужеземцам.
II династия Лагаша. С периодом господства кутиев во многом совпадает расцвет государства Лагаш, где правила местная II династия. Лагашские правители (энси), по-видимому, находились в подчинении у кутиев, для которых они собирали дань; кутии в ответ предоставляли местным энси широкие полномочия в управлении покорёнными землями. Самым известным энси II династии Лагаша был  Гуде́а (вторая половина XXII века до н. э.), в подчинении которого находилось 8 «столиц областей». Многочисленные надписи на среднешумерском диалекте свидетельствуют об активной строительной деятельности Гудеа: восстановлении храмов, городов, ирригационных систем, возведении новых построек, украшении столицы (города Нгирсу). Лагаш поддерживал широкие торговые связи. О частичном возрождении шумерской культуры свидетельствуют многочисленные литературные тексты.
Изгнание кутиев. Утухенгаль. Лидерство в борьбе против кутиев принял Урук, где у власти оказался рыбак Утухе́нга́ль. В союзе с другим восставшим городом, Уром, он в 2109 году до н. э. разбил кутиев и пленил их вождя Тиригана. Владычество иноземцев закончилось; Утухенгаль принял титул «царь Шумера и Аккада» (V династия Урука); после его смерти этот титул и лидерство в Южной Месопотамии перешли к родственной III династии Ура.

### Период III династии Ура

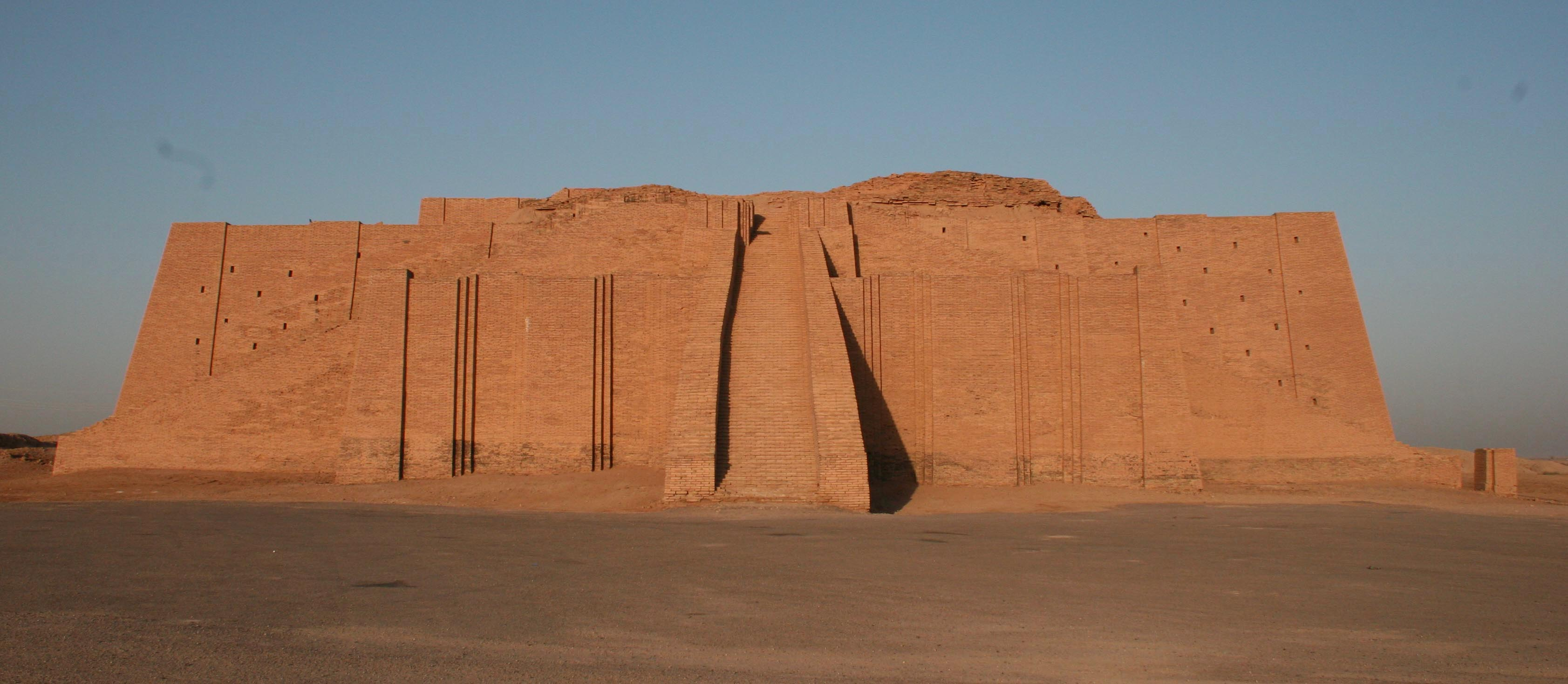
Руины зиккурата Этеменнигур. Южный Ирак, 2006 год

Царство III династии Ура или Шумеро-Аккадское царство (2112—2003 год до н. э.) располагалось в Южной Месопотамии, на землях исторических областей Шумер и Аккад. На пике могущества это была крупная ближневосточная держава, сфера влияния которой простиралась на части Северной Месопотамии, земли за Тигром, Элам и, вероятно, некоторые другие территории (границы точно не определены). Главным городом царства был Ур, но столичные функции выполняли также Урук, Ниппур и Пу́зриш-Дага́н. Верховным божеством был глава шумерского пантеона — бог ветра Энлиль с главным святилищем в Ниппуре (храм Экур); особое значение имел культ лунного бога Нанны (также Зуэн, аккад. Син), покровителя Ура. Правящая династия возводила себя к легендарному Гильгамешу, шумерскому царю Урука; государственным языком был шумерский (новошумерский диалект), однако в быту он стремительно вытеснялся аккадским. От периода III династии Ура дошло подавляющее большинство известных нам шумерских литературных текстов: мифов, эпических сказаний, гимнов и т. д. Это был последний расцвет шумерской письменной культуры, иногда обозначаемый как «шумерский ренессанс», за которым могло стоять угасание живой традиции и массовое распространение аккадского на разговорном уровне. В эпоху Шумеро-Аккадского царства был возведён знаменитый зиккурат Этеменнигур в Уре — святилище лунного бога Нанны.
Политическая история. Царство III династии Ура было преемником государства Утухенгаля (V династия Урука), который освободил страну от власти кутиев и принял титул «царь Шумера и Аккада». Основатель III династии — Ур-Намму — был зятем Утухенгаля и его шага́ной (наместником-военачальником) в Уре; после смерти Утухенгаля он при неясных обстоятельствах получил власть и перенёс царскую резиденцию в Ур. Под властью Ур-На́мму (2112—2094 год до н. э.) оказались города области Шумер (Ур, Урук, Эреду, Ларса, Адаб); был разгромлен могущественный «прокутийский» Лагаш и подчинена часть области Аккад. Ур-Намму активно восстанавливал страну, строил храмы, возобновил торговлю с Маганом и Мелуххой, упорядочил систему управления. В правление Шульги́ (2093—2047 годы до н. э.) восстановление было завершено; царство достигло наивысшего могущества и превратилось в ближневосточную державу. Шульги подчинил часть Элама, земли на Среднем Тигре и за Тигром; в зависимость могли быть поставлены города Восточного Средиземноморья (Эбла, Алалах, Уршу) и Юго-Восточной Анатолии (Каниш и др.); этот же правитель восстановил аккадский титул «царь четырёх стран света» (то есть «Вселенной») и принял прижизненное обожествление. Преемники Шульги продолжали политику предшественников, совершали новые походы и подавляли мятежи; к тому времени относится усиление натиска кочевников-амореев (сутиев), против которых строились грандиозные оборонительные стены; особую угрозу представляли эламиты, объединявшие усилия в борьбе за независимость от Шумера и Аккада. В правление последнего царя, Ибби-Суэна, натиск амореев и эламитов в условиях мятежа сановника Ишби-Эрры привёл к падению династии.
Система управления. Государство III династии Ура имело черты сформировавшейся древневосточной деспотии. Во главе государства стоял царь (шум. lugal) с титулом «царь Ура, царь Шумера и Аккада», иногда также — «царь четырёх стран света». Его власть была неограниченной, а личность — божественной; цари вступали в «священный брак» с женскими божествами; после смерти их погребали в роскошных мавзолеях. Существовала государственная идеология — нам-луга́ла (шум. nam-lugala: «учение о царственности»), обосновывавшая божественное происхождение царской власти и её преемственность от первых правителей земли (царей «до Потопа»). Укреплению власти способствовала разработка единого шумеро-аккадского пантеона во главе с царём богов Энлилем, покровителем земного царя; всеобъемлющая роль Энлиля отразилась в его именовании — «Господь» (шум. en, Эн; аккад. bēlu(m), Бэл). Опорой царской власти служил чрезвычайно разветвлённый бюрократический аппарат (центром которого был главный дворец Эхурсаг в Уре), а также полностью подчинённое жречество, обеспечивавшее прижизненные культы шумеро-аккадских владык; экономической основой этой громоздкой системы был огромный фонд царско-храмовых хозяйств, в которых трудились подневольные работники и рабы — преимущественно пленники. Организация шумеро-аккадского войска неясна; армия находилась на довольствии дворца; значительную часть её со временем стали составлять наёмники-амореи. Территория страны делилась на области (соответствовали прежним городам-государствам) во главе с назначаемыми царём чиновниками-энси (шум. ensi2; аккад. iššakku(m), ишша́кку(м)); Ур и Урук управлялись непосредственно дворцом. Области делились на два типа: коренные провинции (Ур, Урук, Киш, Лагаш и др), платившие особый ежегодный налог-ба́ла (шум. bala: «очередь») и периферийные владения (Сузы, Эшнунна, Ишим-шульги), платившие дополнительный налог (шум. gun2-ma-da); Ниппур, священный город Энлиля, этих податей не платил. Государство разрабатывало многочисленные нормативы ведения хозяйства, регулировало социальные и религиозные отношения, пронизывало практически все сферы шумеро-аккадского общества; по этой причине в бюрократизме III династии Ура иногда усматривают черты административно-командной системы или даже тоталитарного государства.
Экономика и общество. Основой хозяйства было ирригационное земледелие; высокого уровня достигли ремесло и торговля. Важнейшие экономические отрасли контролировались государством; первостепенное значение играла гипертрофированная система царско-храмовых хозяйств, базировавшаяся на обширном фонде земель. Огромный штат писцов разрабатывал хозяйственные нормативы, осуществлял бухгалтерский учёт, распределял пайки и оплату чиновникам; по стране постоянно курсировали разного рода вестники, посланцы, государственные торговые агенты-тамка́ры (шум. dam-gar3, аккад. tamkāru(м)) и др.; сохранились десятки тысяч табличек учёта. Земля формально считалась собственностью бога местной территориальной общины («нома»); фактически она делилась на царско-храмовые и частные владения. Земля была тщательно обмерена и сведена в кадастры; её купля-продажа запрещалась. Основной рабочей силой царско-храмовых хозяйств были подневольные работники, обозначаемые традиционным термином гу́руш (шум. ĝuruš: «мо́лодцы»), но фактически находившиеся на положении рабов; подневольные работницы прямо назывались рабынями — нге́ме (шум. geme2). Работники были лишены собственности и семьи; за каждый трудовой день они получали продуктовый паёк — ше-ба (шум. še-ba); основным источником этого типа работников были пленные. Существовали также собственно рабы — урду или эре[д] (шум. arad2, arad), которым называли прежде всего частновладельческих рабов. За пределами царско-храмовых хозяйств предполагается существование общинных владений и сохранение самой общины; однако письменные источники слабо освещают эту сторону шумеро-аккадского общества. Важную роль в поддержании общественного порядка играли «Законы Ур-Намму». Жёсткий полицейский режим обеспечивал высокий уровень безопасности; как следствие, в период III династии Ура впервые распространяются мелкие неукреплённые поселения — деревни.
Падение Ура. В правление царя Ибби-Суэна усилился натиск кочевников-амореев, которые обошли оборонительные сооружения и вторглись в страну с востока; иноземцев поддержали единоплеменники из высших сановников и войска, а также работники царско-храмовых хозяйств. Началось отпадение провинций; особую угрозу представлял восставший Элам, объединявшийся под властью правителей Симашки. Прорвавшиеся амореи частично заблокировали Ур, где начался голод; Ибби-Суэн направил сановника Ишби-Эрру для закупки хлеба у общинников, но выполнив повеление царя, тот закрепился в небольшой крепости Исин и заявил о своей независимости. Воспользовавшись этой смутой, около 2003 года до н. э. объединённые силы эламитов совершили набег на Ур: город был взят, разграблен и оккупирован на два десятилетия. Династия пала, а титул «царь Шумера и Аккада» перешёл к Ишби-Эрре и его потомкам (I династия Исина). В археологии эти события определяют окончание эпохи ранней бронзы в Месопотамии.

## Средний бронзовый век в Месопотамии
Первая половина 2-го тысячелетия до н. э. соответствует эпохе средней бронзы в Месопотамии. В истории Южной Месопотамии с этим временем совпадает старовавилонский период; на части земель Северной Месопотамии — староассирийский период. За рамками вавилоно-ассирийского мира существовала особая этнокультурная общность хурритов, которые в первой половине 2-го тысячелетия до н. э. создали ряд государств в Северной Месопотамии.

### Старовавилонский период в Южной Месопотамии
Старовавилонский период в основе своей совпадает с правлением аморейской династии в Вавилоне (XX—XVI века до н. э.); этим временем датируются многочисленные тексты на старовавилонском диалекте аккадского языка из разных регионов Месопотамии. Зачастую под старовавилонским периодом понимают лишь время существования Старовавилонской державы Хаммурапи (XVIII—XVI века до н. э.), в то время как предшествующий отрезок времени выделяют в особый период Исина и Ларсы (XX—XIX века до н. э.).

#### Период Исина и Ларсы

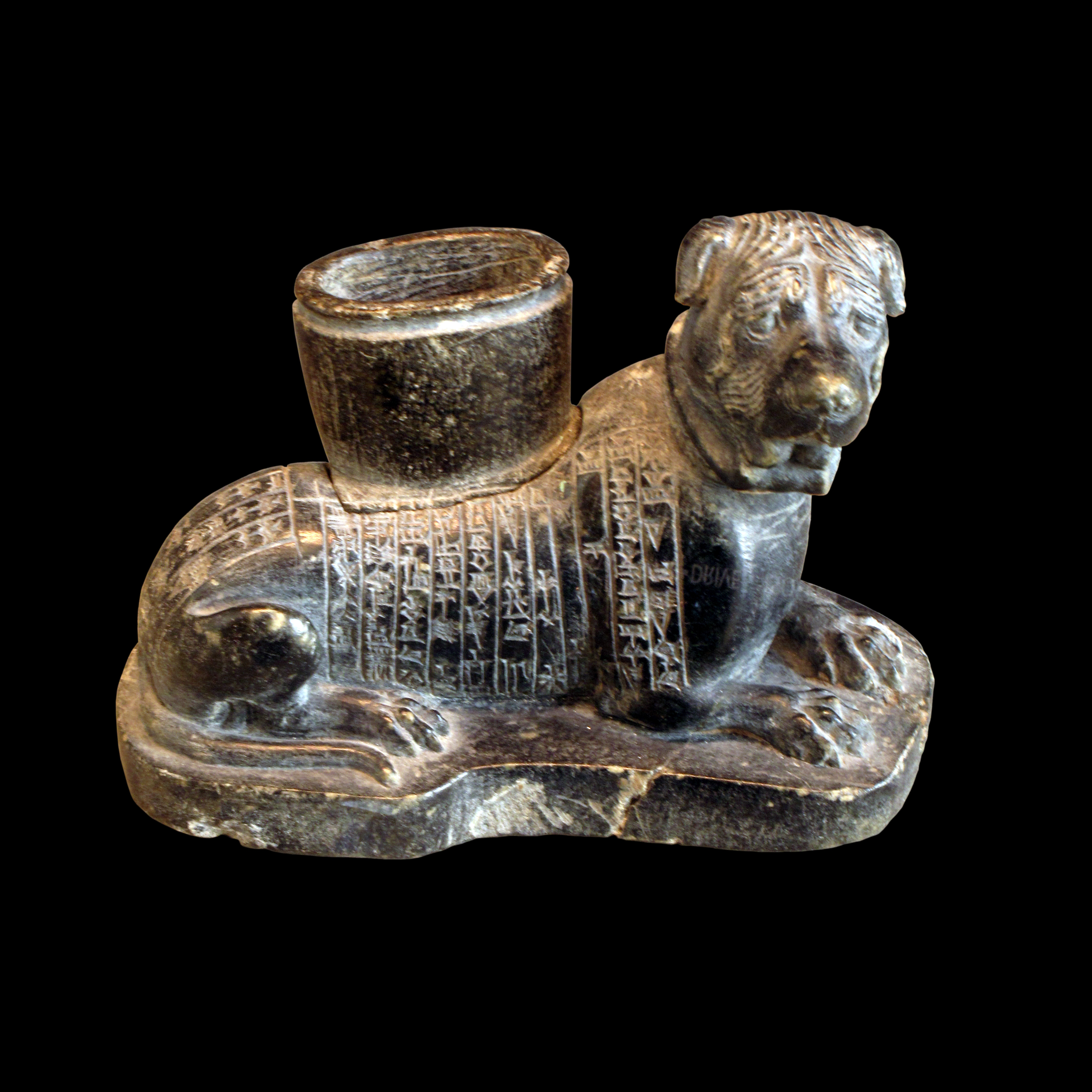
Статуэтка собаки; вотив врача из Лагаша богине Нинисине во здравие Суму-Эля, царя Ларсы. XIX век до н. э., Лувр

После падения Ура, центр Шумеро-Аккадского царства формально переместился в город Иси́н, где правил Ишби-Эрра и его потомки (I династия Исина). Вскоре под контроль Исина перешёл Ур и туда же была перенесена столица; новая династия стремились подражать прежним государям Ура, однако достичь могущества последних ей не удалось. Наивысший подъём I династия Исина пережила в правление И́шме-Дага́на (ок. 1954—1935 годов до н. э.), под властью которого находилась значительная земель Нижней Месопотамии и долины реки Диялы; в то же время началось создание свода законов, завершившееся лишь при следующем правителе («Законы Ли́пит-И́штара»). Однако уже в конце правления Ишме-Дагана могущество Исина пошло на спад — главным образом, под натиском аморе́ев, которые массово оседали в Месопотамии, захватывали местные города и создавали собственные эфемерные царства. Вскоре под властью Исина осталась лишь небольшая часть исторической области Шумер, где главным конкурентом на долгие годы стало аморейское царство Ла́рса; со временем, последняя установила контроль над Уром и вытеснила Исин с лидирующих позиций в регионе. В конце XIX века до н. э. в Ларсе закрепилась новая династия (вероятно эламская), при которой это царство достигло пика могущества; в последующие годы под контролем Ларсы оказалась вся историческая область Шумер. В других районах Месопотамии также происходила консолидация, приходившая на смену хаосу аморейских усобиц. Определялись новые региональные лидеры. В области Аккад им стал Вавилон, в долине Диялы — Эшну́нна, на Среднем Евфрате — Ма́ри, на Среднем Тигре — Ашшур. Эти государства осуществляли собственные завоевания и экономическую экспансию, развивали культуру и общественные институты (в частности сохранились законы из Эшнунны); к началу XVIII века до н. э. крупнейшие царства вступили в борьбу за лидерство во всей Месопотамии.

#### Старовавилонская держава Хаммурапи
Возвышение Вавилона при аморейской династии. До начала 2-го тысячелетия до н. э. Вавило́н (аккад. Bāb-ili, Баб-и́ли: «Ворота бога») — небольшой город-государство в исторической области Аккад. В начале XIX века до н. э. он стал столицей одного из аморейских царств: вождь Сумуа́бум из племени я́хрурум положил начало I (Аморейской) династии Вавилона (1894—1595 годы до н. э.). Город имел удобное стратегическое положение: из него можно было сравнительно небольшими военными силами контролировать верховья важнейших каналов, питающих всю Нижнюю Месопотамию. Используя это, уже Сумуабум осуществлял активную внешнюю политику, одновременно укрепляя свою столицу; после череды войн между аморейскими царствами, Вавилон вышел на лидирующие позиции в области Аккад. Преемники Сумуабума развивали успех, возводя фортификационные сооружения в столице и подчиняя соседние города; к началу XVIII века до н. э. Вавилон стал сильнейшим царством области Аккад, а впоследствии — всей Месопотамии. Расцвет старовавилонского государства пришёлся на правление Хаммура́пи (1792—1750 годы до н. э.), который совмещал военную силу с ловкой дипломатией и за 35 лет смог создать новую ближневосточную державу. Последующее длительное существование Вавилонского царства обусловило закрепление за основной частью Южной Месопотамии нового названия — Вавило́ния, а за её населением — вавилоняне. Город Вавилон при этом превратился в важнейший экономический, политический и культурный центр Передней Азии.

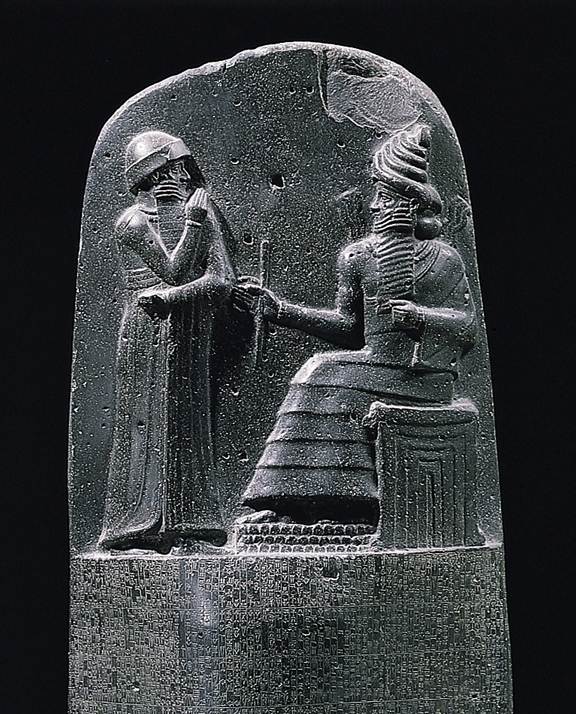
Хаммурапи (слева) перед богом Шамашем. Верхняя часть базальтового столба с законами Хаммурапи, Лувр

Борьба государств за власть над Месопотамией. В начале старовавилонского периода сильнейшими государствами Месопотамии были: Ла́рса (в Шумере), Вавило́н (в Аккаде), Эшну́нна (в долине Диялы), Держава Шамши-Адада I (в Ассирии) и Ма́ри (на Среднем Евфрате). В правление Рим-Сина (1822—1763 годы до н. э.) Ларса достигла пика могущества и нанесла ряд поражений Вавилону, пытавшемуся продвинуться в Шумер; вавилонский царь Хаммурапи был вынужден заключить мир. Чтобы противостоять соседней Эшнунне, Хаммурапи заключил союз с её врагом — аморейским вождём Шамши-Ададом I, создателем эфемерной державы в Северной Месопотамии, а с распадом этого государства — с царём Мари Зимри́лимом, в правление которого последнее достигло расцвета. Превратившись в мощную державу в правление Ибаль-пи-Эля II, Эшнунна потеснила Мари в борьбе за власть над Северной Месопотамией; от поражения Мари спасло вавилонское войско. Вавилон и Мари заключили союз с Эламом (вероятно — гегемоном в Южной Месопотамии); в 1765 году до н. э. эта коалиция разгромила Эшнунну и поделила её владения. В следующем году Хаммурапи объявил войну Эламу и опираясь на союз с Мари нанёс тому жестокое поражение. Устранив опасного соперника в южномесопотамских делах, Хаммурапи выступил против старого врага — Рим-Сина и при поддержке Мари взял Ларсу. Не доверяя Хаммурапи, Зимрилим ещё при осаде Ларсы отозвал свои войска, однако исход битвы это не решило. Вавилон объявил войну Мари и подчинил его; последующий мятеж Зимрилима привёл к повторному походу и окончательной ликвидации царства. Власть Вавилона признали крупнейшие города исторической Ассирии; а территория Месопотамии была объединена в рамках новой крупной державы — Старовавилонского царства. 

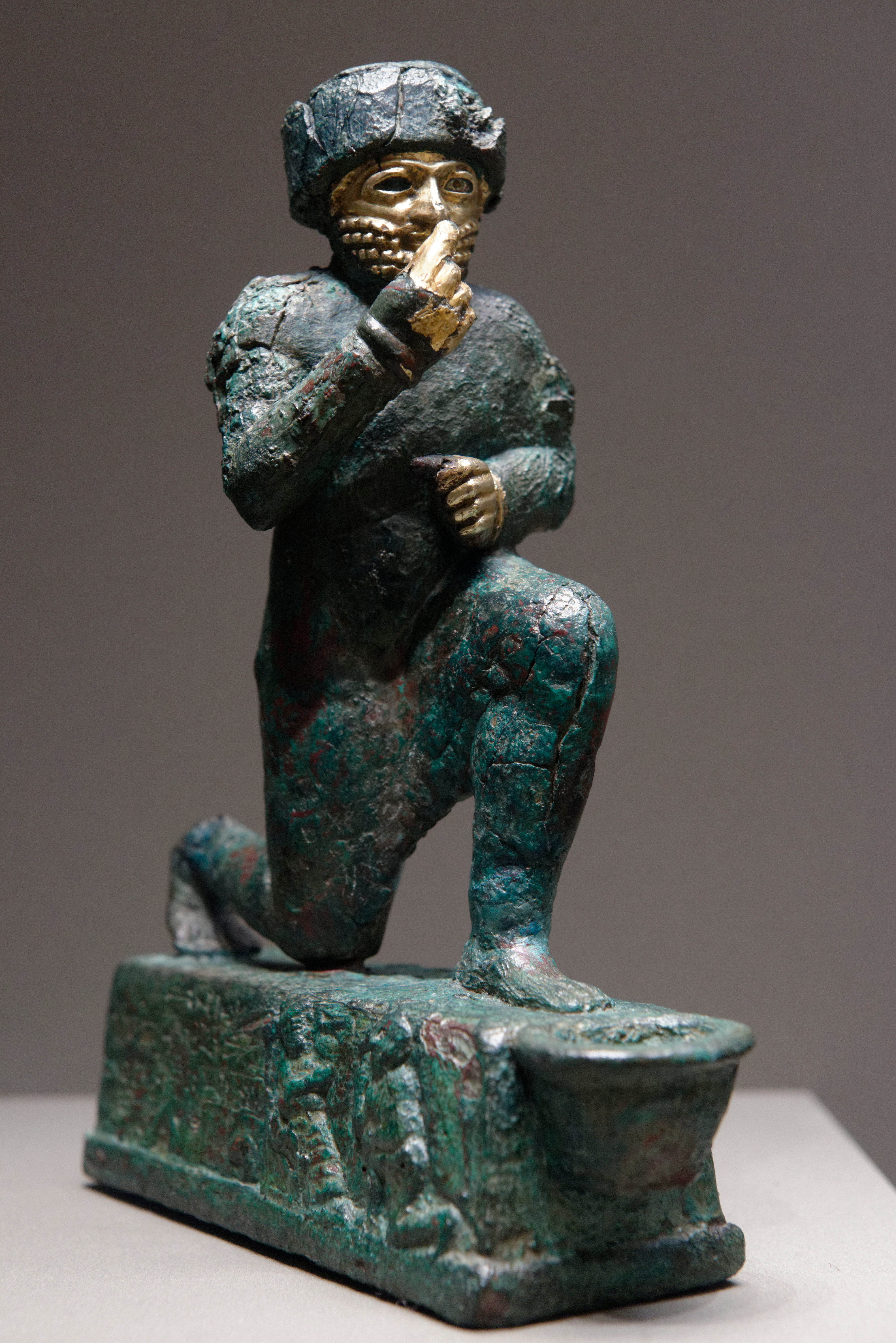
Статуэтка из бронзы и золота, вотив жителя Ларсы богу Амурру во здравие царя Хаммурапи, XVIII век до н. э., Лувр

Система управления. Во главе Старовавилонской державы стоял царь (аккад. ша́рру(м)), власть которого опиралась на бюрократический аппарат, войско и обширный фонд земель. Царь обладал всей полнотой власти (законодательной, исполнительной, судебной и религиозной), а государство имело черты древневосточной деспотии. Территория страны делилась на области, возглавляемые подконтрольными царю правителями-энси (аккад. ишшиа́ккум, ишша́ккум); на низовом уровне существовало самоуправление в лице старост и советов отдельных общин. Разветвлённый бюрократический аппарат включал разнообразных чиновников государственного и местного уровня (глашатаи, гонцы, писцы и т. д.); важнейшими ведомствами были финансовое (сбор денежных и натуральных налогов) и судебное (царский суд, потеснивший все прочие суды — общины, квартала, храма); коррупция и нерадивость чиновников строго наказывались. Основа войска — отряды легко- (ре́дум, аккад. rēdum) и тяжеловооружённых профессиональных воинов (ба́ирум, аккад. bā'irum), получавших за службу участки земли (порой — с домом, садом, скотом). Законы защищали солдат от произвола командиров; государство регламентировало выкуп пленных и поддерживало семьи погибших солдат; уклонение воинов от обязанностей каралось вплоть до смертной казни. Царь был крупнейшим собственником земли; фонд его владений включал значительную долю от всех обрабатываемых площадей (например, в Ларсе: 30-50 %). Помимо царско-храмовых хозяйств важную роль играли общинный и частный секторы; кроме того государство сдавало земельные участки, пастбища и мастерские в аренду частным лицам, воинам, чиновникам и т. д. Создание единого государства имело идеологическое оформление, связанное с выдвижением культа Ма́рдука — покровителя Вавилона; этому богу стали приписывать функции творца Вселенной, демиурга, царя богов и т. д.
Экономика. Основа экономики — ирригационное земледелие; важную роль играли скотоводство, ремесло и торговля — внутренняя и внешняя. Для поддержания ирригационной сети привлекалось всё трудоспособное население; по приказу Хаммурапи был выкопан масштабный оросительный канал — «Реки Хаммурапи» (аккад. Нар-Хаммурапи). Основные сельскохозяйственные культуры: ячмень (зерновые), сезам (масличные), финик (садоводство); основные виды скота — крупный и мелкий рогатый скот, ослы. Развивалось ремесло; к ремесленникам относили также врачей, ветеринаров, цирюльников, трактирщиков; «Законы Хаммурапи» регламентировали порядок оплаты их труда и ответственность за работу. Торговля контролировалась государством посредством найма агентов-тамка́ров (аккад. tamkārum); за службу они получали в держание участки полей, садов, дома. Роль денег выполнял лом серебра, измерявшийся определёнными единицами (мина, сикль); крупнейшими центрами торговли были: Вавилон, Ниппур, Сиппар, Ларса, Ур. Тамкары также вели собственную торговлю, часто — при помощи мелких посредников; при этом влиятельные тамкары устанавливали монопольные цены в населённых пунктах.

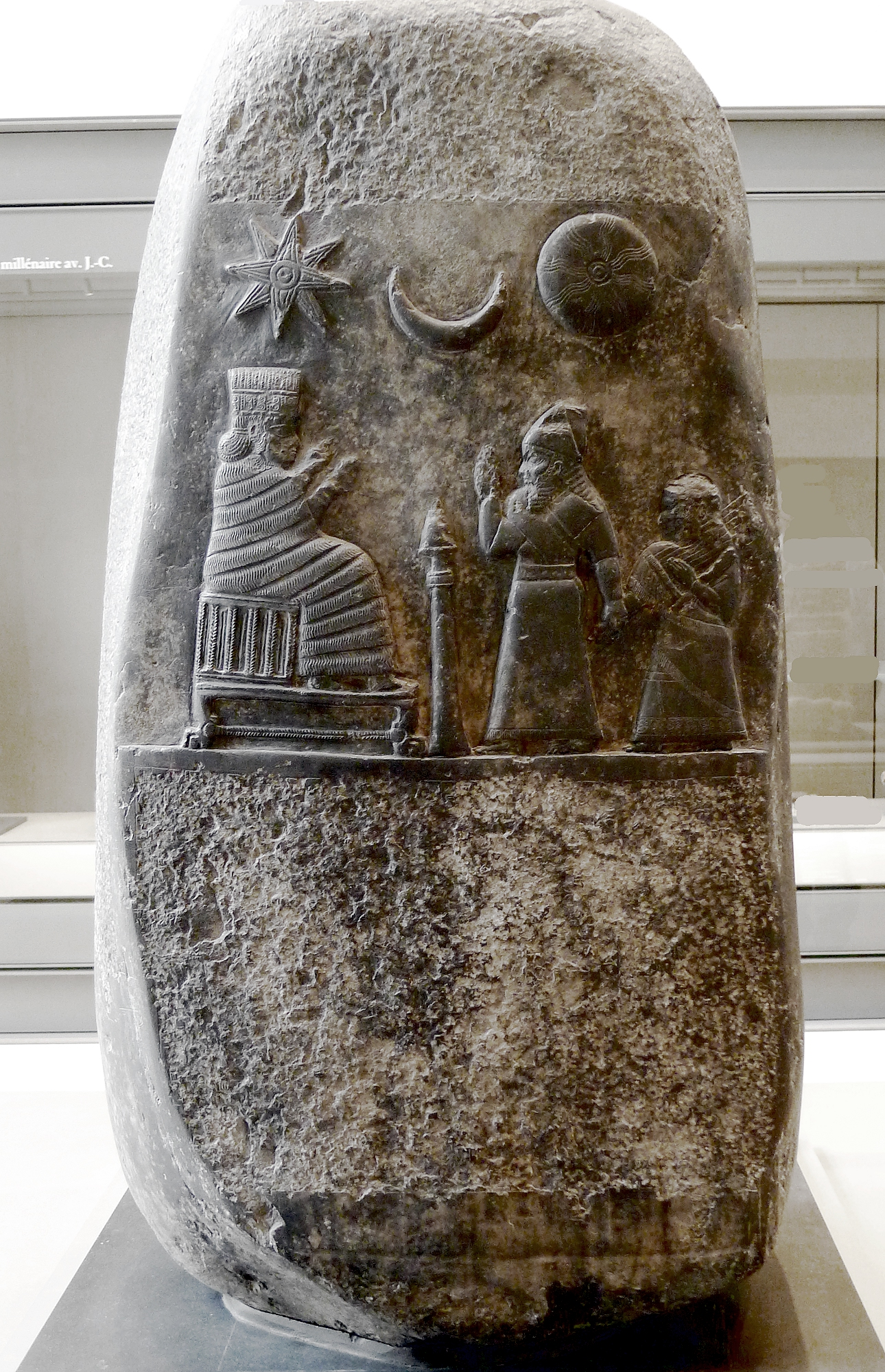
Кудурру царя Мели-Шиху: царь подводит свою дочь Хуннубатнанайе к богине Нанайе, Лувр

Общество. Вавилонское общество состояло из трёх основных групп: свободных полноправных граждан (аккад. awīlum), полусвободных (аккад. muškēnum) и рабов (аккад. wardum). Свободные граждане (большинство населения) участвовали в общинном самоуправлении и составляли основу мелких производителей — земледельцев-общинников, ремесленников, а также воинов; к ави́лумам относились также зажиточные граждане (крупные землевладельцы, тамкары, жречество и т. д.). Среди свободных активно шло социальное расслоение, сопровождавшееся долговой кабалой, самопродажей и продажей детей в рабство, бегством под покровительство храмов и т. д. «Законы Хаммурапи» стремились затормозить эти процессы, однако прежде всего защищали частную собственность и имущество зажиточных граждан; отношения между свободными зачастую регулировались принципом талиона.

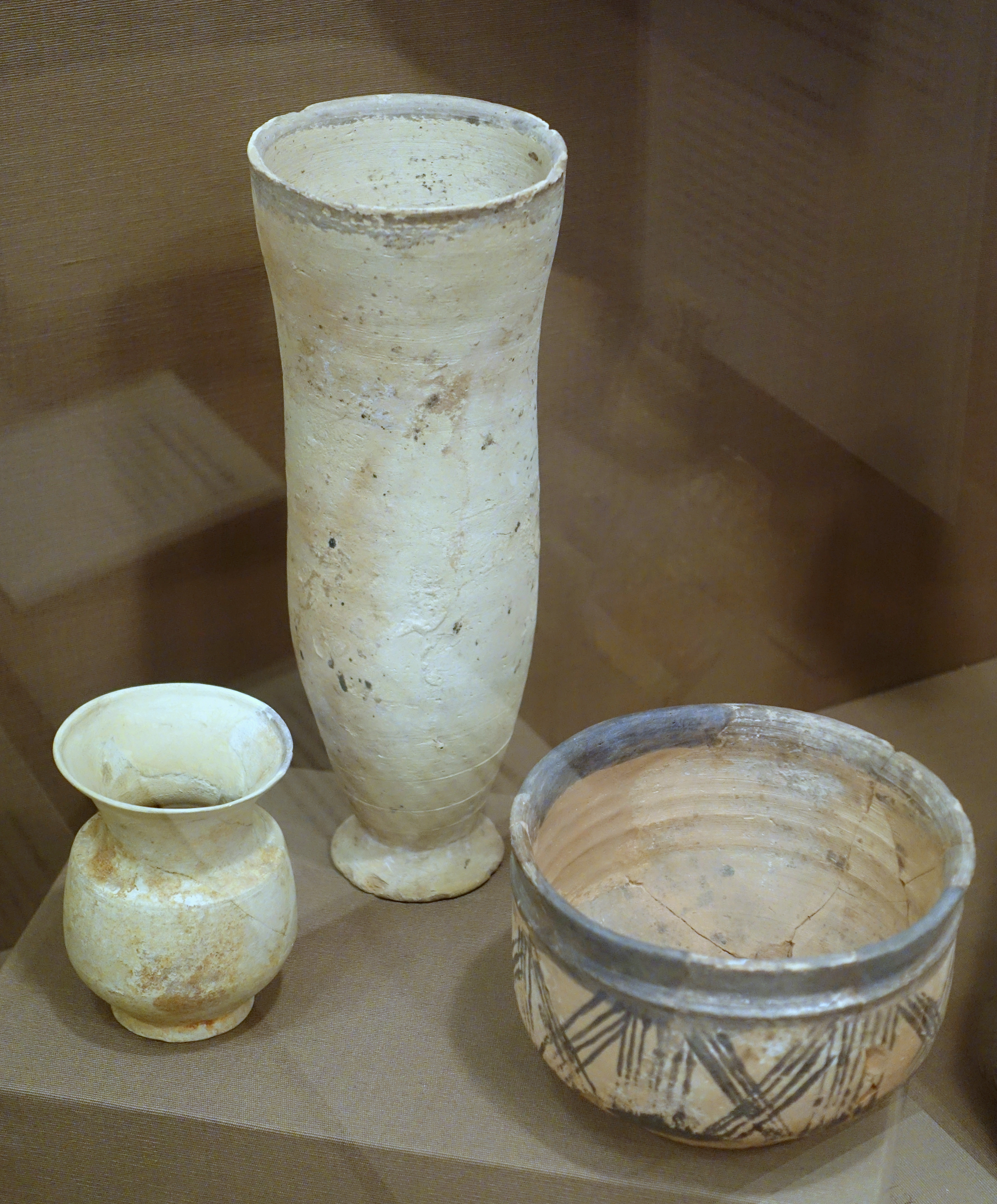
Старовавилонская керамика из коллекции Музея Восточного Института Чикагского университета

Мушке́нумы были работниками царско-храмовых хозяйств, потерявшими связь с общиной; они не имели собственности, имущество получали от государства (хотя могли управлять казённой недвижимостью и рабами), членовредительство в отношении них обычно компенсировалось денежным штрафом, а лечение мушкенума оплачивалось в два раза дешевле, чем свободного.
Рабы составляли низшую ступень общества и приравнивались к имуществу, однако сами могли быть держателями небольшого имущества (в рамках собственности хозяина), получать наследство от свободных и даже вступать в брак с последними (мужчинами, женщинами); дети от такого брака считались свободными. Ва́рдумы выделялись внешним видом — особой стрижкой (аккад. abbuttum), клеймом, проткнутыми ушами и т. д.; различались частные, дворцовые, храмовые рабы, рабы мушкенумов. Членовредительство в отношении рабов возмещалось денежной компенсацией хозяину или заменой на другого раба; при этом распространённым наказанием раба было отрезание уха. Бегство рабов сурово наказывалось, укрывание беглецов каралось мерами от отсечения руки, до смертной казни, а выдача беглецов вознаграждалась. В целом, вавилонское общество было рабовладельческим: семья среднего достатка держала от 2 до 5 рабов.
Вавилонская семья была патриархальной; основная власть принадлежала домовладыке, однако законы охраняли здоровье, честь и достоинство женщины; при этом расточительство жены наказывалось, а её неверность — каралась смертью. Браки имели характер деловой сделки, муж вносил брачный выкуп, а жена — приданое; вторичное замужество и развод было затруднительны. Приданое и подарки мужа оставались в собственности жены; а в случае смерти мужа она распоряжалась его имуществом до совершеннолетия детей. Имущество наследовали дети обоего пола, но предпочтение часто отдавалось сыновьям.
Упадок Старовавилонского царства. Созданная из множества покорённых государств, держава Хаммурапи была непрочным образованием; ослаблению царства способствовали сепаратизм, внешнеполитические проблемы и массовое разорение свободных граждан — главного источника налогов и основы войска. Надписи сына Хаммурапи, Самсуилу́ны (1749—1712 годы до н. э.) свидетельствуют о борьбе с многочисленными узурпаторами и внешними врагами. С этим временем связано масштабное восстание городов области Шумер и отложение крайнего юга страны (Приморское царство, аккад. Мат-Та́мтим); борьба между Вавилонией и Приморьем привела к разорению Шумера и окончательному упадку шумерской культуры; в то же время на севере усилился натиск горных племён касситов, а передвижение хурритов перерезало часть торговых путей с Восточным Средиземноморьем и Малой Азией. При преемниках Самсуилуны царство вело трудные войны с Эламом, Приморьем, касситами и внутренними врагами; территория царства неуклонно сокращалась, а кризисные тенденции нарастали. В 1595 году до н. э. хетты и касситы вторглись в Вавилонию, взяли её столицу и свергли последнего царя аморейской династии.

### Староассирийский период в Северной Месопотамии
Староассирийский период датируется XX—XVI веками до н. э. С этим временем соотносятся клинописные источники на староассирийских диалектах аккадского языка, происходившие из Ашшура и его колоний, а также крупнейший архив из международного торгового объединения в Канише (Кюль-тепе); в староассирийский период включается также время существования державы Шамши-Адада I, а также нахождение территорий Северной Месопотамии в составе старовавилонского царства Хаммурапи. Название периода условно: собственно Ассирии в то время ещё не существовало.

#### Ашшур. Начало ассирийской государственности
Древнейшие государства Ассирии. Коренную территорию исторической Ассирии составляли земли в среднем течении Тигра, которые в древнейших клинописных источниках именовались «страной Суба́рту». В 3-м тысячелетии до н. э. здесь уже существовал ряд небольших номовых государств — Ашшур, Ниневия, Арбелы и др., однако они неоднократно оказывалась под влиянием могущественных царств юга — державы Аккада и III династии Ура. Население Субарту было смешанным: значительную часть его составляла северная ветвь аккадцев — будущие древние ассирийцы, а к концу 3-го тысячелетия до н. э. там осели племена хурритов. В указанный период также могло сохраняться и гипотетическое аборигенное население края — субареи, именем которых впоследствии обычно обозначали хурритов. Важнейшую экономическую роль в землях Верхней Месопотамии играли пересекавшие её торговые пути, по которым происходил обмен ценными ресурсами — металлами (медь, свинец, серебро, олово), скотом, зерном и т. д.; контроль над этими потоками давал значительные богатства, что побуждало местные общины к борьбе за преобладание этой сфере. На рубеже 3—2-го тысячелетий до н. э., в связи с упадком царств Юга, наиболее влиятельным местным государством оказался А́шшур, центр почитания одноимённого бога, впоследствии (в среднеассирийскую эпоху) давший название всей стране.
Город-государство Ашшур. Древнейшее ассирийское государство именовалось «а́лум А́шшур» (аккад. ālum Aššur: «город/община Ашшур») и представляло собой городскую общину («ном»), включавшую главный город и прилегавшую сельскохозяйственную округу. Правитель носил титул «ишшиа́ккум» (аккадский вариант шумерского «энси»), в мирное время руководил культовыми и строительными мероприятиями, в военное — командовал войском; с 1970 года до н. э. во главе государства закрепилась «староашшурская» династия, основанная неким Пу́зур-А́шшуром I (1970—1961 годы до н. э.). Система управления сохраняла пережитки военной демократии: имелось народное собрание «малых и великих» и совет старейшин («Дом города»), роль которого со временем стала ведущей. Совет назначал из своей среды важнейших должностных лиц — «ли́мму» и «уку́ллума»; лимму избирался на один год, был эпонимом (его именем называли соответствующий год) и ведал казной города; укуллум выполнял судебные и административные функции. Для ашшурского общества были характерны пережитки родового строя; на фоне этого происходило интенсивное социальное расслоение, служившее основным источником рабства. Основу ашшурского общества составляли самоуправляющиеся большесемейные общины, в собственности которых находилась основная часть земель; экономической базой большинства местных жителей было богарное земледелие, а в предгорных районах — яйлажное (отгонное) скотоводство; общинники также обрабатывали земли храмовых и царских (дворцовых) хозяйств. Ведущую роль в староашшурском обществе играла торгово-ростовщическая верхушка, связанная с межрегиональным обменом. Уже на рубеже 3—2-го тысячелетий до н. э., в борьбе за контроль над торговыми путями, Ашшуру удалось захватить древнюю шумеро-аккадскую колонию Гасур (Нузу), а в XX—XVIII веках до н. э. ашшурские купцы участвовали в деятельности международного торгового объединения в Ка́нише (совр. Кюль-тепе) в Малой Азии. Между тем, расселение в Северной Месопотамии племён амореев и возвышение государства Мари на Среднем Евфрате создало существенные препятствия для западной торговли Ашшура; вероятно, с целью укрепления своего положения ассирийцы предприняли первые военные походы — на запад и юг, а цари Илушума и Эришум I (вторая половина XX века до н. э.) отменили пошлины на товары из Нижней Месопотамии и ряда областей Ирана. Новый период в истории Ашшура наступил в 1810 году до н. э., когда город захватил аморейский вождь Ша́мши-А́дад I (1824 — ок. 1780 годы до н. э.), обосновавшийся в Экаллатуме; несмотря на то, что он не принимал титул ашшурского царя и сделал своей столицей Шубат-Эллиль, древние ассирийцы впоследствии ревностно чтили его память и регулярно включали в списки своих царей. Власть Шамши-Адада I распространялась на основную часть Верхней Месопотамии, его государство стало единственным посредником в региональной торговле с западом, а экономика Ашшура получила благоприятные условия для развития.

#### Держава Шамши-Адада I

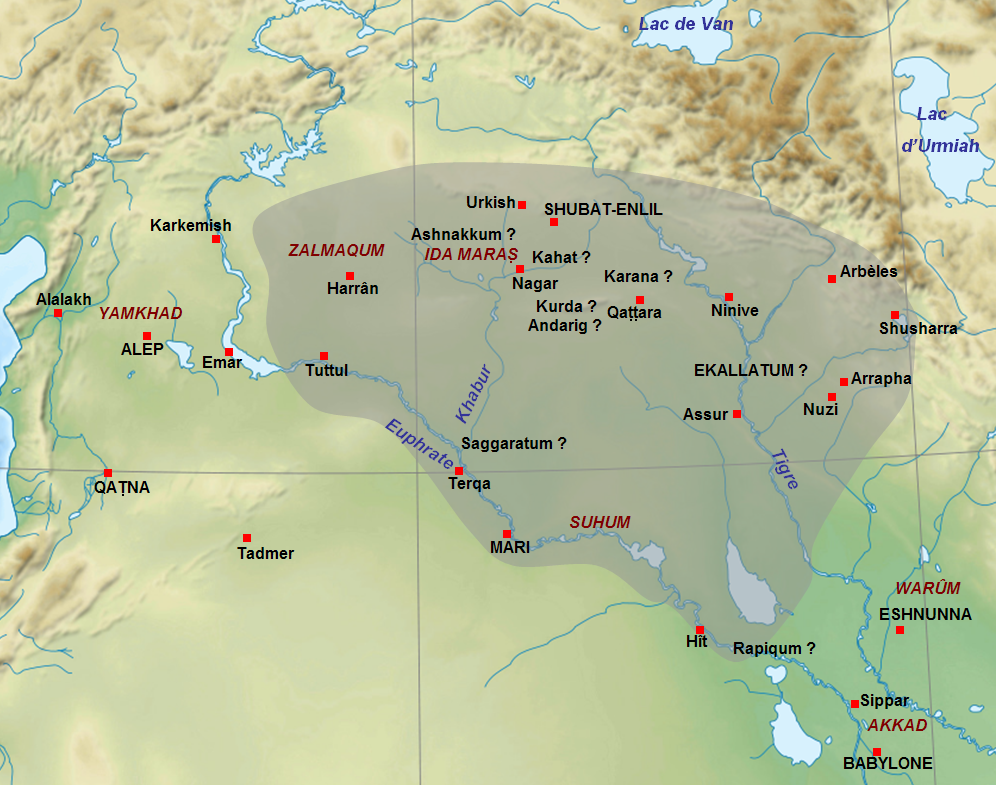
Держава Шамши-Адада I

Государство Шамши-Адада I (условно именуемое в историографии Староассирийской державой) включало территории исторической Ассирии и предгорных районов Загроса (Аррапха и Нузу), города в бассейнах Балиха и Хабура, территории на Среднем Евфрате (государство Мари и местные племена). На западе Шамши-Адад I заключил союз Каркемишем и ввёл войска в Катну, на востоке вёл борьбу с хурритами, на юге поддерживал отношения Вавилоном и Эшнунной. Столицей изначально был Экаллатум, позже — Шубат-Энли́ль (Шубат-Э́ллиль).
Система управления. Царь обладал высшей властью был верховным главнокомандующим и судьёй. Опорой царской власти были войско, бюрократический аппарат и обширный фонд дворцовых земель. Войско состояло из профессиональных воинов и ополчения. Всё рядовое население державы платило налоги и отрабатывало повинности — строительную, транспортную, ирригационную и др. Территория страны делилась на крупные округа или провинции; базовой административной единицей был «а́лум» (территориальная земледельческая община) или кочевье (аналог алума у кочевых племён); низший уровень организации составляли большесемейные общины («дома»). Провинции управлялись наместниками (члены царской семьи, местные династы, высшие сановники), содержащими собственные штаты чиновников; главные функции наместников — сбор налогов и набор войска. Алумы и кочевья подчинялись наместникам, но сохраняли самоуправление (вождей-шейхов, советы старейшин, народные собрания).
Упадок. Последующая история. Держава Шамши-Адада I оказалась рыхлым и недолговечным образованием и после смерти царя быстро распалось. За власть над Северной Месопотамией стали претендовать несколько царств, прежде всего Мари и Эшнунна, пока в XVIII веке до н. э. все эти земли не были подчинены вавилонским царём Хаммурапи. С ослаблением Вавилонского царства Ассирия (Ашшур) на некоторое время обрела независимость, но экспансия молодого государства Митанни привела к упадку ашшурской торговли, а в начале XV века до н. э. — завоеванию земель Ассирии царями Митанни.

### Хурритский мир Северной Месопотамии. Возникновение Митанни

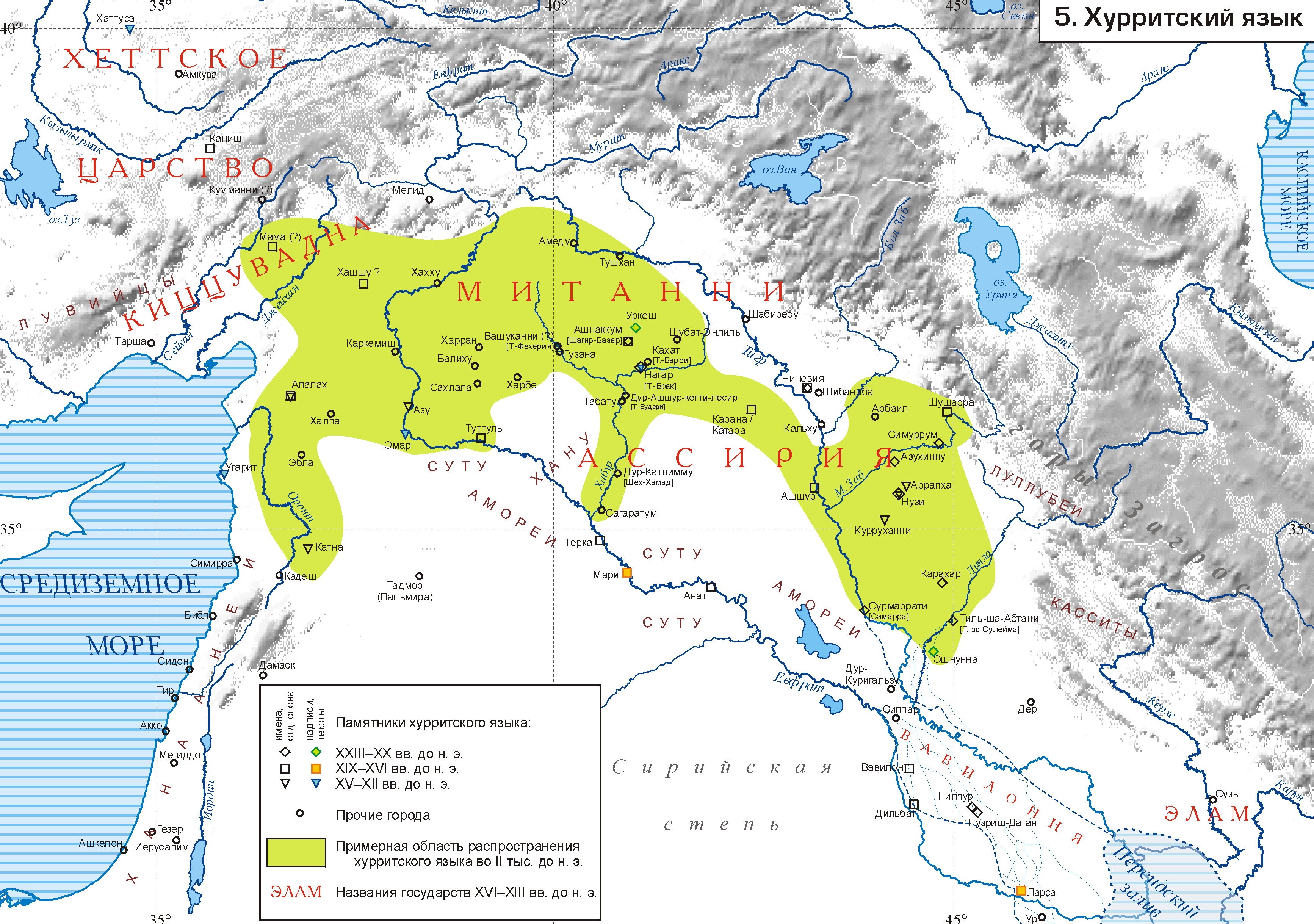
Распространение хурритского языка во 2-м тысячелетии до н. э.

Хурри́ты — племена, прародина которых могла располагаться к югу и востоку от озера Ван; к концу 3-го тысячелетия до н. э. они уже населяли север Восточного Средиземноморья, части Армянского нагорья, Западного и Центрального Ирана.
Около XXII века до н. э., воспользовавшись ослаблением Аккадской державы, хурриты массово расселились в Северной Месопотамии, основав там ряд государств (Ниневия, Уркеш и др.); наиболее влиятельным из них был Уркеш (XXII—XX века до н. э.), где располагалось главное святилище Кумарби (верховного хурритского божества), а цари добились обожествления своей власти. Уркеш претендовал на господство над всем хурритским миром, что выражалось в официальном именовании этого государства — «Хурри»; впоследствии это претенциозное название принимали сильнейшие государства хурритов.
На рубеже 3—2-го тысячелетий до н. э. масштабное переселение племён амореев сузило сферу влияния хурритов, а аморейское государство Мари подчинило Уркеш. Между тем, вторжение на Армянское нагорье индоарийцев принесло на Ближний Восток колесницы, быстро ставшие одним из решающих факторов при ведении боевых действий. Опираясь на ударную силу колесниц, хурриты вскоре смогли освободить от амореев часть Северной Месопотамии, где около XVII века до н. э. образовалось государство Ханигальбат, принявшее также древнее имя «Хурри». Изнурительные войны с Древнехеттским царством ослабили Хурри-Ханигальбат, чем воспользовались индоарийские племена «манда» («умман-манда», «маитанне»); около 1560 года до н. э. они захватили власть в Ханигальбате, дав своим именем новое название государству — Мита́нни (собственно Маитанне, использовалось также старое название — Ханигальбат). К концу XVI века до н. э. Митанни превратилось в крупнейшее государство Верхней Месопотамии и одну из влиятельных держав Передней Азии.

## Поздний бронзовый век в Месопотамии
Вторая половина второго тысячелетия до н. э. соответствует эпохе поздней бронзы в Месопотамии. В истории Южной Месопотамии с этим временем совпадает средневавилонский (касситский) период; в истории Северной Месопотамии — среднеассирийский период. Кроме того, в XVI—XIII веках до н. э. ведущую роль в Передней Азии играло хурритское государство Митанни, коренная территория которого располагалась в Северной Месопотамии.

### Средневавилонский период в Южной Месопотамии
Средневавилонский или касситский период датируется XVI—XI веками до н. э.; с этим временем соотносятся клинописные документы на средневавилонском диалекте аккадского языка. Зачастую под средневавилонским периодом понимают лишь эпоху правления III Вавилонской (Касситской) династии.

#### Вавилон при III (Касситской) династии

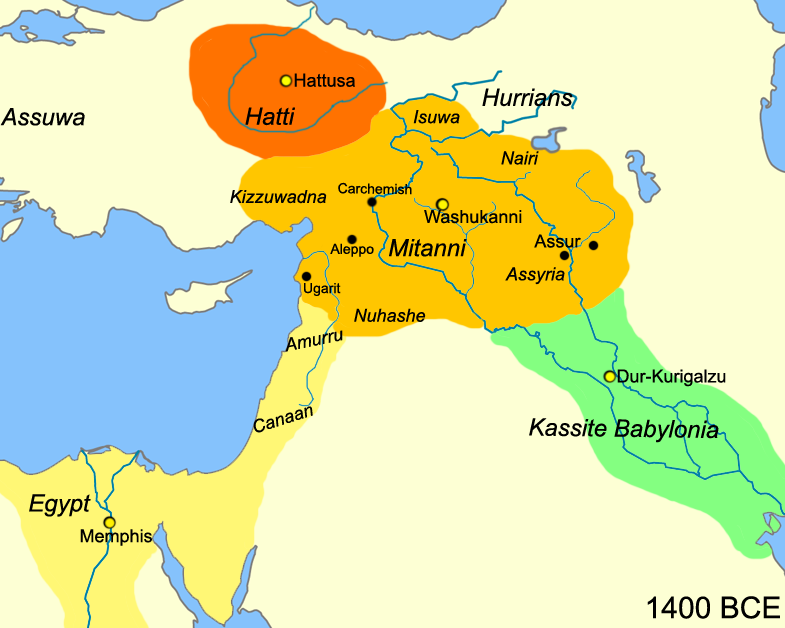
«Амарнская» международная система на Ближнем Востоке (ок. 1400 года до н. э.) Касситская Вавилония окрашена зелёным

Касситская династия в Вавилонии. После разгрома хеттами, Вавилония на некоторое время оказалась под властью Приморья, однако вскоре страной овладели касситы — горные племена североцентрального Ирана. Опираясь на ударную силу нового эффективно вида войск — колесниц, касситы захватили Вавилон и основали там собственную III династию (ок. 1595 — ок. 1155 года до н. э.); со временем они слились с вавилонянами. Касситская Вавилония (страна Кардуниаш) быстро восстановила статус великой державы, охватив всю Южную Месопотамию, области Среднего Евфрата, части Загроса (в их числе «страна Кашшу» — коренная территория касситов) и Сирийской пустыни. Правители III династии перестроили Вавилон, который приобрёл прямоугольный план, а в правление Куригальзу I была основана новая столица — Дур-Курига́льзу (аккад.  «Крепость Куригальзу»).
Экономика и общество. Уровень общественного развития у касситов был ниже, чем у вавилонян и средневавилонский период, в целом, характеризовался рядом регрессивных черт в социально-экономическом развитии страны. Значительное уменьшение числа письменных источников (по сравнению со старовавилонской эпохой) свидетельствует о спаде городской культуры; наряду с этим укреплялась сельская община и значительно возросла роль архаичных родовых и большесемейных объединений — би́ту (аккад. bītu: «дом»), возглавляемых бэл би́ти (аккад. bēl bīti: «господин дома»). Контроль над территорией страны осуществляли касситские роды, в руках которых находился сбор налогов и надзор за исполнением повинностей. Наиболее влиятельные из этих групп добивались закрепления права собственности на управляемую землю, а также налогового иммунитета: для средневавилонского времени типичны куду́рру — межевые камни, на которых высекались соответствующие царские указы; иммунитет даровался также крупным городам (Вавилон, Ниппур, Сиппар) и важнейшим храмам. Крупные землевладельцы стремились к экономической самодостаточности, что приводило к ослаблению товарных связей; наряду с общим сокращением притока рабов это формировало застойные черты в экономике Вавилонии. В условиях роста самостоятельности влиятельных родов, храмов и городов (некоторые из которых даже содержали собственные воинские контингенты), централизация страны ослабевала, поступления в казну сокращались и в перспективе в государственности Вавилонии всё больше проявлялись кризисные черты. Вместе с тем, несмотря на относительный регресс, для касситской эпохи были характерны и некоторые прогрессивные инновации: использование лошадей и мулов в земледелии, транспортном и военном деле (касситская Вавилония и Митанни были крупнейшими коневодческими державами Передней Азии), применение комбинированного плуга-сеялки, создание сети дорог; кроме того, в указанный период имела место активизация межгосударственной торговли.
Внешняя политика касситской династии. На внешнеполитической арене царство Кардуниаш выступало как великая держава, а его правители носили пышный титул «царь четырёх стран света». Было аннексировано Приморское царство и подчинена часть областей Кутиума (страны кутиев), районы Сирийской пустыни с центром в Тадморе — вплоть до границ Южной Сирии и Заиорданья; в вассальной зависимости от Вавилона оказалась Ассирия (Ашшур). В XV веке до н. э. Вавилония выступила против Египта; касситский царь Караиндаш I вынудил египтян заключить мир с Митанни, стал таким образом одним из учредителей «Амарнской» международной системы (по имении архива в Телль-эль-Амарне, где обнаружена переписка лидеров великих держав). В указанный период между Вавилонией и Египтом установились интенсивные торговые связи (напрямую через Сирийско-Месопотамскую степь), скреплявшиеся династическими браками (дочери вавилонского царя были жёнами фараонов), подарками, договорами о «дружбе» и «братстве». Апогея внешнеполитического могущества касситская Вавилония достигла в правление Бурна-Буриаша II (середина XIV века до н. э.): он оказывал давление на Египет, захватил Аррапху, установил господство в Эламе и Южном Иране, отразил первое нашествие племён арамеев (ахламеев) на Сирийскую степь и Средний Евфрат, установил союз с хеттским царём Суппилулиумой, скреплённый династическим браком (вавилонская царевна стала великой царицей Хатти).
Упадок касситской Вавилонии. В конце XIII века до н. э., после смерти Бурна-Буриаша II, в Вавилонии начинается период упадка государственности, чем воспользовались Ассирия и Элам. В течение полутора сотен лет велась затяжная борьба с Ассирией (с переменным успехом); однако в конце XIII века до н. э. ассирийский царь Тукульти-Нинурта I нанёс серьёзное поражение Вавилонии и на время даже аннексировал царство (ок. 1230—1220 годов до н. э.). В ходе вспыхнувшего вскоре восстания на престоле укрепился Ададшумуцур (начало XII века до н. э.), при котором даже произошло кратковременное возрождение касситского могущества, но уже во второй четверти XII века Вавилония подверглась череде опустошительных набегов эламитов. Вскоре Элам полностью оккупировал страну, а около 1150 года до н. э. сверг последнего царя III династии.

#### Вавилония в конце 2-го тысячелетия до н. э. II династия Исина

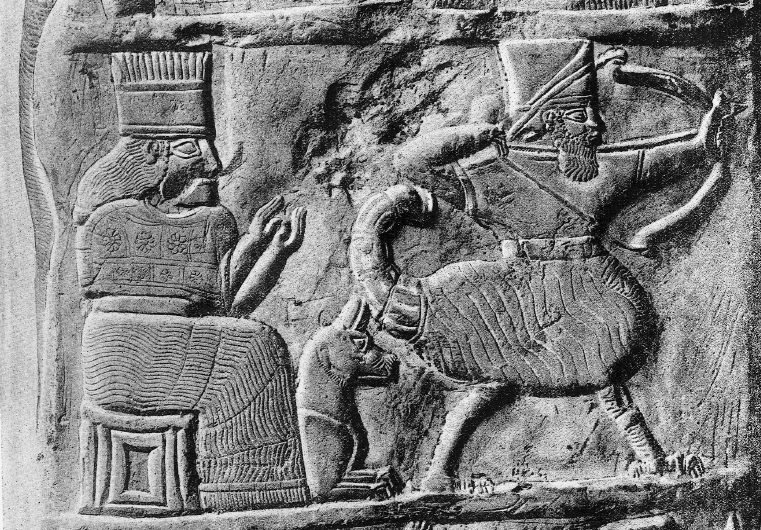
Деталь изображения с кудурру Навуходоносора I, Британский музей

В конце 2-го тысячелетия до н. э. продолжался политический и экономический упадок Вавилонии, чем пользовались внешние враги — Элам и Ассирия. После разгрома, учинённого Эламом, Вавилония некоторое время находилась под контролем этой страны, назначавшего своего ставленника; при этом продолжались захватнические походы Элама в другие области Месопотамии (в предгорьях Загроса). Во второй половине XII века до н. э. центром антиэламской борьбы стал город Исин, правители которого вскоре перенесли столицу в Вавилон (II династия Исина). Наивысшего подъёма эта династия достигла в правление Навуходоно́сора I (1125—1104 годы до н. э.), который нанёс сокрушительное поражение эламитам у крепости Дер, после которой на 300 лет (до 821 года до н. э.) исчезают упоминания об Эламе в источниках. Правление II династии Исина ознаменовалось новым, кратковременным расцветом Вавилонии, который прекратился в связи с событиями «коллапса бронзового века». Территория государства делилась на 14 административных областей. Опорой власти царя было войско и обширный земельный фонд. Армия было профессиональной, включала пехоту, конницу и колесницы (важнейшая ударная сила); за службу воины получали земли от государства. Цари владели крупнейшим земельным фондом, часть земель они дарили храмам и приближённым. Сохранялось также частное землевладение. Общественная организация послекасситской Вавилонии плохо изучена. Внешняя политика отмечена переменными успехами: после разгрома Элама Вавилония втянулась в долгую борьбу с Ассирией, войска которой доходили до центральных районов страны (Тиглатпаласар I даже временно занял Вавилон), но в итоге были отброшены на север. Одновременно усиливался натиск кочевников-араме́ев; их массовое переселение в Вавилонию вело к ослаблению и деградации государственной системы. Общая угроза заставила старых противников — Ассирию и Вавилон — заключить союз против арамеев; однако он оказался неэффективным и вскоре события коллапса бронзового века привели к падению II династии Исина.

### Митанни. Поздние хурритские государства

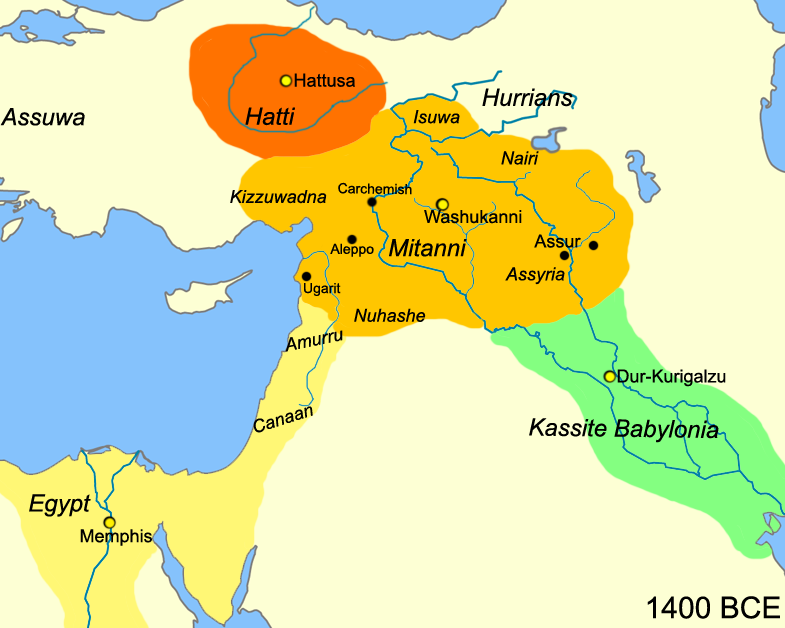
«Амарнская» международная система на Ближнем Востоке (ок. 1400 года до н. э.). Территория Митанни в максимальных границах окрашена светло-оранжевым

Государство Митанни. Коренная территория Мита́нни (ок. 1560—1260 годов до н. э.) располагалась в западной части Северной Месопотамии. Столицей был город Вассока́нне (Вашшукканне, Вашшуканни) в верховьях Хабура (предположительно совр. Телль-Фахария). Правящая династия имела арийское происхождение, в то время как основу населения составляли хурриты. Имеющиеся письменные источники написаны на хурритском. Верховным богом государства был хурритский громовержец Тессоб (Тешшуб), с главным святилищем в Кумме; в среде правящей верхушки сохранялись традиционные индоарийские культы (Индры, Митры-Варуны, Насатья). Привнесённые ариями колесницы способствовали военным победам; с конца XVI и до конца XV веков до н. э. Митанни было сильнейшей военной державой Передней Азии.
Политическая история. Около 1560 года до н. э. арийские племена «ма́нда» («умман-манда», «маитанне») захватили хурритское государство Ханигальбат, дав ему новое название — «Митанни» (продолжали также использоваться старые названия — «Ханигальбат» и «Хурри»). Ранние правители — Кирта и Суттарна I (Шуттарна I) — известны только по царским спискам. К концу XVI века до н. э. Митанни — всехурритская держава в границах от Сирии (на западе) до Ниневии и Загроса (на востоке). Проникновение в Сирию привело к столкновению Египтом, претендовавшим на эти земли: Тутмос I отбросил митаннийцев за Евфрат, но при последующем ослаблении Египта те перешли в контрнаступление. Парратарна (ок. 1475 года до н. э.) покорил бо́льшую часть Восточного Средиземноморья — от Киликии до центральной Палестины; попытка подчинить киликийскую область Киццувадна привела к столкновению с Хеттским царством. К середине XV века до н. э. фараон Тутмос III потеснил митаннийцев: граница между двумя государствами сместилась к северу (в район Кадеша). Сауссадаттар завоевал Ашшур, откуда вывез богато украшенные ворота (храма Ашшура?) и установил в Вассокканне. Во второй половине XV века до н. э. — регулярные хетто-митаннийские войны и возобновление борьбы с Египтом. Митанни отбросило войско Аменхотепа II в Палестину и около 1430 года до н. э. заключило с ним выгодный мир; последующее возобновление военных действий на дало египтянам реванша. Ардадама I (Артадама I) добился раздела сфер влияния c Египтом: по договору ок. 1410 года до н. э. к Митанни отходила вся Северная Сирия (с выходом к морю); тот же царь положил конец хетто-митаннийским войнам: хетты потерпели серьёзное поражение, а границы Митанни продвинулись в сердце Малой Азии (до Тавра и Галиса). Рубеж XV—XIV веков до н. э. — расцвет Митанни; в то время оно — одна из четырёх великих держав Передней Азии и соучредитель «Амарнской» международной системы; Митанни поддерживало интенсивные торговые связи с касситской Вавилонией и союз с Египтом (скреплявшийся династическими браками и дарами фараонов). В начале XIV века до н. э. династические и дворцовые распри ослабили Митанни изнутри, а ухудшение отношений с Египтом ослабили его положение среди других государств (нарушился баланс «Амарнской» системы); как следствие, на западе возобновился натиск хеттов, на востоке отпал Ашшур. Тужратта (ок. 1380—1355 годов до н. э.) временно стабилизировал страну, восстановил союз с Египтом и отразил натиск хеттского царя Суппилулиумы, однако последующий конфликт с фараоном Эхнатоном привёл к возобновлению международной изоляции Митанни и повторному походу Суппилулиумы. Последовавшее тяжёлое поражение от хеттов привело к потере Митанни сирийских владений, убийству Тужратты, дворцовой смуте и окончательному погружению страны в состояние упадка.

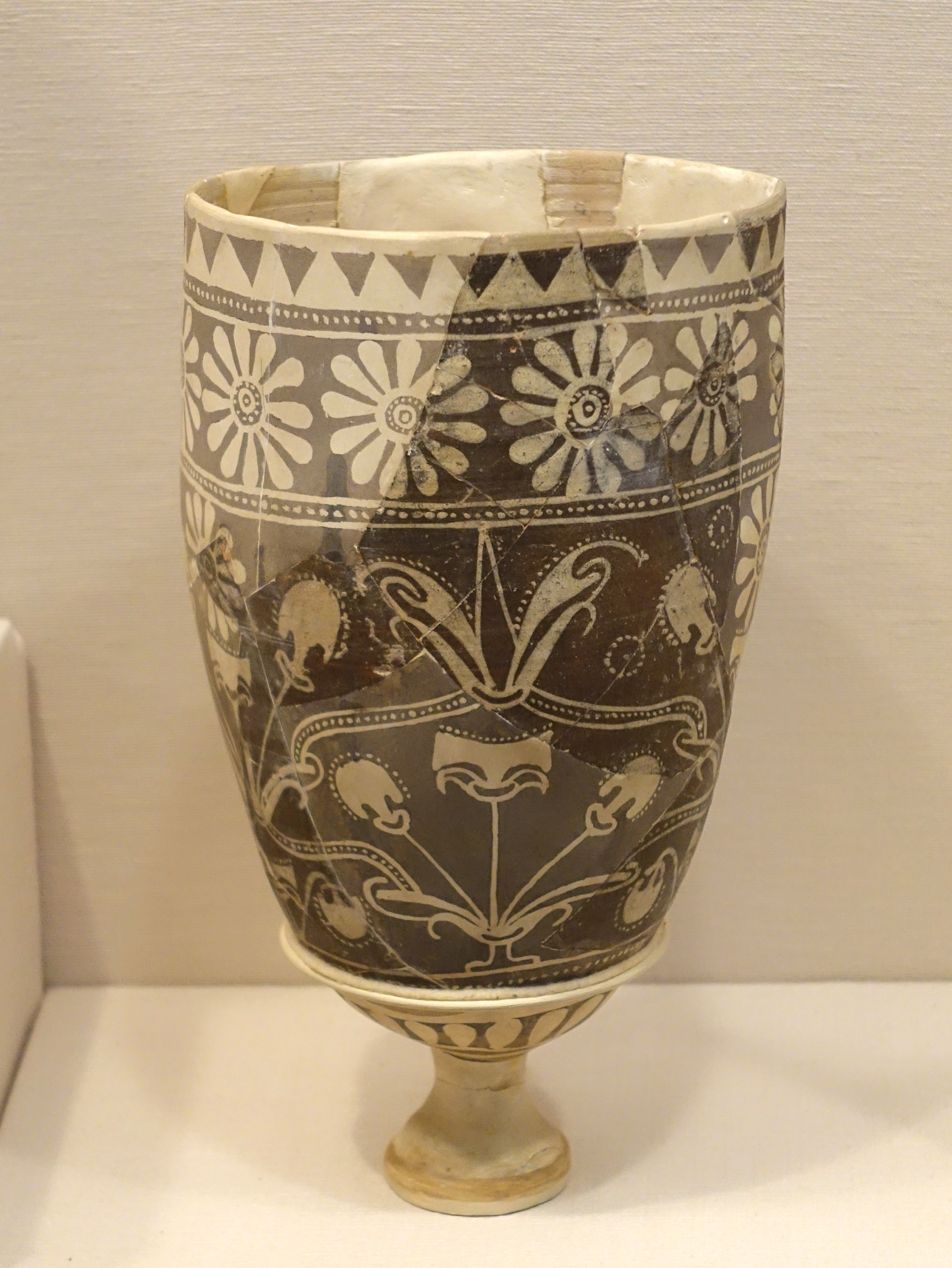
Керамическая ваза митаннийского стиля «Нузи». Музей Восточного института Чикагского университета

Система управления. Государственность Митанни имела архаичные черты: ведущую роль играли родоплеменные отношения, а стабильность системы поддерживалась общей военнизированностью. Господство в стране принадлежало завоевателям-ариям, составлявшими особую, относительно замкнутую военно-административную верхушку — «двор». Верховную власть осуществляли царь и главнокомандующий «синагила» («второй после царя» — как правило царевич-наследник); управление отдельными территориями осуществляли областеначальники. Силовой опорой государства были «марйанне» — служилые воины-колесничие, главная ударная сила митаннийского войска. Покорённые территории в совокупности именовались «землёй»; обитавшее там хурритское и семитское население жило самоуправляющимися общинами — территориальными («а́лу») и большесемейными («ди́мту» — «дом», буквально: «башня» — типичное обиталище местных семей). «Земля» имела единое представительство в масштабах всего государства, отчасти делившее власть со «двором».
Экономика и земельные отношения. Основа экономики Митанни — сельское хозяйство, ремесло и торговля. Сельское хозяйство — скотоводство и богарное земледелие; особое значение — коневодство (лидирующие позиции в Передней Азии наряду с касситской Вавилонией). Развитию ремесла способствовало наличие месторождений металлов на горных окраинах страны; развитию торговли — прохождение через территорию страны древних путей межрегионального обмена. Земля находилась в коллективной собственности общин; существовали также крупные царские и храмовые хозяйства, однако их роль была умеренной. Из-за слабости государственного сектора эксплуатация развивалась в основном в сфере частноправовых отношений; по этой причине в царских и храмовых хозяйствах основные работы выполняли не «царские люди» (крепостные, илоты), а дворцовые рабы (захваченные в походах) и свободные общинники (в порядке повинности).
Общество. Основной общественной единицей Митанни была община (территориальная — алу или большесемейная — димту), члены которой сообща владели землёй; известны также димту с наследственной торгово-ремесленной специализацией. Общины состояли из отдельных патриархальных семей и были замкнуты, вход в них был возможен лишь путём усыновления. Тем не менее, представители зажиточных слоёв (в том числе члены царской семьи) проникали в общины используя усыновление, после чего осуществляли эксплуатацию её членов. Документы из Аррапхи описывают картину разрушения хурритской общины в третей четверти 2-го тысячелетия до н. э.: прогрессирующее ростовщичество, долговую кабалу, продажу и самопродажу в рабство.

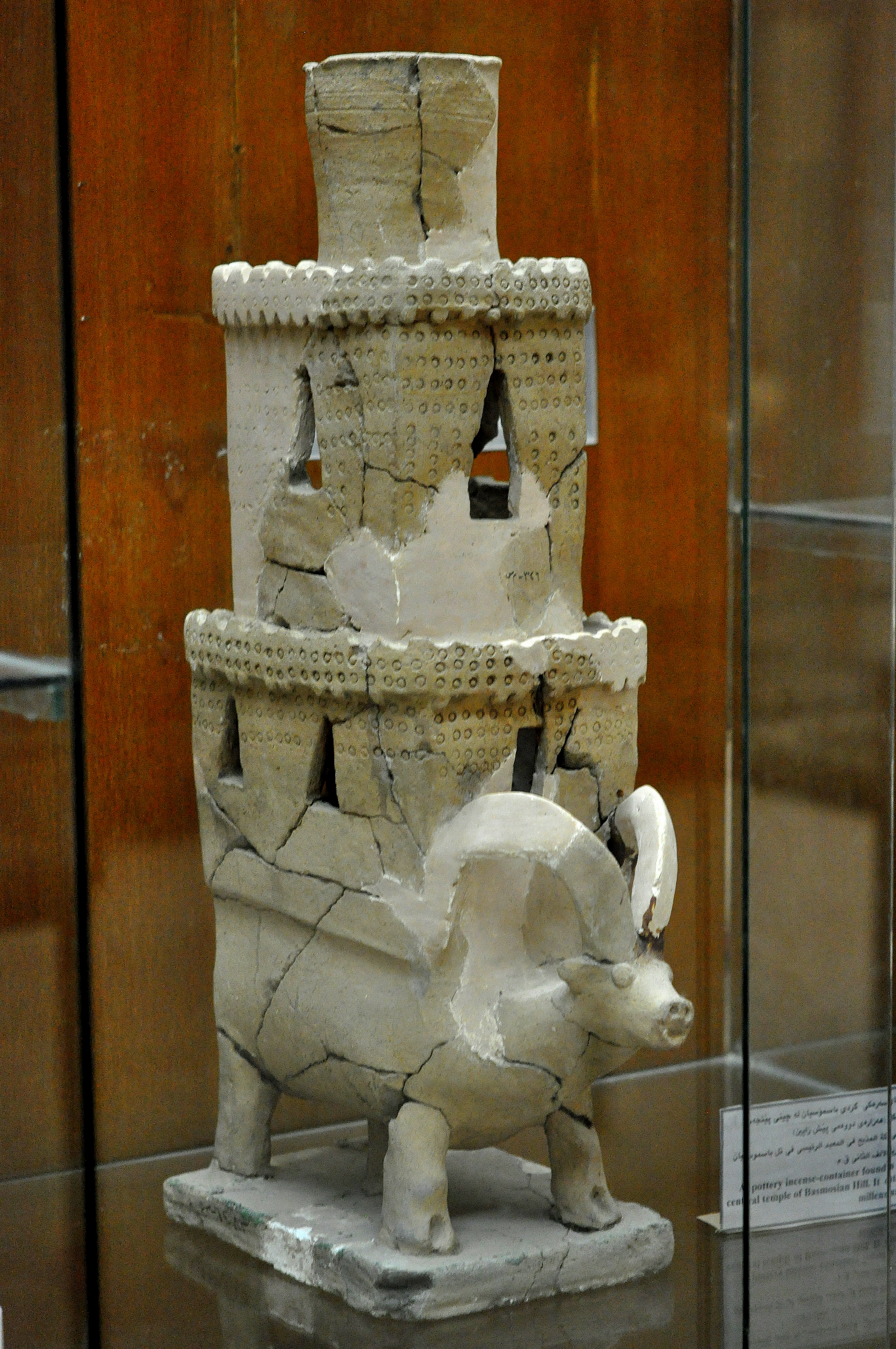
Хурритская курильница из Телль-Басмосиана. Музей Сулеймании, Ирак

Упадок и гибель Митанни. Во второй половине XIV века до н. э. Митанни находилось в состоянии упадка; в его внутренние дела вмешивались бывшие вассалы — Ашшур и Алже (Алзи). Попытка восстановить влияние в Сирии в опоре на союз с Ашшуром вызвала ответный поход хеттского царя Суппилулиумы; Митанни было разгромлено и окончательной утратило статус великой державы. В конце XIV — начале XIII века до н. э. Митанни — небольшое государство на границе сфер влияния Хеттского, Ассирийского и Вавилонского царства, боровшихся за контроль над ним. Чтобы выжить среди могущественных соседей, правители Митанни были вынуждены лавировать; однако около 1260 года до н. э., в ответ на попытку опереться на помощь хеттов, ассирийский царь Салманасар I разгромил Митанни, разрушил его столицу и окончательно ликвидировал это государство.
Поздние хурритские государства. С ослаблением Митанни лидерство в хурритском мире перешло к его бывшему вассалу — Алже (Алзи), в XIII веке до н. э. принявшему претенциозное наименование «Хурри». В условиях начала коллапса бронзового века земли хурритов оказались на пути масштабных миграций древних племён («народов моря», фрако-фригийцев, арамеев); уже в середине XII века до н. э. фрако-фригийские племена мушков заняли Алже. В конце 2-го тысячелетия до н. э. общий ареал расселения хурритов значительно сократился, сжавшись в основном до областей Верхнего и Среднего Тигра и долины реки Чорох; часть хурритского населения под именем «хабов» осела в нескольких изолированных областях Передней Азии (под одинаковым названием «Хабхи»). Последним самостоятельным хурритским государством была Шуприя (аккадизированная форма наименования «Хурри») — осколок Алже, просуществовавший до уничтожения его в 673 году до н. э. Ассирией. Утратив государственность, хурриты оставались важным этносом Передней Азии и ещё в середине — второй половине 1-го тысячелетия до н. э. фигурировали в письменных источниках под именем «матиенов» (то есть «митаннийцев»).

### Среднеассирийский период в Северной Месопотамии. Первое возвышение Ассирии в XIV—XI веке

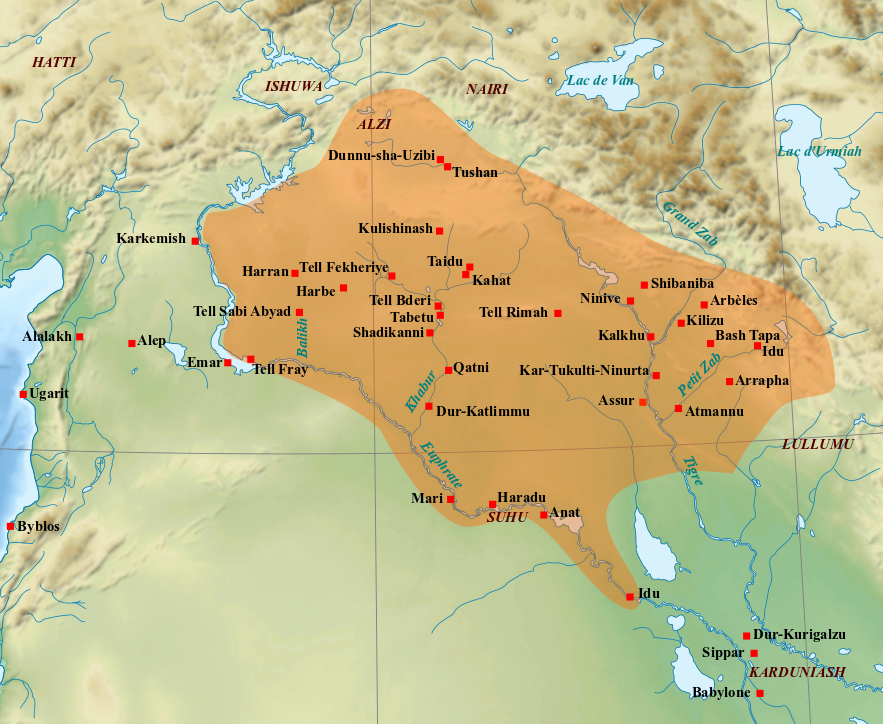
Среднеассирийская держава в правление Тукульти-Нинурты I

Среднеассирийский период датируется XVI—X веками до н. э.; с этим временем соотносятся клинописные источники на среднеассирийском диалекте аккадского языка из Ашшура и возникшего в то же время Ассирийского царства.
Ашшур в начале среднеассирийского периода. В начале среднеассирийского периода город-государство Ашшур находился под властью Митанни, назначавшим местных правителей. С ослаблением Митанни Ашшур вернул независимость; однако для её сохранения ему приходилось лавировать между могущественными переднеазиатскими державами — Вавилонией, Митанни и Хеттским царством, претендовавшим на контроль над этими землями. Для противостояния врагам Ашшур стремился опереться на союз с Египтом, который во второй половине 2-го тысячелетия до н. э. стал одной из ведущих держав в Западной Азии; уже после первого похода Тутмоса III в Восточное Средиземноморье ассирийцы отправили ему богатую дань; а в конце XV — начале XIV века до н. э. при фараонах Аменхотепе III и Эхнатоне союз укрепился, несмотря на протесты соседей.
Первое возвышение Ассирии. Начало первого возвышения собственно Асси́рии связано с правлением Ашшур-уба́ллита I (XIV век до н. э.): опираясь на поддержку Египта и договорённости с хеттами, он участвовал в разделе разгромленной Суппилулиумой державы Митанни. После включения под свою власть ряда митаннийских владений (прежде всего Ниневии) Ашшур-убаллит принял титул «царь страны Ассирии»; с этого времени город-государство Ашшур превращается в Ассирийское царство, собственно страну Ассирию, населённую ассирийцами (аккад.  Aššūrāyu, ашшура́йу). Породнившись с правителями слабевшей Вавилонии, Ашшур-убаллит I добился воцарения там лояльных ему правителей; одновременно, под видом помощи Митанни, он распоряжался внутренними делами этого государства и оказывал давление на хеттов, вынуждая их вести с ним дела как с равноправным партнёром. В XIII веке до н. э. Ассирийское царство стало одной из могущественных ближневосточных держав. Салманаса́р I уничтожил государство Митанни и присоединил часть его территорий, совершил успешные походы в Сирию и страну урартов (первое упоминание этих племён), а своей резиденцией сделал Ка́льху (Нимруд) — одну из будущих столиц царства. Успехи Ассирии вынудили к объединению против неё соседних держав — Хеттского царства, Египта и Вавилонии; войска последней даже вступили в ассирийские пределы, но были разгромлены. Сын и наследник Салманасара I, Туку́льти-Нину́рта I (вторая половина XIII века до н. э.), достиг ещё больших успехов: он вторгся в пределы Хеттского царства, уведя оттуда 30 000 пленных, совершил поход в страну Наири (будущее Урарту), где разгромил коалицию 43 местных князей, сокрушил ряд государств и племён в горах и предгорьях Загроса, и наконец, нанёс поражение Вавилону, взяв сам город и вывезя оттуда богатейшие трофеи (в том числе статую бога Мардука); своей резиденцией ассирийский царь сделал выстроенный им город Кар-Туку́льти-Нину́рта (аккад. Kār-Tukultī-Ninurta: «Гавань Тукульти-Нинурты»). Вместе с тем, непрерывные войны истощали Ассирию и после низложения Тукульти-Нинурты I царство вступило в период упадка, продолжавшийся почти весь XII век до н. э. Лишь при Тиглатпаласа́ре I (1114—1076 годы до н. э.) к Ассирии вернулось прежнее могущество. С началом событий катастрофы бронзового века Ассирия лишилось основных внешнеполитических врагов: под ударами «народов моря» пала Хеттская держава, юг Вавилонии наводнили племена халдеев, а в Египте наступал период затяжного внутриполитического кризиса. В этих условиях Тиглатпаласар I смог сосредоточиться на наиболее привлекательном для Ассирии направлении — западном: было совершено порядка 30 походов в Восточное Средиземноморье, в результате которых держава присоединила Северную Сирию и Северную Финикию, осуществила вторжение в юго-восточные земли Малой Азии, а сам Тиглатпаласар I совершил демонстративный выход в Средиземное море на финикийских кораблях. Могущество Ассирии признал ослабленный Египет приславший богатые дары. На севере Тиглатпаласар I совершил победоносный поход в страну Наири, где разгромил коалицию 60 местных царей, пересёк территорию этой страны и единственным из ассирийских правителей достиг Чёрного моря. На юге с переменным успехом велась борьба с Вавилонией (управляемой II династией Исина): поначалу ассирийцы добились впечатляющих успехов: на короткое время были взяты Сиппар и даже сам Вавилон, однако впоследствии противник перешёл в наступление, ассирийские войска были отброшены в свои владения, а вавилоняне вторглись в земли Ассирии где захватили и вывезли статуи местных богов.
Экономика Среднеассирийского царства. В начале среднеассирийского периода утрата прежнего контроля над путями обмена, привела к сокращению роли торговли и, в замещение — развитию земледелия. Внедрялись новые технологии, более широкое применение получила ирригация; с расширением границ царства в оборот включались новые земли, что также способствовало развитию сельского хозяйства. Распространение власти Ассирии на некоторые территории Закавказья давало доступ к ценным ресурсам прежде всего металлам, что способствовало развитию ассирийской металлургии. Удачные походы сопровождались захватами пленных и богатой добычи, расширению территорий, облагаемых налогами. Расширение границ приводило к установлению контроля над новыми путями обмена, развитию торговли; ассирийские купцы населяли целые кварталы в Мари, Угарите и Египте. Большого размаха достигло строительство: многочисленные пленники — касситы, хурриты, урарты — участвовали в возведении новых городов — Кальху и Кар-Тукульти-Нинурты.
Система управления. В среднеассирийский период значительно возросла роль правителя (ишшиаккума) Ашшура, который стал выполнять и функции укуллума (судебные и административные); должность третьего важного чиновника — лимму всё чаще занимали члены семьи правителя. Усиление власти ашшурских правителей приводило к нерегулярным попыткам использования титула «царь» (аккад. šarru, «ша́рру»), впервые — при Ашшур-убаллите I; позже правители закрепили за собой именование «царь» и появилась развёрнутая, пышная титулатура — «царь множеств, царь могучий, царь Ассирии». Опорой власти правителя были дворцовые хозяйства и земли («дом царя»), а также бюрократический аппарат. Становление царской власти происходило в борьбе со старыми аристократическими традициями: чтобы ослабить влияние ашшурской знати на государственные дела Салмансар I сделал своей резиденцией Кальху, а Тукульти-Нинурта I полностью перенёс столицу в выстроенный им город. Тем не менее, ашшурская знать организовала заговор, в результате которого Тукульти-Нинурта I был объявлен сумасшедшим и убит; впоследствии цари пошли на уступки местной знати: в конце среднеассирийского периода Ашшур получил «иммунитет» (освобождение от налогов и повинностей). Территориальная организация была централизованной; царём контролировались как областеначальники, управлявшие крупными территориями, так и старосты советы «великих» (то есть знати) от общин. Завоёванные территории включались в состав державы в качестве провинций, где насаждалась ассирийская гражданская и военная власть, формировалась система налогообложения. В среднеассирийский период впервые стала применяться практика переселения покорённых народов в другие части государства.

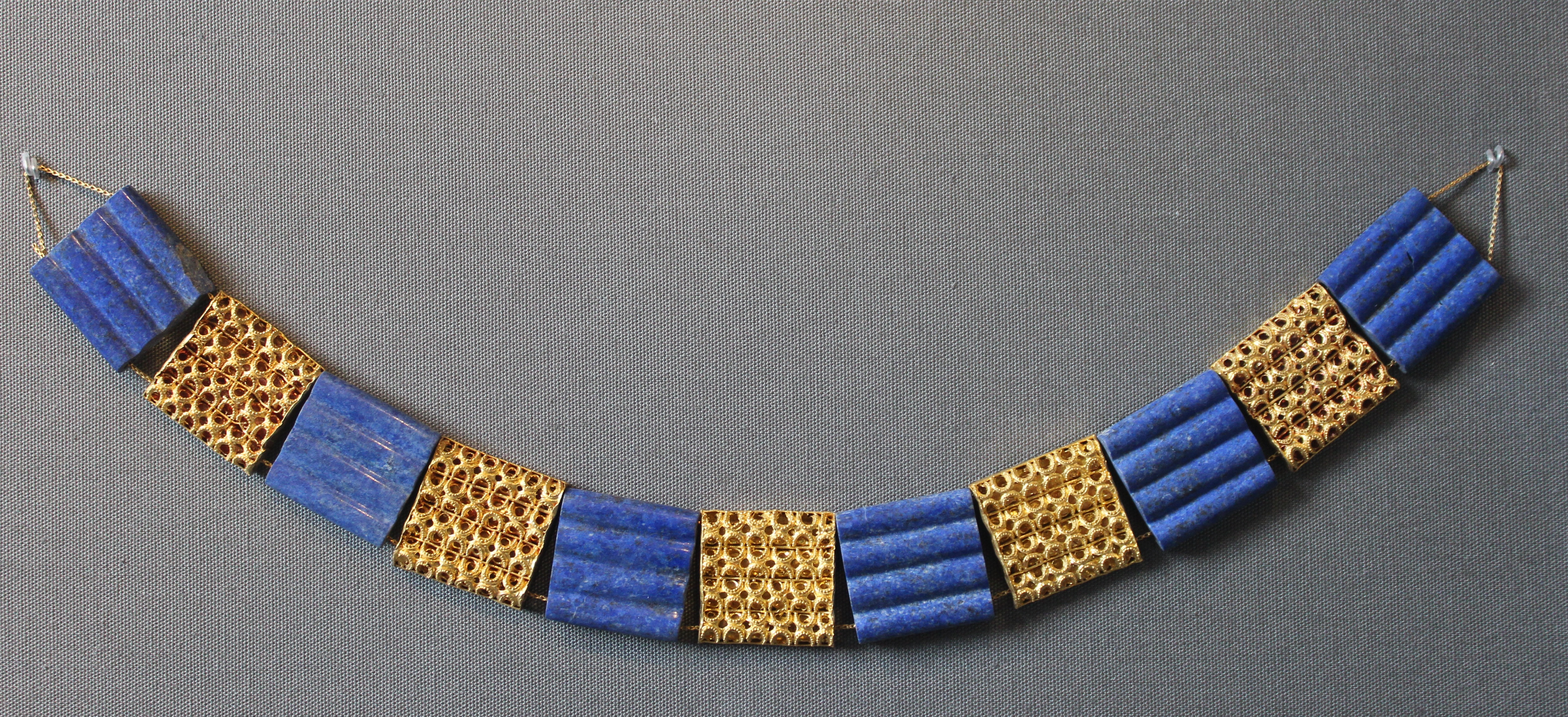
Ожерелье из золота и лазурита из захоронения № 45 Ашшура, XIV—XIII века до н. э., Музей Передней Азии (Берлин)

Среднеассирийское общество. Господствующее положение в среднеассирийском обществе занимали «великие» (крупные землевладельцы, купцы, жречество, служилая знать); они заседали в городском совете Ашшура, осуществляли там правосудие (в том числе на основе созданного ими кодекса «Среднеассирийских законов»); некоторые «великие» получали иммунитет, одаривались царём. Основную массу населения составляли мелкие производители, преимущественно свободные земледельцы-общинники. Низшую ступень общества занимали рабы; источниками рабства были многочисленные войны и внутренние процессы социального расслоения. Квалифицированные рабы-ремесленники часто использовались в царском хозяйстве, прочие пленники, наряду с попавшими в рабство коренными ассирийцами эксплуатировались в зажиточных усадьбах; законы разрешали членовредительство даже в отношении рабов-ассирийцев.
Рядовое население жило земледельческими общинами, состоявшими из больших семей, внутри которых имелись малые семьи. Общины обладали самоуправлением: их возглавляли старосты и местный советы «великих». Все общинники платили подати и повинности (в том числе работу на «дом царя», воинскую повинность); в ведении общин было также поддержание ирригации. Земли общинников находились в коллективной собственности всей общины, от других общин они отделялись «большой межой», а внутри (между большими семьями) — «малой межой» (по жребию); малые семьи получали свои наделы внутри больших семей. Помимо коллективной, в общинах развивалась частная собственность на землю, что приводило к концентрации земель в руках богатых владельцев, разорению общинников и разложению общин. Распространёнными формами установления зависимости были: «оживление» (предоставление пищи в голодный год), «усыновление», заём с высоким процентом под залог личности заёмщика или членов его семьи и самопродажа; попавшие в зависимость часто становились рабами.
Среднеассирийская семья была патриархальной — власть старшего мужчины была велика, положение женщины — приниженным. Брак имел характер купли-продажи; жена фактически не распоряжалась имуществом, не могла покинуть семью мужа даже в случае смерти последнего или жестокого обращения; Среднеассирийские законы сурово карали женщин за проступки, в то время как произвол мужа фактически поощрялся рядом статей. Наследование также происходило по мужской линии, обычай майората обуславливал передачу имущества старшему сыну.
Упадок Среднеассирийского царства. Внешнеполитические успехи и расцвет Ассирии конца XII — начала XI века до н. э. внезапно оборвались в условиях коллапса бронзового века: с территории Восточного Средиземноморья двинулись массы кочевников-арамеев (ахламеев), грандиозное передвижение которых сопровождалось оседанием в Ассирию (оказавшейся на их пути), созданием собственных царств и ассимиляцией местного населения. Нашествие арамеев несло разрушение хозяйственной системе страны, что вело к голоду, волнениям и глубокому кризису государства. В истории Ассирии наступил «Тёмный век»: страна пришла в полный упадок, количество местных письменных источников сократилось до минимума, о событиях последних десятилетий среднеассирийской эпохи практически ничего не известно.

## Начало железного века в Месопотамии
С началом 1-го тысячелетия до н. э. в Месопотамии наступил железный век. В истории Северной Месопотамии первая половина 1-го тысячелетия до н. э. известна как новоассирийский период, в истории Южной Месопотамии — нововавилонский период. Эта, заключительная эпоха истории Древней Месопотамии ознаменовалась появлением крупнейших государств Древности — «мировой» Ассирийской державы и Нововавилонского царства.

### Новоассирийский период

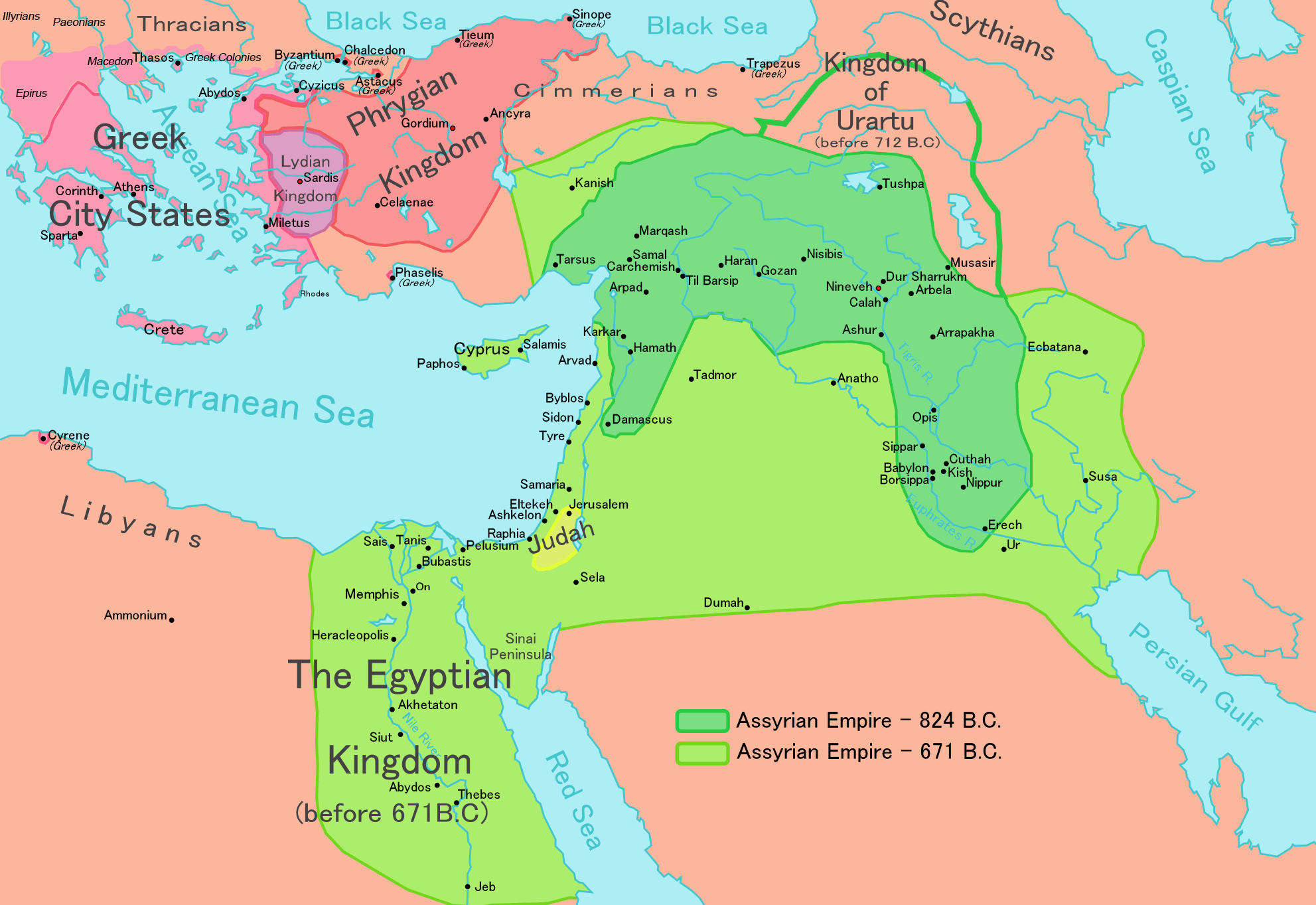
Максимальные границы Ассирии в эпоху второго (зелёный цвет) и третьего (салатовый цвет) возвышения

Новоассирийский период датируется X—VII веками до н. э.; с этим временем соотносятся клинописные документы на новоассирийском диалекте аккадского языка, происходящие с территории Ассирийского царства, в языке прослеживается заметное влияние арамейского.

#### Начало железного века. Второе возвышение Ассирии в IX веке
Второе возвышение Ассирии. До конца X века до н. э. Ассирия находилась в состоянии глубокого упадка, а её население подвергалось арамеизации; лишь с прекращением набегов арамеев и нарастанием тенденций стабилизации в регионе, началось возрождение ассирийской государственности. Освоение железа — распространённого, дешёвого и прочного материала (наступление железного века) и относительная близость Ассирии к родине его освоения (Анатолия) — давало ряд технологических преимуществ; внедрение железа в военное дело и благоприятная внешнеполитическая обстановка (многие соседи Ассирии оставались в состоянии упадка) способствовали второму возвышению Ассирии в IX веке до н. э. Столицей царства в правление Ашшурнацирапала II стал город Ка́льху (Нимруд), активно отстраиваемый в то время (дворец Ашшурнацирапала, Форт Салманасара и др.).

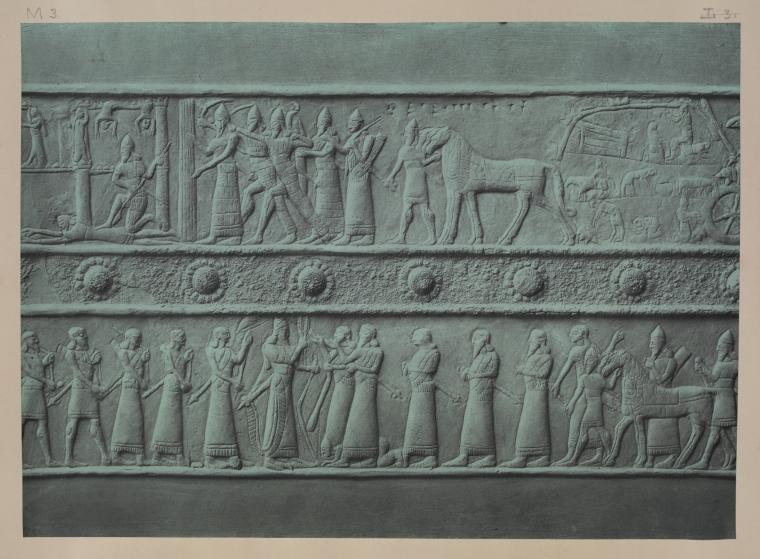
Деталь бронзовой оковки Балаватских ворот, изображающая сцену взятия Салманасаром III сирийского города Астамаку, IX век до н. э., Британский музей

Ассирийское войско состояло из двух основных частей — ополчения (комплектовалось по наместничествам) и воинов-колонистов (получали за службу участки — «земли лука»); вероятно с IX века до н. э. стала широко использоваться конница. Формирования ассирийского войска были самоэкипируемыми.

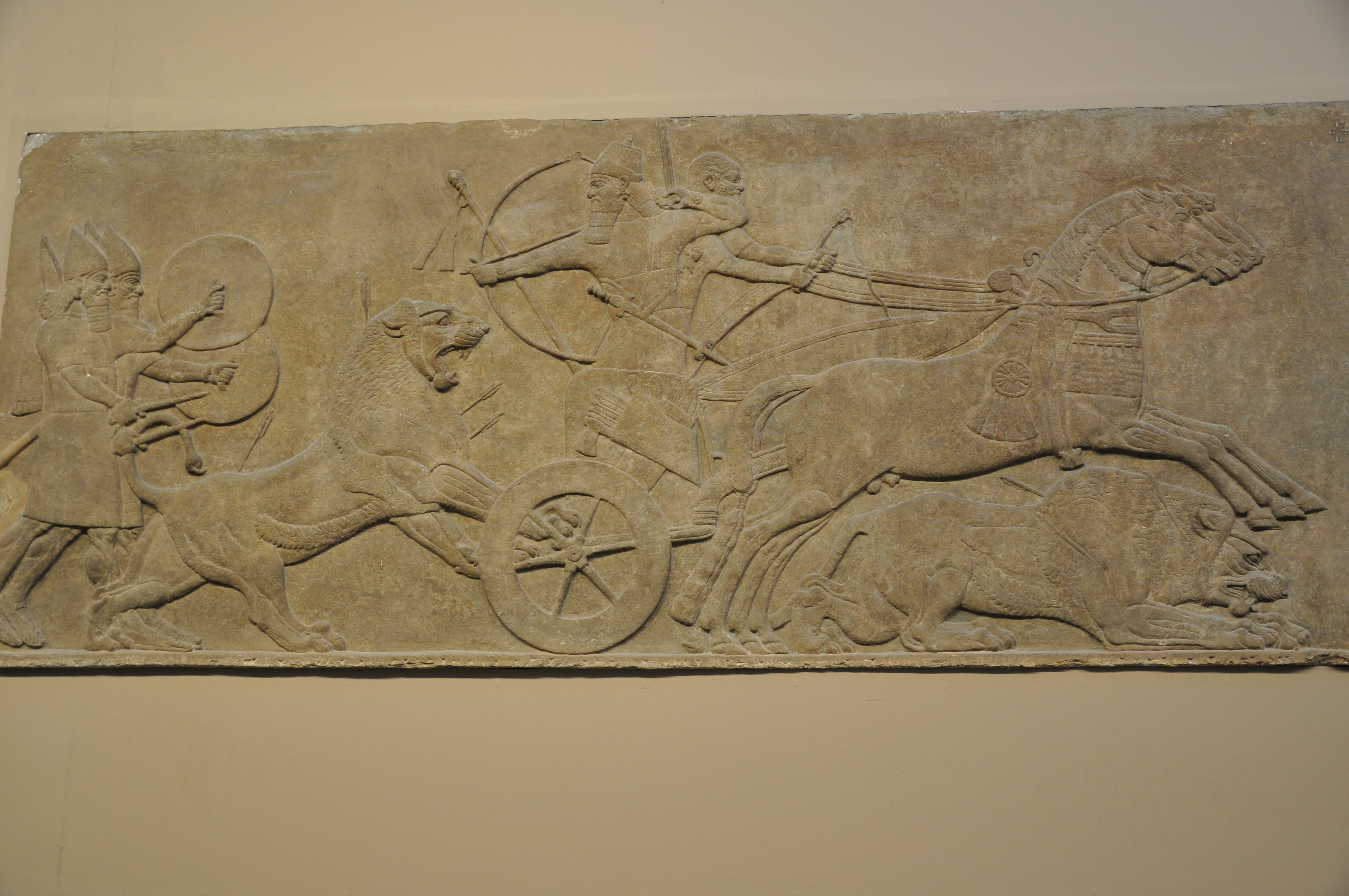
Ашшурнацирапал II охотится на львов. Рельеф из Северо-Западного дворца в Кальху (Нимруд), IX век до н. э., Британский музей

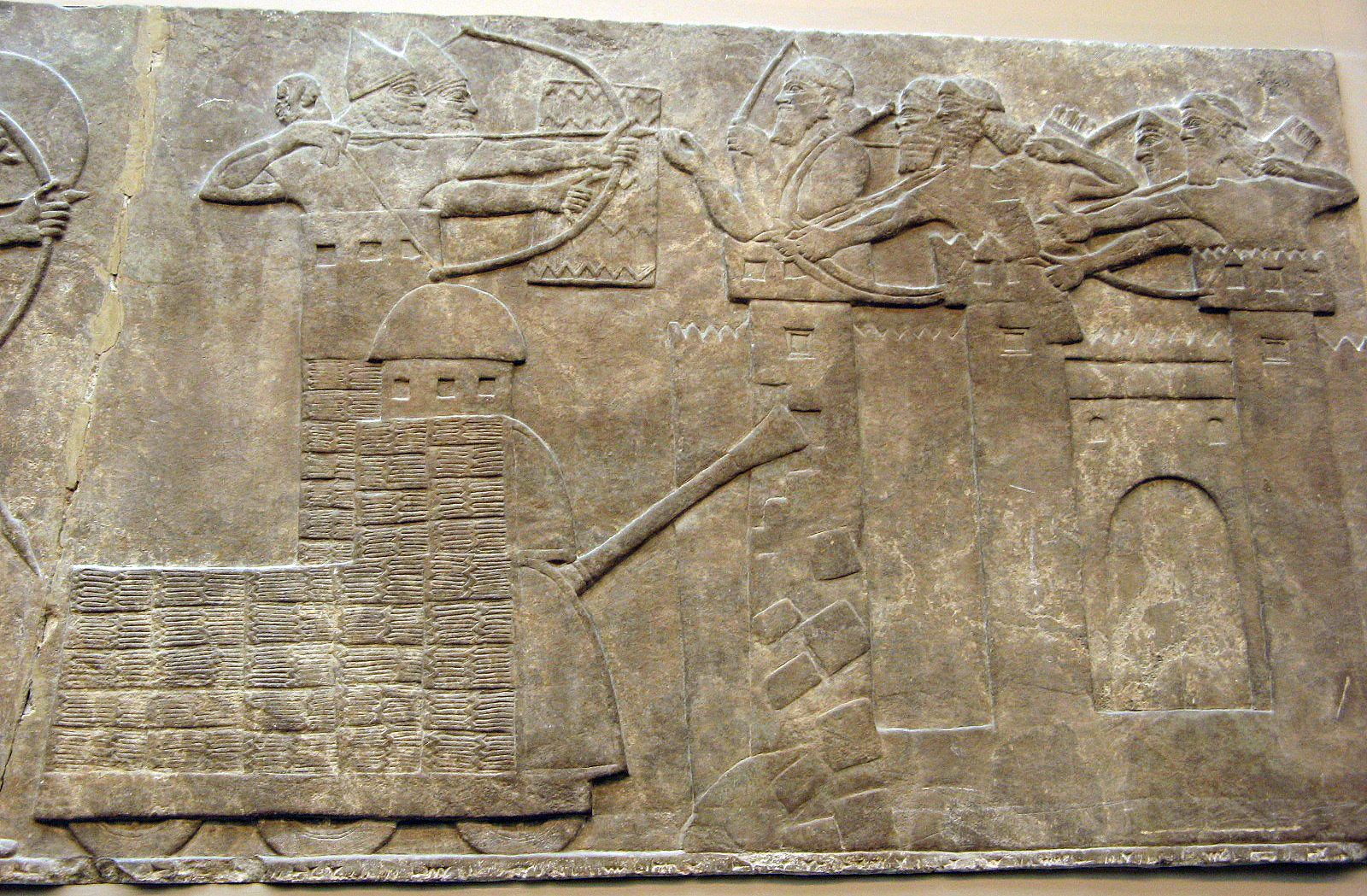
Ассирийцы штурмуют город. Рельеф из Северо-Западного дворца в Кальху (Нимруд), IX век до н. э., Британский музей

Завоевательная политика. Как и прежде, ассирийские завоевания осуществлялись в направлении торговых путей, с целью выгодного доступа к важнейшим ресурсам (дереву, металлам). Наиболее активные завоевания велись в правление Ашшурнацирапала II и Салманасара III; основным направлением было западное — в Восточное Средиземноморье, богатое ресурсами и торговыми городами. Ашшурнацирапа́л II (883—859 годы до н. э.) разгромил арамейские племена Северной Сирии, взял под контроль караванные пути через Сирийско-Месопотамскую степь, занял Каркемиш и привёл к покорности ряд правителей Сирии и Финикии выплативших ему дань; на севере царь успешно воевал с племенами наири, на востоке — нанёс ряд поражений мидийским племенам, на юге — захватил часть пограничных городов Вавилонии. Салманаса́р III (859—824 годы до н. э.) разгромил давнего противника Ассирии — арамейское княжество Бит-Адини (на Среднем Евфрате), после чего покорность ему выразили сиро-хеттские государства Северной Сирии и юго-востока Малой Азии. Сопротивление ассирийцам оказало могущественное Дамасское царство, поддерживаемое Египтом и ставшее центром антиассирийской коалиции; в последовавшей битве при Каркаре (853 год до н. э.) победа Салманасара III не была решающей; лишь в 840 году до н. э. после шестнадцати походов он разгромил вражеское войско и осадил Дамаск; в итоге Тир, Сидон и Израильское царство принесли дань Ассирии. На севере Салманасар III совершал походы в Урарту (первоначально успешные, но с укреплением этого государства — затяжные), на юге вмешивался во внутренние дела Вавилонии, на востоке воевал с мидийскими племенами.
Экономика. Основа экономики — богарное земледелие, торговля и ремесло. Успешные войны давали систематический приток ресурсов и рабов; на фоне относительно слабого хозяйственного потенциала самой Ассирии это формировало зависимость ассирийской экономики от завоеваний; однако ведение постоянных войн истощало страну.
Упадок. Многочисленные войны истощали страну, а экспансия молодого государства Урарту отрезала Ассирию от традиционного направления грабительских походов (северо-западного); кризисные тенденции усугубила череда стихийных бедствий (неурожай, эпидемии) усугубили кризисные тенденции. В конце IX — первой половине VIII века до н. э. Ассирия находилась в состоянии упадка, сопровождавшегося масштабными восстаниями низов (в Ашшуре, Аррапхе, Гузане), борьбой между группировками знати и дворцовыми переворотами. У власти оказывались могущественные временщики, прогрессировала раздача иммунитетных грамот, что вело к ослаблению центральной власти, сокращению доходов казны и сепаратизму.

#### Третье возвышение Ассирии в VIII—VII веке. Ассирийская «мировая» держава

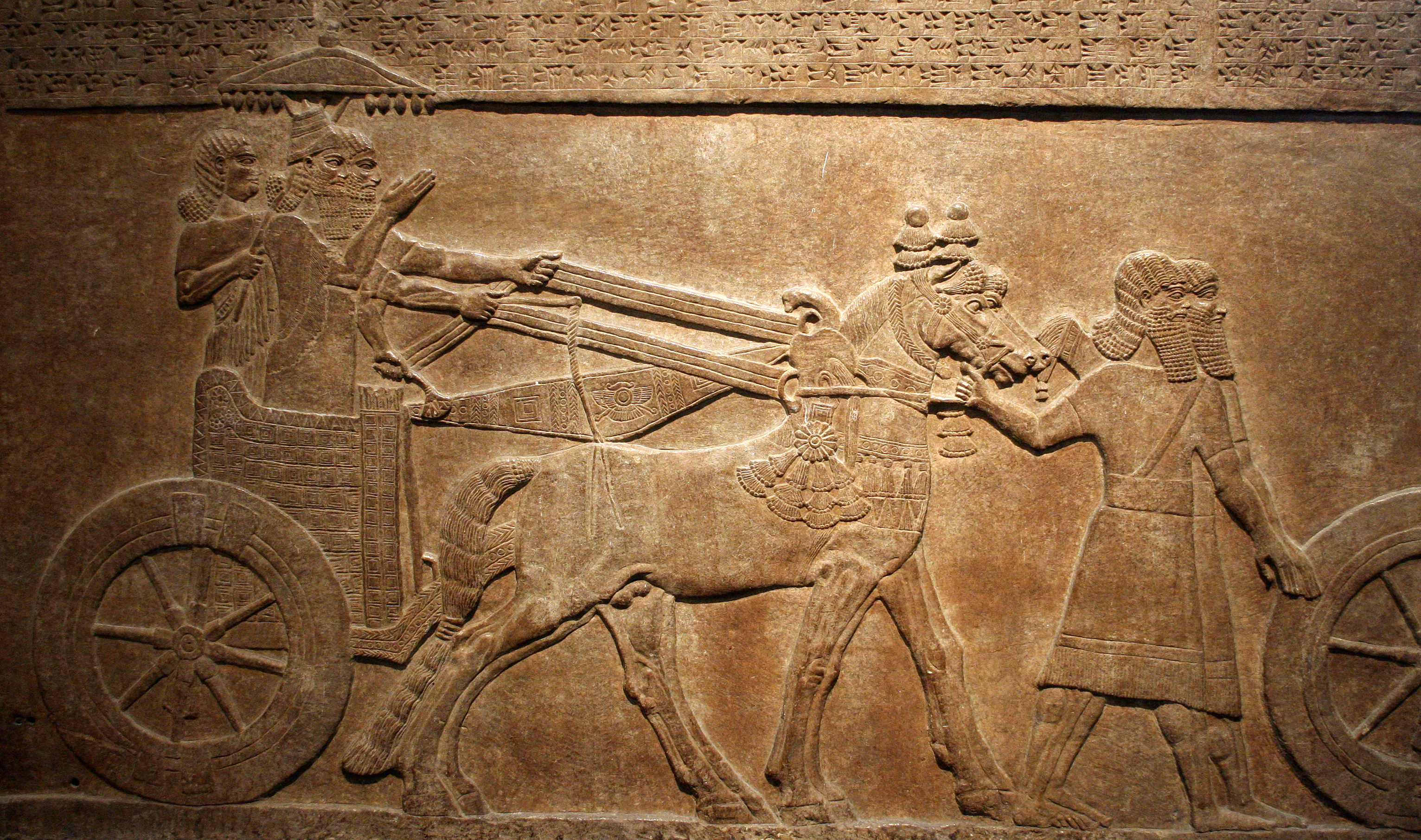
Тиглатпаласар III во время штурма сирийского города Астарту. Деталь рельефа из Центрального дворца в Кальху (Нимруд), VIII век до н. э., Британский музей

Реформы Тиглатпаласара III. В 746—745 годах до н. э., после поражения от Урарту, в Кальху вспыхнуло восстание, на волне которого к власти пришёл Тиглатпаласа́р III (745—727 годы до н. э.). Он провёл ряд реформ (административную, военную), способствовавших наивысшему, третьему возвышению Ассирии — превращению её в военную империю и первую «мировую» державу Древности (конец 40-х годов VIII века до н. э. — конец 40-х годов VII века до н. э.).

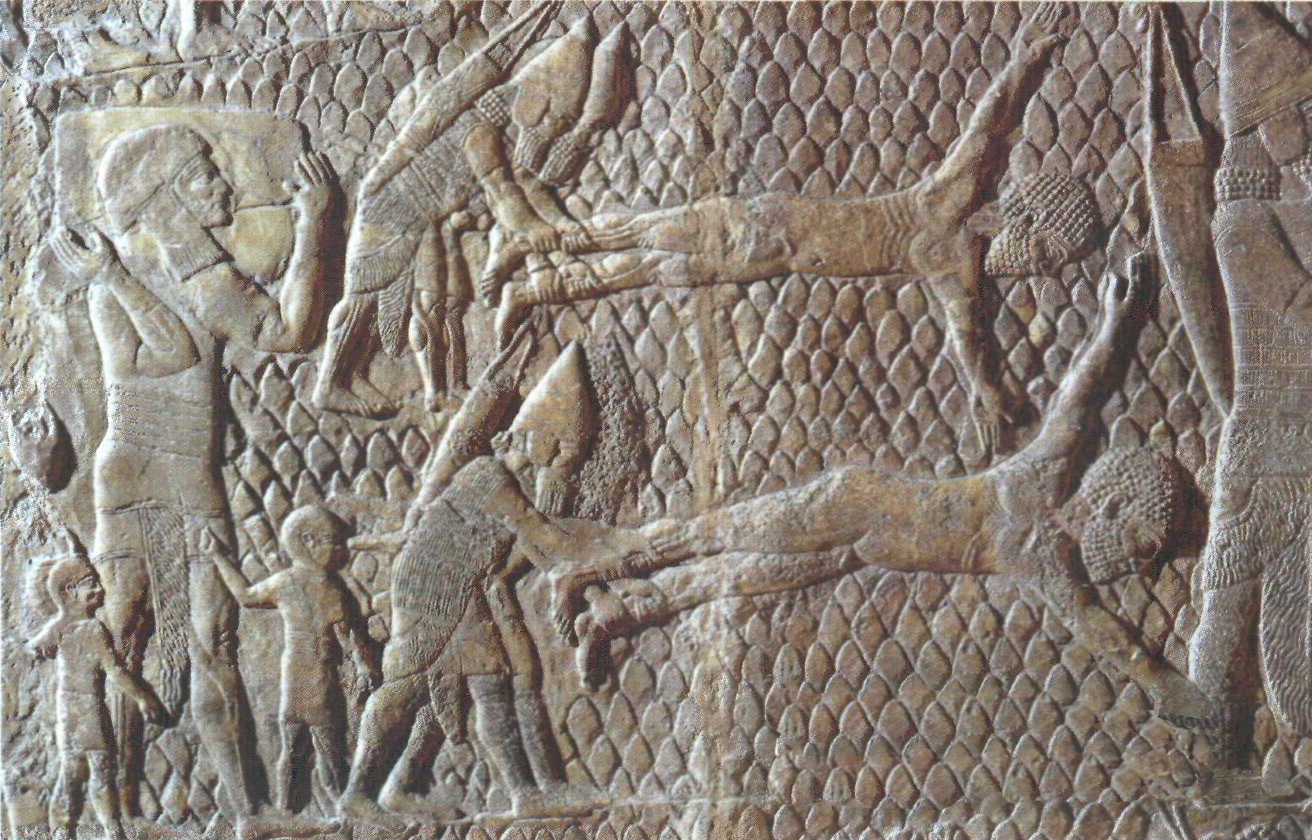
Сдирание кожи c мятежников

Ассирийская армия как инструмент завоеваний. Военной реформой Тиглатпаласара III вводилась регулярная армия на государственном обеспечении («царский полк»). Армия комплектовалась на основе рекрутского набора, обладала передовым и единообразным оснащением, высокой дисциплиной, делением по родам войск и умением разных родов взаимодействовать как единое целое, новейшими технологиями и методами военного дела, отлаженной системой снабжения и разведки. Впервые в истории человечества как отдельный род войск стала применяться кавалерия. Возглавлял армию главнокомандующий — турта́ну (аккад. turtānu, как правило — член царской семьи); непосредственное командование осуществляли областеначальники. Войско делилось на отряды по 10, 50, 100 и 1000 человек; подразделения имели собственные знамёна и штандарты; военнослужащие и чиновники приносили присягу. Вооружение делалось из железа (наступательное) и бронзы (оборонительное); воины носили ассирийский шлем, пластинчатый панцирь, поножи, иногда — сандалии, лошади иногда покрывались «бронёй» из войлока и кожи. Основу армии составляли: пехота (лёгкая и тяжёлая), кавалерия (лёгкая и тяжёлая) и колесницы; Ассирия превосходила соседей в доле тяжёлой пехоты, тяжёлой кавалерии и колесниц в войске. Помимо основных родов в состав армии входили инженерные и вспомогательные части. При осаде городов использовались военные машины (тараны) и инженерные сооружения (насыпи, подкопы и др.). Известно даже о применении ассирийцами боевых собак. Впервые использование получили разведка и тайная дипломатия, позволявшие осуществлять диверсионную деятельность на территории противника — вплоть до реализации сценариев дворцовых переворотов. Снабжение войска обеспечивалось возведением надлежащей инфраструктуры (мощёных дорог, мостов, понтонных переправ, арсеналов и др.); армия расквартировывалась в укреплённых лагерях, города и важные населённые пункты обладали развитой фортификацией. Общая численность ассирийского войска могла достигать 120 000 человек, что делало её одной из крупнейших армий Древнего мира. Прекрасная организация, оснащение и многочисленность ассирийской военной машины делали её необычайно эффективным инструментом завоевательной политики.

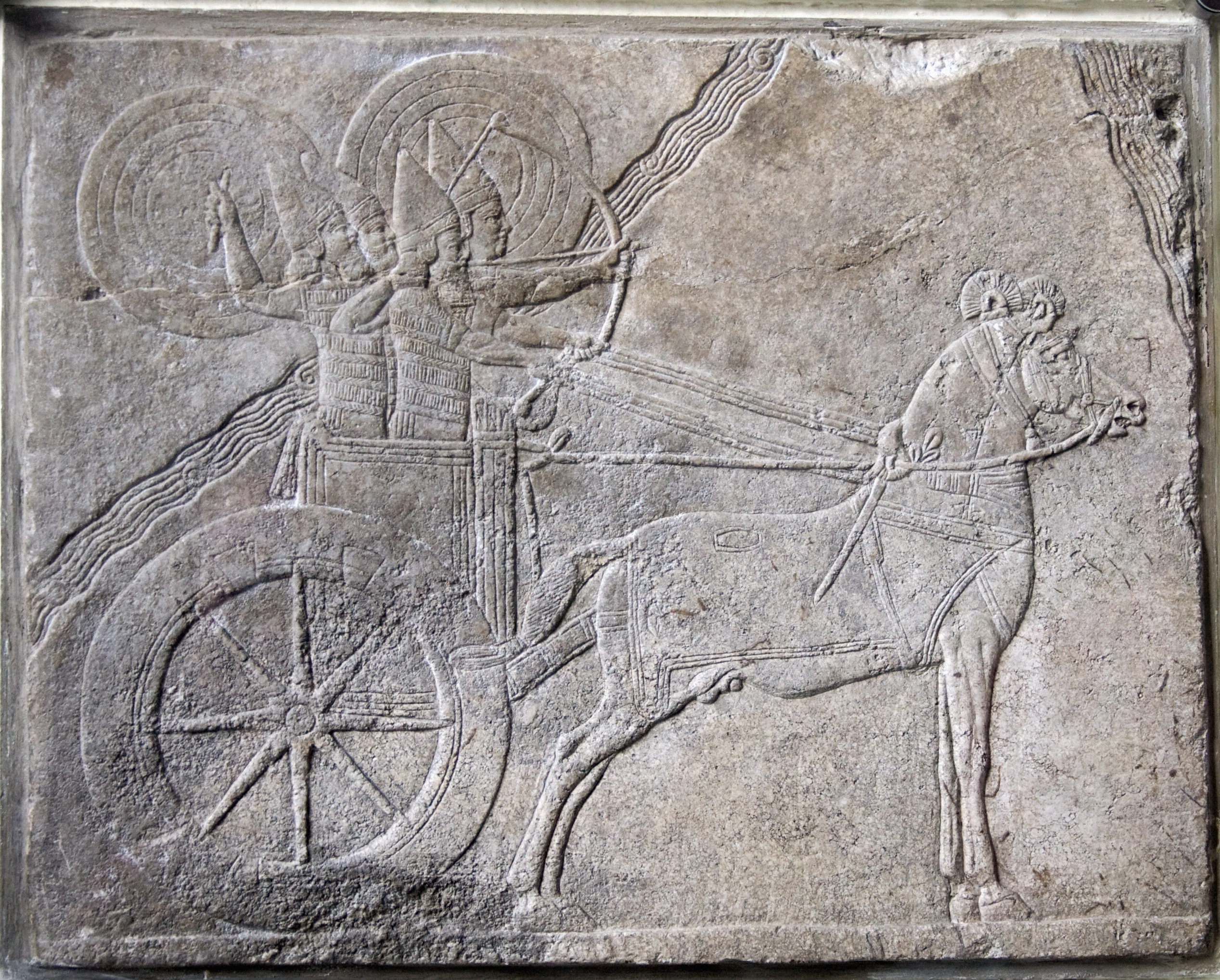
Ассирийская колесница с щитоносцами. Алебастровый рельеф из Ниневии, VII век до н. э., Пергамский музей

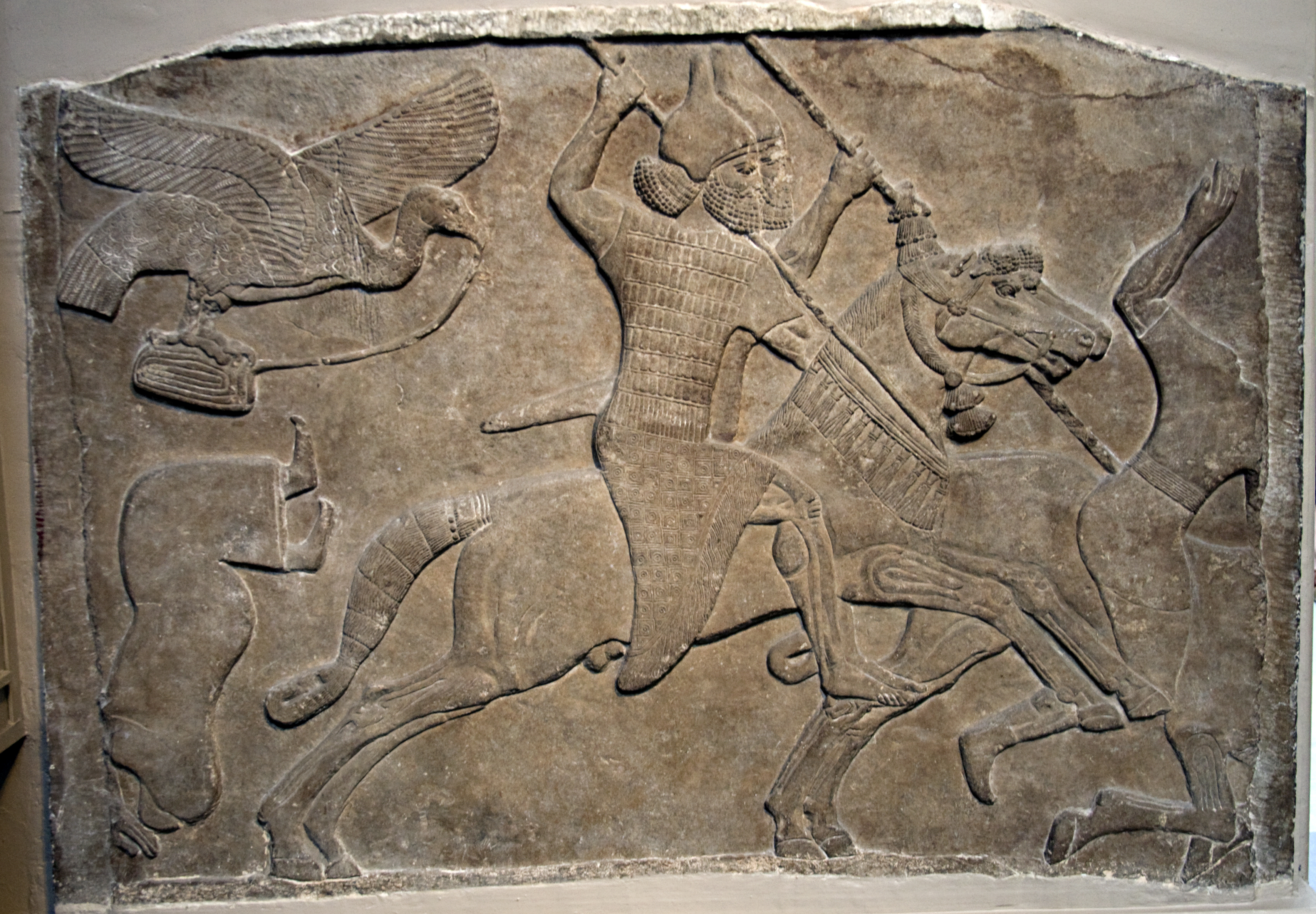
Ассирийские всадники в бою. Деталь рельефа из Центрального дворца в Кальху (Нимруд), VIII век до н. э., Британский музей

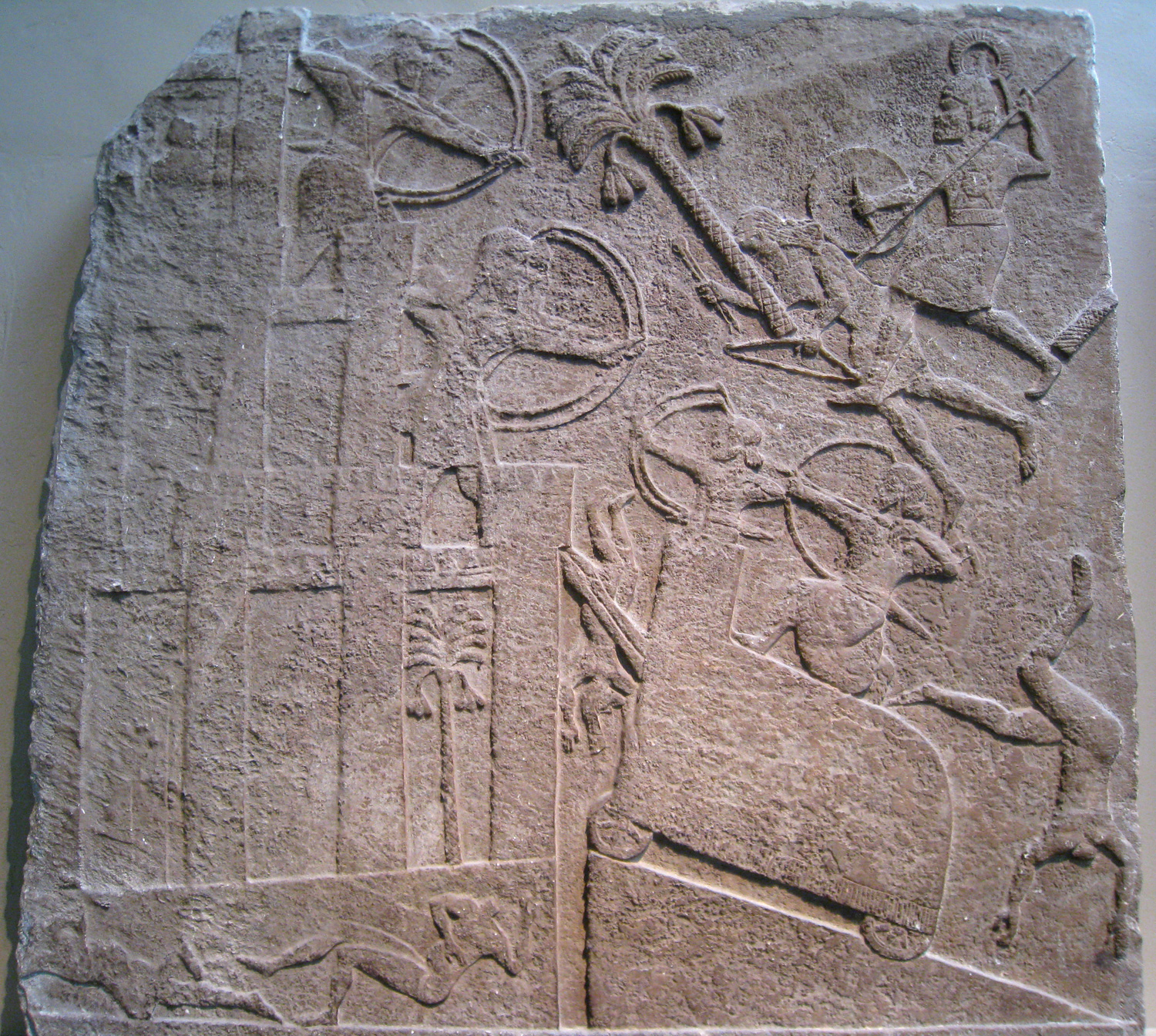
Ассирицы штурмуют город. Рельеф из Центрального дворца в Кальху (Нимруд), VIII век до н. э., Британский музей

Завоевательная политика. К концу правления Тиглатпаласа́ра III (745—727 годы до н. э.) Ассирия подчинила всю Месопотамию, часть Восточного Средиземноморья и Мидии. На западе была разгромлена коалиция северосирийских и малоазийских государств и совершены два похода против их союзника — Урарту; последовавшая новая антиассирийская коалиция Восточного Средиземноморья (Дамасское и Израильское царства, ряд прибрежных городов, государство Эдом и арабские княжества) также была разгромлена. На востоке Тиглатпаласар III присоединил ряд горных областей Мидии, на юге — победил и подчинил Вавилонию, где короновался как местный царь (вавилно-ассирийская уния). Сарго́н II (722—705 годы до н. э.) продолжил подчинение Восточного Средиземноморья, где уничтожил давнего противника — Израильское царство (его жители подверглись переселению), подчинил Каркемиш (в Северной Сирии) и разгромил силы южнопалестинских городов (Аскалон и Ашдод), где Ассирия пришла в прямое столкновение с Египтом. На севере Саргон нанёс жестокое поражение Урарту (используя нападение киммерийцев на это царство), на востоке — подчинил новые земли Мидии, на юге — боролся с племенами халдеев, оспаривавших ассирийскую власть над Вавилонией. В конце царствования Саргон II вёл трудные войны с племенами мушков и киммерийцев. При Синаххери́бе (705—681 годы до н. э.) Ассирия увязала в трудной борьбе с сопротивлявшейся Вавилонией, где важной военной силой были халдеи; неоднократные победы Синаххериба не ослабляли местный сепаратизм, пока в 689 году до н. э. царь не приказал полностью разрушить Вавилон, что также имело негативные последствия для ассирийского господства. Синаххериб совершил поход в Восточное Средиземноморье, где захватил ряд областей и подчинил Иудейское царство; назревшая война с Египтом был отложена из-за внутренних проблем. Асархаддо́н (681—669 годы до н. э.) стабилизировал положение в стране, восстановил город Вавилон и автономное царство и стал готовиться к войне с Египтом (первый поход Асархаддона был неудачным). Для обеспечения безопасности тыла были совершены походы против киммерийцев и в Мидию (с целью укрепления ассирийской власти там), разгромлена Шуприя (укрывавшая разбойников — беглецов из Ассирии), подавлено восстание в Сидоне, подчинён Кипр и часть арабских племён. В 671 году до н. э. ассирийское войско вошло в Египет и через 15 дней взяло Мемфис; войско фараона Тахарки было разгромлено, а сам он бежал в Нубию. Последние завоевания были сделаны
Ашшурбанапа́лом (668 — ок. 631 года до н. э.), власть которого признали правители Лидии, некоторых царств Киликии и Урарту; Ашшурбанапал подчинил ряд арабских племён и княжеств Сирийско-Месопотамской степи и Северной Аравии, а также разгромил Элам и установил над ним контроль. Достигнув пика могущества, Ассирия стала первой «мировой» империей в истории человечества: она подчинила все крупные государства в прилегающей части цивилизованного мира и добилась полного господства на Ближнем Востоке (Pax Assyriaca).
Система управления. Ассирийское царство являлось древневосточной деспотией: власть царя была неограниченной и санкционированной богами, её опорой служили армия и разветвлённый бюрократический аппарат, а идеологическое обоснование было связано с культом верховного бога А́шшура. Административная реформа Тиглатпаласара III разукрупняла наместничества, которые возглавили областеначальники с ограниченными функциями; в их обязанности входили: сбор налогов, организация выполнения повинностей, набор войска и командование им. С расширением территорий Тиглатпаласар III начал вводить систему провинций, которые были лишены самостоятельности и возглавлялись наместниками, назначаемыми царём. Сохранялись базовые территориальные единицы — общины-а́лумы, к которым относились оседлые поселения, города. Крупнейшие города, храмы и придворные освобождались от налогов иммунитетными грамотами; остальная часть населения Ассирии платило подати и выполняла повинности. К основной части страны примыкали зависимые царства-данники (Финикия, Иудея, Табал, Эдом, Моав, Манна); на окраине политического контроля располагались вассальные царства (Лидия, Урарту, Мидия, Элам, ряд княжеств Северной Аравии); на особом положении находились Вавилония и Египет. При Тиглатпаласаре III в отношении покорённых народов стала массово применяться политика переселения — наса́ху. Столица Ассирии менялась: изначально ею был Ка́льху, при Саргоне II — выстроенный им Дур-Шарруки́н (аккад. Dūr-Šarrukīn: «Крепость Саргона»), начиная с Синаххериба — Нине́ви́я.
Экономика и общество. Экономика Ассирии в эпоху третьего возвышения переживала бурный рост: развивались города, технологии, культура (дворцы и храмы, библиотека Ашшурбанапала и др.). Значительную часть доходов приносили войны, которые давали приток богатств и пленных; эта зависимость порождала паразитические черты экономики и диспропорции в её структуре. Хозяйственный потенциал самой Ассирии был сравнительно слаб, а его основа подрывалась длительным отстранением рядовых воинов (простых общинников) от земледелия, их гибелью в походах. Военная добыча распределялась неравномерно: большинство доставалось верхушке общества, представители которой зачастую приобретали земли общинников в частную собственность. Это вело к разложению общины (основы ассирийского общества), потере её членами земли, жилья и свободы, приближению обнищавших жителей к состоянию полусвободных и рабов. Прогрессировавшее социальное расслоение усиливало напряжённость в обществе, что выливалось в массовые волнения и бегство общинников в соседние регионы (в частности, в Шуприю), где они становились разбойниками. Противоречия были характерны и для правящего класса (традиционная борьба между придворными группами, тенденция к сепаратизму и т. д.).

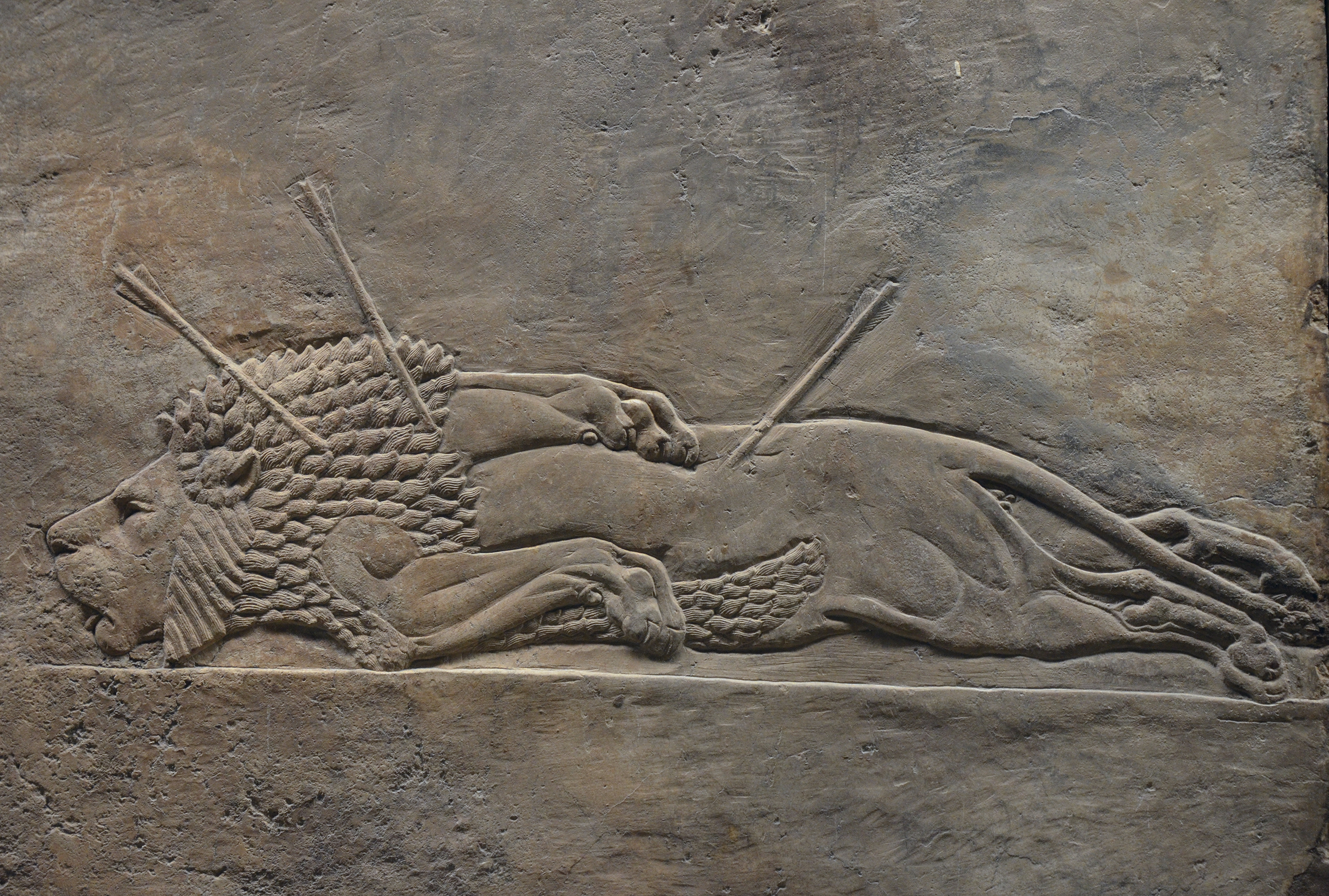
Умирающий лев — алебастровый рельеф из Северного дворца в Ниневии, VII век до н. э., Британский музей

Центробежные тенденции существовали на протяжении всего периода третьего возвышения, однако сдерживались военной силой и демонстративным террором. С постепенной утратой военного преимущества и нарастанием внутренних противоречий они возобладали, что привело к отпадению от Ассирии ряда территорий. Ещё в правление Асархаддона восстал Египет, к которому присоединились царства Восточного Средиземноморья (Иудея, Моав, Эдом, Аммон); мятеж был подавлен Ашшурбанапалом, который также подавил восстание в Мидии. Около 655 года до н. э. Египет вновь поднял мятеж и окончательно отпал от Ассирии. В 652 году восстала Вавилония (где в рамках унии правил брат царя — Шамаш-шум-укин); мятеж поддержал Элам, халдеи, арамеи, арабы, провинции Сирии и Финкии, а также Лидия, Египет и Мидия. Несмотря на масштабность, Ашшурбанапал разными путями подавил и это восстание, продолжив завоевания — последние в истории Ассирии. После смерти Ашшурбанапала обострилась междоусобная борьба, одновременно Ассирия отбивала масштабные вторжения скифов, мидийцев и арабов. Пользуясь этими трудностями независимость обрела Вавилония; другим опасным врагом стала Мидия, освободившаяся от власти скифов; оба государства вели войну против Ассирии.

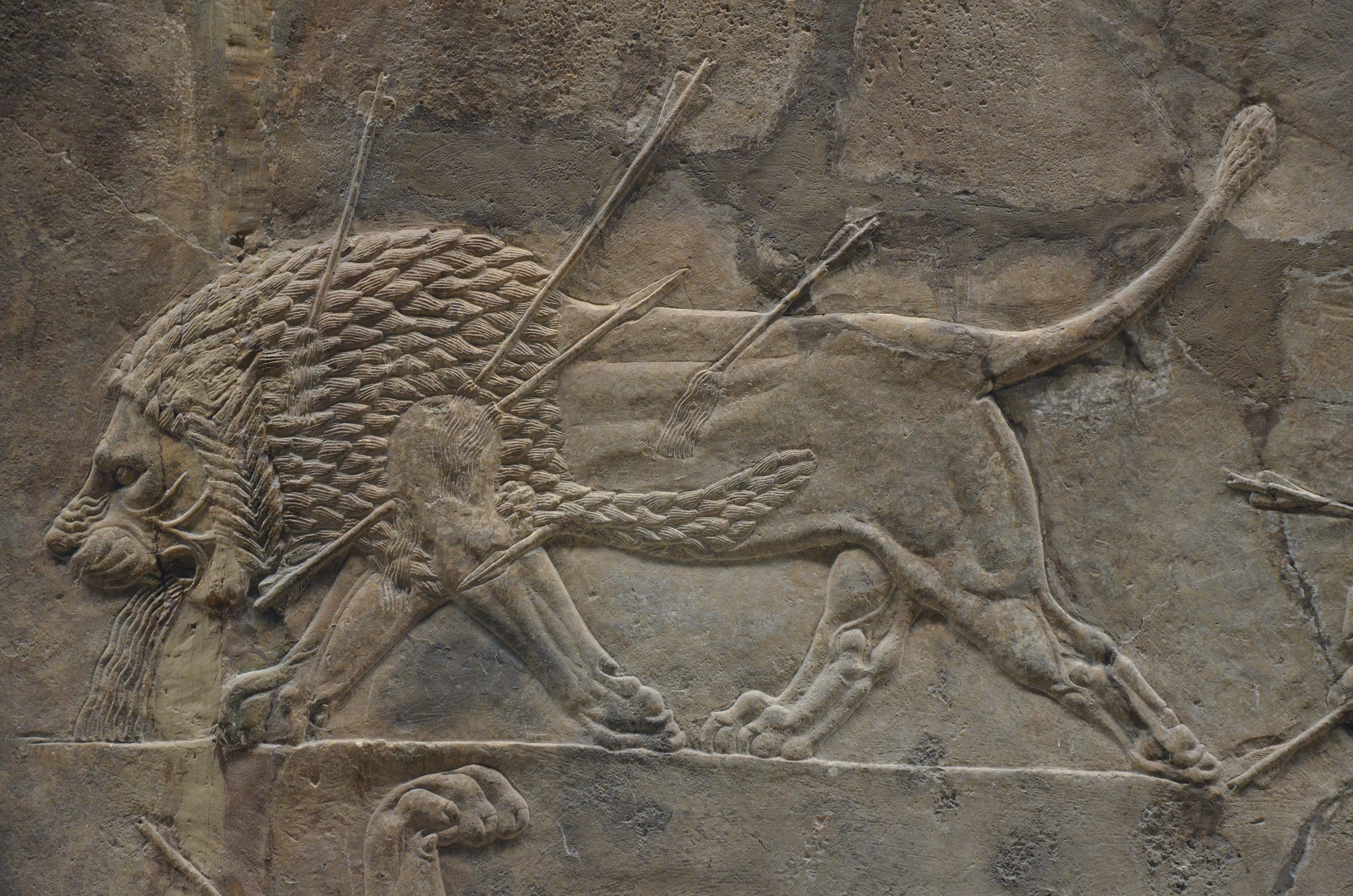
Умирающий лев — алебастровый рельеф из Северного дворца в Ниневии, VII век до н. э., Британский музей

Гибель Ассирии. В 20-е годы VII века до н. э. Ассирия боролась со внутренними смутами, одновременно отражая масштабные вторжения соседних племён (скифов, мидийцев, арабов); главными врагами царства стали Вавилония и Мидия, заключившие между собой союз. Терпя поражение от основных частей ассирийской армии, они перешли к тактике внезапных рейдов вглубь страны, нанося ущерб её экономике и истребляя население. В 614 году до н. э. мидийцы застали врасплох Ашшур, который был полностью разрушен, а население — вырезано. В 612 году до н. э. объединённые силы мидийцев и вавилонян осадили столицу — Ниневию; через три месяца город пал, был разрушен, а население истреблено. Враги подвергли Ассирию массовому опустошению, а участь Ниневии разделили другие крупные города (Кальху, Дур-Шаррукин, Арбелы и др.). Остатки ассирийской армии отступили на северо-запад и укрепились в Харране, активно продолжая вести войну. Ценой существенных потерь в решающей битве при Харране (609 год до н. э.) объединённые силы трёх великих держав — Мидии, Вавилона и Египта, окончательно разгромили Ассирийское царство. Его коренная территория перешла к Мидии, города погибли, а остатки населения подверглись арамеизации.

### Нововавилонский период
Нововавилонский период датируется X—VI веками до н. э.; с этим временем соотносятся клинописные документы на нововавилонском и поздневавилонском диалектах аккадского языка, грань между которыми была нечёткой. Зачастую под нововавилонским периодом понимают лишь эпоху существования Нововавилонской державы (VII—VI века до н. э.); в указанное время доминировали уже поздневавилонские языковые формы, испытавшие сильное влияние арамейского языка.

#### Упадок Вавилонии. Ассиро-вавилонский период

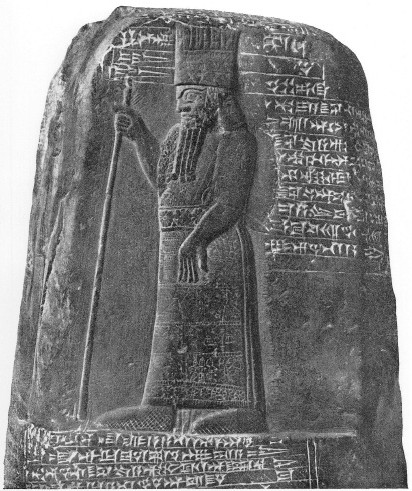
Изображение одного из вавилонских царей X века до н. э. (Набу-мукин-апли), Британский музей

Упадок Вавилонии в начале 1-го тысячелетия до н. э.. Коллапс бронзового века нанёс тяжелейший удар Вавилонии, погрузив её в состояние затяжного упадка (иногда именуемого вавилонскими «Тёмными веками»). Страна страдала от набегов арамеев, а с IX века до н. э. их отдельной ветви — халде́ев. Обосновавшись в Приморье (в дальнейшем — Халде́я), последние овладели значительной частью страны; север Вавилонии между тем захватила Ассирия. В конце IX — первой половине VIII века в Вавилонии сменилось несколько династий (V, VI, VII, VIII), однако государственность переживала деградацию, экономика — упадок, а общество — потрясения. Большинство вавилонян подверглось арамеизации; по этой причине всех жителей Вавилонии со временем стали именовать халдеями. В условиях политического хаоса часть населения поддерживала халдейских вождей, а другая часть — Ассирию, в армии которой она видела залог стабильности. Во второй половине VIII века до н. э. к власти пришёл вавилонянин Набонаса́р (747—734 год до н. э.), который оттеснил халдеев, частично стабилизировал страну и провёл календарную реформу (Эра Набонасара); борьба с халдеями, однако, продолжалась.
Уния с Ассирией. В 745 году ассирийский царь Тиглатпаласар III оказал поддержку Вавилонии: громя халдейские племена и массово выселяя пленных в Ассирию, он дошёл до Персидского залива, где вожди Приморья выразили ему покорность. С этого времени Вавилония перешла под покровительство Ассирии. После смерти Набонасара и захвата халдеями Вавилона, страна вновь стала погружаться в анархию, что вызвало очередной поход Тиглатпаласара III; в 729 год до н. э. он занял Вавилон и короновался там как царь местной IX династии: так было положено начало ассиро-вавилонской унии. Главной антиассирийской силой в стране оставались халдеи, в дела страны также вмешивался Элам. В 722 году до н. э. Ма́рдук-а́пла-идди́н II (722—710 год до н. э.), вождь племени Бит-Якин, захватил Вавилон и заключил союз с Эламом; в 720 году до н. э., эламиты разбили ассирийцев у крепости Дер и Вавилония обрела независимость. Лишь спустя десять лет Саргон II восстановил ассирийское господство, разгромив халдеев и их союзников; однако бежавший в Приморье Мардук-апла-иддин II создал новую коалицию (халдеи, Иудейское царство, Тир, Арвад, Аскалон, Элам) и в 703 году до н. э. вновь занял Вавилон (703—701 год до н. э.). Ассирийский царь Синаххериб окончательно разбил Мардук-апла-иддина II, но не принял вавилонского титула, а передавал его своим ставленникам (включая сына Ашшур-надин-шуми, впоследствии погибшего), поочерёдно свергаемых халдеями. В 693 году дo н. э. Вавилон занял Мушезиб-Ма́рдук (693—689 год до н. э.), вождь племени Бит-Даккури, который создал новую антиассирийскую коалицию (хадеи, Элам, арамеи и древнеиранские племена Загроса); в последовавшей битве при Халуле (691 год до н. э.) ассирийцы понесли большие потери и остановили наступление.
Разрушение Вавилона Синаххерибом. В 690 году до н. э. халдейскую Вавилонию оставил главный союзник — Элам; пользуясь этим, Синаххериб вновь двинул войска на юг и на этот раз осадил Вавилон. Осада длилась более 15 месяцев, в 689 году до н. э. город пал; Мушезиб-Мардук попал в плен вместе с семьёй и придворными. Мстя за предательство вавилонян и смерть сына, Синаххериб приказал выселить жителей города, полностью разрушить Вавилон и затопить его водами Евфрата. Статуи богов и богатства Вавилона были вывезены в Ассирию, Вавилонское царство было ликвидировано, став рядовой провинцией, а само место где стоял священный город было проклято на 70 лет.
Второе Вавилонское царство. Разрушение Вавилона серьёзно подорвало ассирийское господство в стране; новый царь, Асархаддон, был вынужден пойти на беспрецедентный шаг — восстановление погибшего города. В 679—678 году до н. э. Вавилон был отстроен с необычайной пышностью, в него были возвращены уцелевшие прежние жители и включены новые (в том числе халдеи). Асархаддон воссоздал вассальное царство (в историографии оно известно как Нововавилонское или Второе Вавилонское царство) и назначил там наследником своего сына Шамашшумуки́на (668—648 год до н. э.). После смерти Асархаддона Шамаш-шум-укин заключил тайный союз с Эламом, арамеями, халдеями, арабами и поднял восстание против царя Ашшурбанапала (652 год до н. э.). Ассирийский царь организовал дворцовый переворот в Эламе и блокировал войска мятежников; при этом ряд городов Вавилонии сохранили ему лояльность. Длительная и ожесточённая осада Вавилона (650—648 год до н. э.) закончилась взятием города, самоубийством Шамашшумукина в огне дворца и казнью мятежников; царём Вавилона стал некий Кандалану (648—627 год до н. э.). После смерти Ашшурбанапала в Ассирии разразился глубокий кризис, вызванный усобицами и массовыми вторжениями соседних племён. В этих условиях, со смертью Кандалану, вавилоняне вообще отказались от признания какого-либо царя (627 год до н. э.); в том же году мятеж поднял наместник Приморья Набопаласа́р — халдей из племени Бит-Даккури. В 626 году до н. э. он принял царский титул и тожественно вступил в Вавилон, где стал основателем местной X (Халдейской) династии (626—539 год до н. э.).

#### Нововавилонское царство

Нововавилонская держава

Нововавилонское или Второе Вавилонское царство (также Халдейская держава) образовалось как воссозданное вассальное государство Ассирийской державы. Под руководством X (Халдейской) династии (626—539 год до н. э.) оно обрело независимость, захватило значительную часть владений Ассирии и стало новой великой державой Западной Азии (VII—VI век до н. э.). Достигнув расцвета в правление Навуходоносора II, халдейская Вавилония оставила глубокий след в библейской традиции, послужив основой эсхатологического образа Вавилона.
Политическая история. После смерти царя Кандалану, подчинявшегося Ассирии, Вавилония восстала и приняла своим царём мятежного наместника Приморья Набопаласа́ра (626—605 годы до н. э.), основателя новой — X (Халдейской) династии. Основная часть его правления прошла в войне за независимость, которая закончилась разгромом Ассирии при Ниневии (612 год до н. э.) и Харране (609 год до н. э.). Под власть халдейской Вавилонии перешла основная часть Месопотамии. Претензии на Восточное Средиземноморье привели к столкновению с саисским Египтом, войска которого были разгромлены при Каркемише (605 год до н. э.), после чего вавилоняне овладели Сирией и Палестиной. Навуходоно́сор II (605—562 годы до н. э.) закрепил власть Халдейской державы над Восточным Средиземноморьем, присоединил часть Северной Аравии и укрепил границы с Мидией. Главным противником Вавилона оставался Египет, поддерживаемый Лидией; попытка вторжения в Египет оказалась безуспешной. При подстрекательстве Египта восставали города и области Восточного Средиземноморья (особенно упорно — Иудея), что в конечном счёте привело к масштабной войне: Египет захватил Газу, Тир и Сидон, лидийцы вторглись в Сирию, восстали Дамаск, Иудея и другие города и царства. Навуходоносор II разбил египтян на суше и поочерёдно разгромил восставшие города и царства (последним, после 13-летней осады сдался Тир); Египет заключил мир и вернулся к прежним границам. Набони́д (556—539 годы до н. э.) присоединил важнейшие караванные пути и территории Северной Аравии вплоть до города Ятриб (Медина) и готовился к назревавшей войне с Мидией. В его правление развернулась масштабная борьба со жречеством Бэла-Мардука, недовольным выдвижением верховного культа Сина (фактически — верховного арамейского божества). Перенеся столицу в Тейму (Тему), Набонид не появлялся в Вавилоне, поручив его управление сыну Валтасару (Бел-шар-уцуру). Жречество капитулировало и Набонид вернулся, однако конец его правления прошёл в неудачной войне с Персией, закончившейся падением Вавилона.
Система управления. Во главе государства стоял царь (аккад. šar), опиравшийся на бюрократический аппарат и обширный фонд земель. Большинство царей было халдеями по происхождению, халдейская знать были частью вавилонской верхушки, постепенно смешиваясь с ней. Идеологическое обоснование царской власти было связано с культом Бэла (аккад. Bēl «Господь» — эпитет Мардука) и сильно зависело от вавилонского жречества: каждый праздник нового года (аккад. akītu) царь «получал царственность» из рук статуи Бэла-Мардука. Коренную часть Нововавилонской державы охватывала система провинций и племенных областей с различной степенью автономии; система управления прочими владениями неясна. На низовом уровне сохранялись городские общины, созывавшие народные собрания (обычно при храме) — преимущественно по судебным вопросам. Покорённые народы подвергались политике переселения (наиболее известен вавилонский плен иудеев). Основу армии составляла лёгкая пехота (преимущественно лучники), упоминаются также кавалерия и колесницы. Войско делилось по родам на отряды (аккад. ešertu), во главе с командирами, которые подчинялось военачальнику (аккад. rab qašti, как правило — высший сановник местной власти). Во время войны особый чиновник (аккад. dēkû) объявлял мобилизацию, созывая военачальников с их отрядами. Значительную часть армии составляло ополчение: население городов несло воинскую повинность; на царских землях работали воины-колонисты; часть войска снаряжалось храмовыми хозяйствами. Известно о греческих наёмниках в армии Навуходоносора II. Вспомогательную роль могли иметь отряды союзных или зависимых племён.
Экономика. Основой экономики было сельское хозяйство (в коренной части страны — ирригационное земледелие); для нужд орошения при Навуходоносоре II было создано крупное водохранилище («море») в районе Сиппара, откуда на сотни километров расходились каналы. Основными производителями были свободные земледельцы и арендаторы; рабский труд имел второстепенное значение. Крупнейшими землевладельцы — храмы, члены царской семьи, высшие сановники и крупные торговцы; землю и воду из каналов сдавали в аренду мелким земледельцам. Из-за дороговизны земли выгоднее было заниматься садоводством, чем полеводством. Основным социально-экономическим институтом оставался храм; царские хозяйства играли второстепенную роль. Храмам население платило десятину и другие подати; храмы сдавали землю в аренду, использовали труд рабов, занимались ростовщичеством и т. д. Развивалось ремесло; большинство ремесленников было свободными, часть — рабами, обученными у мастера по контракту; ремесленная продукция часто изготавливалась под заказ. В сфере обмена важную роль играли торговые дома, крупнейший из которых — дом Эгиби (VIII—V век до н. э.) осуществлял торговлю имуществом, банковские операции (кредитование, хранение вкладов, выдача векселей, страхование и др.), инвестиции, организацию международной торговли (преимущественно с Эламом, Мидией). В качестве денег использовался лом серебра. Расположение халдейской Вавилонии обусловило её посредническую роль в международной торговле; основными торговыми партнёрами были: Египет, Сирия, Элам и Малая Азия, откуда ввозили железо, медь, олово, строительный лес, вино и квасцы; Вавилония экспортировала хлеб, шерстяные ткани и одежду. Торговля с Египтом стала сухопутной — через караванные пути Северной Аравии; прежняя морская торговля через город Ур стала невозможной из-за изменения русла Евфрата.
Общество. Основу общества составляли полноправные свободные граждане (государственные и храмовые чиновники, жрецы, купцы, ремесленники и землевладельцами), которые жили в городах, считались равноправными, участвовали в местных народных собраниях и культовых церемониях, пользовались общинной землёй в пределах окружавшей город сельскохозяйственной округи. В этническом отношении вавилоняне постепенно смешивались с халдеями, от которых заимствовали более простой арамейский язык (аккадский сохранял статус государственного); халдеи между тем растворялись в вавилонской культурной среде. Особую категорию населения составляли чужеземцы: они были свободны, но не имели гражданских прав (участия в народном собрании и других). Зависимое (полусвободное) население не имело земли и работало в царских, храмовых и частных хозяйствах; эти люди не считались рабами, их нельзя было продавать. Рабы составляли значительный слой общества: они работали в храмовых, царских и частных хозяйствах; зажиточная семья владела в среднем 3—5 рабами. Рабы считались собственностью и не имели никаких прав, однако нередко получали пекулий (деньги, скот, поля, дома и др.), за который уплачивали оброк. Длительное существование вавилонского общества породило причудливые формы зависимости: известны рабы, владевшие собственными рабами, домами и значительным имуществом, имевшие право судиться между собой и даже со свободными гражданами (кроме хозяев). Долговое рабство практически исчезло: кредитор мог лишь арестовать несостоятельного должника и заключить его в долговую тюрьму; долг отрабатывался бесплатной работой. Исчезла практика самозаклада и самопродажи; глава семьи не мог заложить жену, но детей мог. Впервые получил развитие наёмный труд (преимущественно в храмовых хозяйствах): круглогодичный и сезонный; появилась трудовая миграция сезонных работников из соседних стран и областей (прежде всего из Элама).

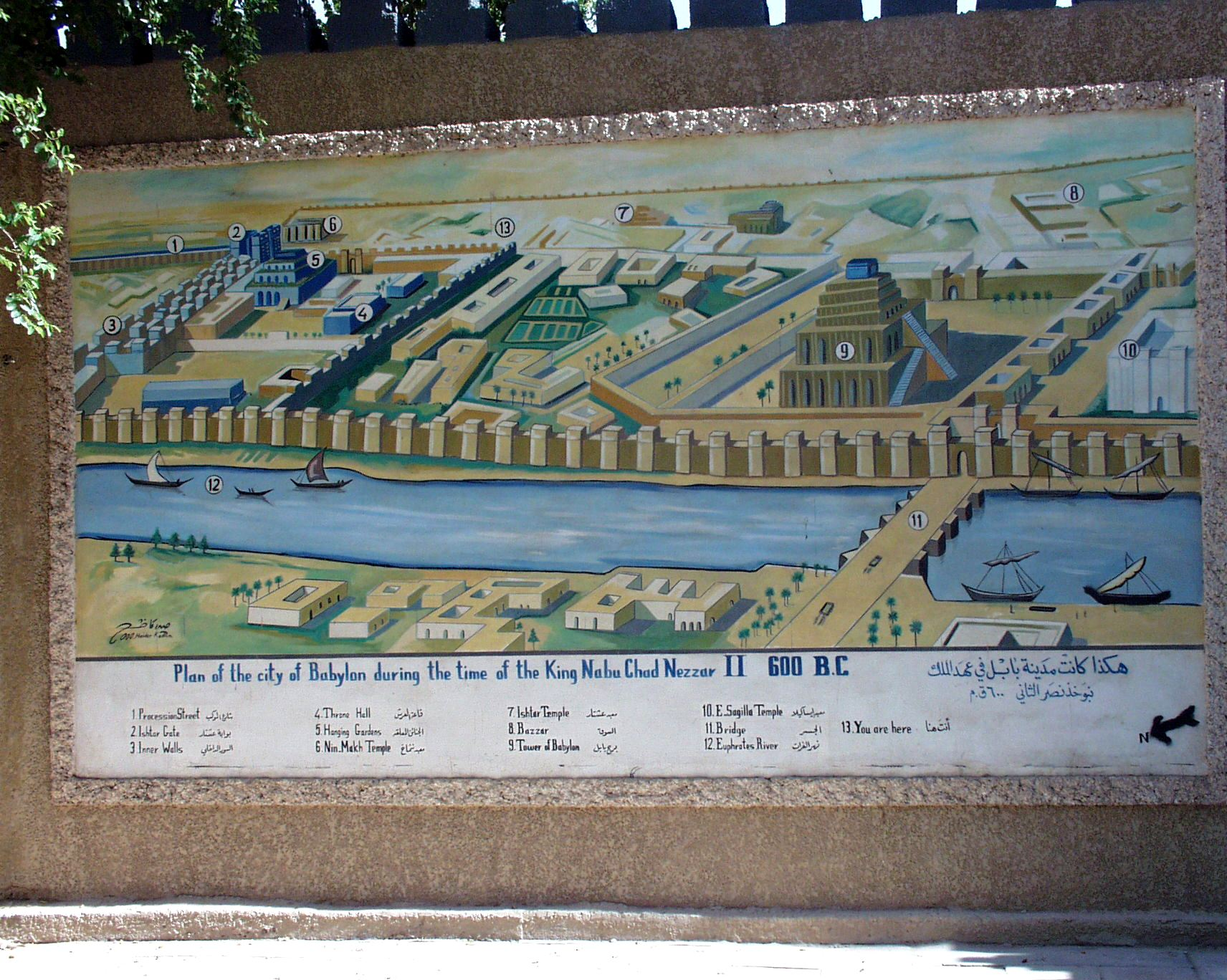
Вавилон около 600 года до н. э.: схематический рисунок центральной части. Вид со стороны Западного города

Вавилон — первый мегаполис. В правление Навуходоносора II Вавилон достиг расцвета, став экономическим центром и крупнейшим городом западной части цивилизованного мира; его иногда называют первым мегаполисом в истории. Население Вавилона составляло ок. 200 000 человек, а периметр стен основной части — до 12—15 км; город окружали многочисленные предместья с дворцами, элитными усадьбами и другими постройками. Река Арахту/Евфрат разделяла Вавилон на Западный и Восточный город. Основная часть Вавилона имела прямоугольные очертания, тщательно продуманный план и делилась на 10 кварталов (округов); важнейшие улицы пересекались под прямым углом, выходя через 8 ворот в направлении других городов Месопотамии. Парадным входом служил Ворота Иштар высотой 12 м, богато отделанные глазурованным кирпичом и украшенные барельефами животных и драконов Мардука. Ядро застройки образовывал грандиозный комплекс Эсагила (святилище Бэла-Мардука), к которому примыкал 91-метровый зиккурат Этеменанки — прототип Вавилонской башни. К северу лежал укреплённый дворцовый комплекс (цитадель Вавилона) в районе которого располагался царский дворец, «музей» и второе чудо света — Висячие сады, построенные Навуходоносором II для своей жены Амитис. Вавилон был важнейшим культовым центром Месопотамии, располагавшим огромным количеством храмов; помимо этого в городе было несколько дворцов, рынки, лавки торговцев и финансовые конторы, библиотеки и увеселительные заведения. Вавилон был крупнейшим коммерческим центром Древнего Востока, его богатство и великолепие поражали современников и вместе с тем обладал необычайно высоким уровнем преступности и разветвлённым криминальным сообществом. Улицы Вавилона окружали глухие стены домов, окна которых выходили во внутренние дворы. Важнейшие улицы имели мощение плитами известняка и розовой брекчии, а примыкающие стены домов — украшены барельефами и синим глазурованным кирпичом. Центральная улица называлась Дорогой процессий; она начиналась в предместьях у летнего дворца-крепости Навуходоносора II и, проходя мимо храма Нового года (Бит-Реш) и северных бастионов, входила в основную часть Вавилона через Ворота Иштар, где продолжалась мимо цитадели до зиккурата Этеменанки, по ступеням которого царь восходил каждый праздник Нового года (акиту). Для снабжения кварталов водой через них было проведено несколько каналов; для соединения Западного и Восточного города был возведён стационарный мост (длинной 123 м и шириной 5—6 м) и понтонная переправа. Основную часть города окружали три кольца стен: Имгур-Энлиль (высотой 11—14 м и шириной 6,5 м), Немет-Энлиль (высотой 8 м и шириной 3,7 м) и внешняя стена со рвом, наполненным водой. Через каждые 20 м в стенах располагались защитные башни, а парадный вход у Ворот Иштар прикрывали две мощные крепости. Предместья восточного берега охватывала внешняя стена Навуходоносора II, смыкавшаяся у берега Евфрата со стеной Набонида; дальние подступы к Вавилону защищала 100-километровая Мидийская стена. Геродот, посетивший город уже после падения царства назвал его не только самым крупным но и самым красивым из всех известных ему городов,
«Падение Вавилона». В середине VI века до н. э. восстание персов привело к разгрому Мидии и образованию Персидской державы Ахеменидов. После разгрома Лидии персидским царём Киром II Великим, война с Вавилонией стала неизбежной; подготовка к ней со стороны Персии сопровождалась мощной пропагандистской кампанией, направленной на дискредитацию личности Набонида; оппозиционная последнему вавилонская олигархия активно участвовала в этом; влияние Набонида стремительно падало. В 539 году до н. э. персы вторглись в страну с востока и, пользуясь предательством знати, прошло через долину Диялы до Описа где произошло генеральное сражение. Вавилонское войско под командованием Валтасара (Бел-шар-уцура) было разбито, персы обошли Мидийскую стену и двинулись к Вавилону. Ход дальнейших событий неясен: неприступные укрепления города сделали бы его осаду кровопролитной и затяжной, однако археологи не обнаружили свидетельств этого в соответствующих слоях. Геродот приводит рассказ об отведении персами вод Евфрата, по дну которого они проникли под городские стены. 12 октября 539 года Вавилон был занят персами; возможно его жители сами способствовали этому. Кир II даровал царству права автономии и принял титул вавилонского царя. Все привилегии, законы и основные государственные институты Вавилонии были сохранены; в жизни вавилонян произошли незначительные изменения; цены остались на прежнем уровне. Однако с этого момента Древняя Месопотамия навсегда утратила политическую самостоятельность.
Вавилон и Библия. Халдейская Вавилония оставила глубокий след в библейской традиции, послужив основой эсхатологического образа Вавилона. Навуходосор II подчинил Иудею, а когда та восстала в 597 году до н. э. разорил её и осадил Иерусалим. Царь Иоаким вышел на переговоры к вавилонскому правителю, но тот его казнил, назначил царём Иехонию и увёл в плен более 3000 знатных иудеев. Однако Иехония продолжил антивавилонскую политику, что привело к новому походу Навуходоносора; Иехония сдал Иерусалим без боя и вместе 10 000 иудеями отправился также в плен. Вскоре Иудея вновь восстала и была осаждена. В 587 году до н. э., после двухлетней осады город пал. Навуходоносор II уничтожил Иудейское царство, сжёг Иерусалим (в том числе разрушил храм Соломона), срыл его стены и угнал тысячи жителей Иудеи в плен, расселив их в разных частях своего царства (Вавилонский плен иудеев). Могущество Вавилона при халдейской династии оставило глубокий след в мировоззрении древних евреев, что нашло отражение в книгах Библии (Ветхого Завета). В древнейшей Книге Бытия изложено предание о Вавилонском столпотворении, когда люди задумали построить гигантскую «башню от земли до неба» и были наказаны за это «смешением языков». Однако наиболее глубокий след оставили события VI века до н. э., когда Навуходоносор взял и разрушил Иерусалим, уничтожил Иудейское царство и положил начало Вавилонскому плену еврейского народа; в Книге пророка Даниила Вавилон того времени описан как первое и самое блистательное из череды великих царств языческого мира (см. сон царя о колоссе на глиняных ногах); при этом сам Навуходоносор II также является важным библейским персонажем — грозным правителем и завоевателем, поражённым под конец жизни странной болезнью, сопровождавшейся вспышками безумия (смешение с образом Набонида — последнего вавилонского царя). Ветхозаветный образ Вавилона оказал влияние на формирование символов христианской эсхатологии; в Откровении Иоанна Богослова (Апокалипсис) описывается Вавилон великий — огромный, могущественный и безнравственный город, столица мирового царства и обитель Антихриста; апокалиптический Вавилон воплощает пагубный образ «вселенской» державы (каковой во время Иоанна была Римская империя), тесно связан с образами Блудницы, Зверя и обречён на падение.

## Последующая история
В последующее время территория Месопотамии входила в состав разных государств; культура древней цивилизации при этом постепенно угасала. В период персидского господства (VI—IV века до н. э.) коренное население страны — вавилоняне и древние ассирийцы — активно переходили на арамейский язык, исчезала клинопись. После завоевания Персии Александром Македонским Месопотамия стала частью эллинистического мира (IV—II века до н. э.), базировавшегося на синкретизме греческой и восточной культур. Упадок некоторых важнейших городов (в частности Вавилона) соотносится со временем нахождения Месопотамии в составе Парфянского царства (II век до н. э. — III век); окончательное угасание культуры Древней Месопотамии происходит в эпоху Сасанидской империи (III—VII века).

## Комментарии
1. ↑  Большинство титулов отражало жреческое происхождение верховной власти: эн обозначал верховного жреца, энси — «жрец закладки сооружений» или «жрец-строитель»; расширенные полномочия давал титул лугаль (букв. «большой человек», обычно переводится как «царь»), который обозначал военного предводителя и санкционировался народным собранием.
2. ↑  Главными центрами письменности были храмы, которые вели подробный хозяйственный учёт и составляли архивы; всё, что находилось за пределами царско-храмовых хозяйств, в том числе общинный сектор, реконструируется по спорадическим или косвенным данным.
3. ↑  И шумеры и восточные семиты (аккадцы) имели единое самоназвание — «черноголовые» (шум. санг-гиг, аккад. ца́льмат-ка́ккадим) и никак существенно друг друга не выделяли.
4. ↑  До начала раскопок преобладало мнение Т. Якобсена, ассоциировавшего Абу-Салабих с городом Кеш.
5. ↑  Архив из Шуруппака, упоминаемый в фундаментальной отечественной работе «История Древнего Востока» под редакцией И. М. Дьяконова, сейчас датируется последующим этапом РД IIIa.
6. ↑  Самым массовым родом войск была лёгкая пехота (лучники, пращники, метатели дротиков), комплектовавшаяся из бедных слоёв населения, заинтересованных в военных походах; другая многочисленная часть — тяжёлая пехота (вооружённая копьями и мечами).
7. ↑  Особую эффективность проявляла в сложных условиях (степи, пустыни, горы)
8. ↑  Колесницы являлись важнейшей ударной силой, однако были очень дорогими; по этой причине на них сражались лишь представителями наиболее обеспеченных слоёв населения.
9. ↑  Инженерные и вспомогательные части включали сапёров, оружейников, погонщиков скота, обозников и др.
10. ↑  Областеначальники были подчинены центральной власти, не имели права давать иммунитетные грамоты и совершать самостоятельные военные походы, контролировали сравнительно небольшие и раздроблённые территории[42].
11. ↑  Военные и гражданские чиновники, опиравшиеся на ассирийских чиновников и ассирийские гарнизоны
12. ↑  Вассальные царства признавали авторитет Ассирии и время от времени поставляли ей дары
13. ↑  Вавилония сохраняла формальные черты независимости или личной унии: царь отдельно короновался как вавилонский царь.
14. ↑  Египет был разделён на 20 княжеств, управляемых местной знатью при поддержке ассирийских чиновников и военных.
15. ↑  Переселение одновременно решало две задачи: способствовал снижению сепаратизма и восстановлению разорённых регионов.
16. ↑  Общинники были связаны круговой порукой и поддерживали друг друга в трудной ситуации. С разложением общины земледелец, попавший в такую ситуацию взять заём у богатого землевладельца, ростовщика, заложив ему своё имущество или личность.
17. ↑  Враги Ассирии постепенно перенимали её достижения в военном деле
18. ↑  Используя противоречия между врагами, натравливая на них полчища киммерийцев и скифов (вторгшихся в Переднюю Азию из-за Кавказа), организуя дворцовые перевороты (в Эламе), уничтожая мятежников и устраивая массовую резню побеждённых.
19. ↑  Ниневия была очень хорошо укреплена; существует предположение, что падению Ниневии способствовало устроенное врагами искусственное наводнение.
20. ↑  Несмотря на объединение сил трёх великих держав Ближнего Востока, ассирийцы смогли разгромить египетские войска, но потерпели поражение от вавилонян, занявших Харран; остатки ассирийских отрядов отступили за Евфрат, где в 605 году до н. э. сражались в кровопролитной битве при Каркемише на стороне фараона, пока не были окончательно разбиты.
21. ↑  Существует предположение, что за помощью к Ассирии обратился сам вавилонский царь Набонасар.
22. ↑  Вавилония была населена родственным ассирийцам народом и обладала высоким престижем; вероятно поэтому она не была включена в состав Ассирийской державы как рядовая провинция. Ассирийские цари венчались также в Вавилоне как вавилонские цари, что определяло характер ассиро-вавилонских отношений как личную унию
23. ↑  Эламский царь Хумбан-нимена вероятно перенёс инсульт и был разбит параличом, по крайней мере он не мог говорить.
24. ↑  Син был одним из традиционных богов шумеро-аккадского пантеона, но в указанное время приобрёл черты верховного арамейского божества. В условиях тотальной арамеизации Передней Азии подчинение культа Сина отражало стремление Набонида объединить население обширного региона в рамках ещё более крупной державы; кроме того, выдвижение нового верховного бога могло стать противовесом могущественной вавилонской олигархии, группировавшейся вокруг жречества Мардука.
25. ↑  Обычай был нарушен Набонидом, не посещавшим Вавилон.
26. ↑  Золото было товаром и в качестве денег не использовалось
27. ↑  Новый год в Вавилонии начинался весной — с первой неомении после прохождения солнцем точки весеннего равноденствия